# Électricité en France
Ne doit pas être confondu avec Électricité de France.

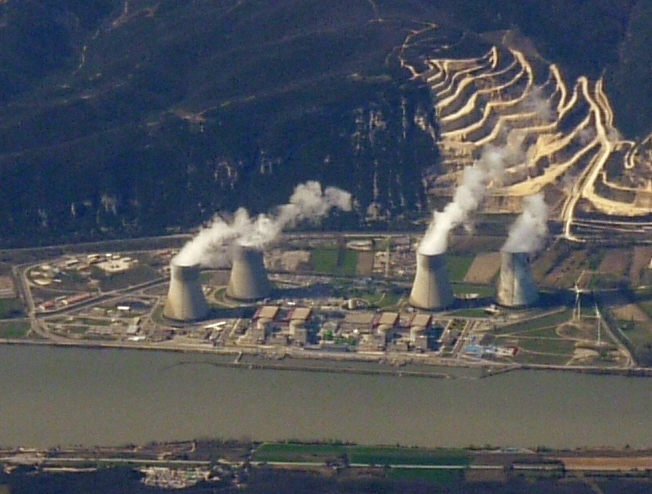
La centrale nucléaire de Cruas en France, vue d'avion en juin 2012.

Le secteur économique de l'électricité en France est le neuvième producteur d'électricité dans le monde en 2023 (1,7 % de la production mondiale). En 2022, l'électricité représentait 25,3 % de la consommation finale d'énergie en France ; sa part dans la consommation finale du secteur résidentiel était de 39,5 %, dans celle de l'industrie de 34,4 % et dans celle du secteur tertiaire de 57,3 %, mais de 2,1 % seulement dans le secteur des transports. La consommation d'électricité par habitant est supérieure de 92 % à la moyenne mondiale, mais inférieure de 1,4 % à celle de l'Allemagne et de 48,5 % à celle des États-Unis.
Depuis l'ouverture à la concurrence promue par la Commission européenne, le marché de l'électricité en France reste dominé par la société nationale Électricité de France (EDF), malgré les gains croissants de part de marché des fournisseurs alternatifs, dont les principaux sont Engie, TotalEnergies et Eni.
Le secteur est marqué par l'importance de la production d'électricité d'origine nucléaire, placée au 3e rang mondial (12,4 % de la production mondiale en 2023) derrière les États-Unis et la Chine, qui représente 64,2 % de la production nationale brute en 2023. Autre fait marquant : la stagnation de la consommation depuis 2007, suivie d'une baisse prononcée depuis 2020.
La France est en 2023 le premier pays exportateur d’Europe, par son solde exportateur de 50,3 TWh. En 2019, elle était le premier pays exportateur au monde, effectuant 17,3 % des exportations mondiales. En 2024, son solde exportateur atteint le record de 89 TWh et sa valeur cinq milliards d'euros.
La part des énergies renouvelables dans la production brute d'électricité atteint 27,7 % en 2023 (hydroélectricité : 11,5 %, éolien : 9,9 %, photovoltaïque : 4,3 %, biomasse+déchets : 1,8 %). La France est en 2023 au 8e rang mondial pour sa production éolienne, au 13e rang mondial pour sa production solaire photovoltaïque et au 14e rang mondial pour sa production hydroélectrique.

## Comparaisons internationales
Selon les statistiques de l'Agence internationale de l'énergie et celles de l'Energy Institute, la France se classe dans les premiers rangs pour plusieurs indicateurs du domaine de l'électricité :
| Source d'énergie | indicateur          | rang | année    | quantité | unité | % monde | commentaires |
| --- | ------------------- | ---- | -------- | -------- | ----- | ------- | --- |
| Électricité | Production          | 9e   | 2023     | 519,7    | TWh   | 1,7 %   | 1er : Chine (9 494,3 TWh, 31,7 %), 2e : États-Unis (15,0 %), 10e : Allemagne (513,7 TWh, 1,7 %)                                      |
| Électricité | Exportation nette   | 1er  | 2024     | 89       | TWh   | nd      | |
| Nucléaire | Production          | 3e   | 2023     | 338,2    | TWh   | 12,4 %  | 1er : États-Unis (816,2 TWh, 29,8 %), 2e : Chine (434,7 TWh, 15,9 %)                                                                 |
| Nucléaire | Puissance installée | 2e   | 2023     | 61,37    | GW    | 16,4 %  | 1er : États-Unis (96,95 GW, 25,9 %), 3e : Chine (54,15 GW, 14,5 %)                                                                   |
| Nucléaire | % nucléaire/élec*   | 1er  | 2023     | 64,8     | %     |         | 2e : Slovaquie (61,3 %), 17e : États-Unis (18,6 %), 18e : Russie (18,4 %), 26e : Chine (4,9 %)                                       |
| Hydroélectricité | Production          | 14e  | 2023     | 55,5     | TWh   | 1,3 %   | 1er : Chine (1 226 TWh, 28,9 %), 2e : Brésil (10,1 %), 3e : Canada (8,6 %)                                                           |
| Hydroélectricité | Puissance installée | 10e  | 2023     | 25,53    | GW    | 1,8 %   | 1er : Chine (421,5 GW, 29,8 %), 2e : Brésil (7,8 %), 3e : États-Unis (7,2 %)                                                         |
| Énergie éolienne | Production élec.    | 8e   | 2023     | 52,3     | TWh   | 2,2 %   | 1er : Chine (885,9 TWh, 38,1 %), 2e : États-Unis (18,5 %), 3e : Allemagne (6,1 %)                                                    |
| Énergie éolienne | Puissance installée | 8e   | 2023     | 22,2     | GW    | 2,2 %   | 1er : Chine (441,9 GW, 43,4 %), 2e : États-Unis (14,5 %), 3e : Allemagne (6,8 %)                                                     |
| Solaire photovoltaïque                                                                                                | Production élec.    | 13e  | 2023     | 22,2     | TWh   | 1,4 %   | 1er : Chine (584,4 TWh, 35,6 %), 2e : États-Unis (14,7 %), 3e : Inde (6,9 %)                                                         |
| Solaire photovoltaïque                                                                                                | Puissance installée | 12e  | 2023     | 20,54    | GW    | 1,5 %   | 1er : Chine (609,4 GW, 43,2 %), 2e : États-Unis (9,8 %), 3e : Japon (6,2 %)                                                          |
| Solaire photovoltaïque                                                                                                | % solaire PV/élec*  | 24e  | fin 2022 | 4,6      | %     |         | 1er : Espagne (19,1 %), 2e : Grèce (17,5 %), 3e : Chili (17,0 %), 7e : Allemagne (12,4 %), 11e : Italie (9,1 %), 17e : Chine (6,5 %) |
| * % source (nucléaire, éolien, solaire)/total production d'électricité, classement parmi les dix premiers producteurs |                     |      |          |          |       |         | |

## Production

### Histoire

#### Seconde Guerre mondiale
En France occupée, le système électrique a été gravement endommagé, en particulier à l'été 1943, lorsqu'une recrudescence des actions de la Résistance visant les installations électriques a coïncidé avec des bombardements aériens massifs par les Alliés. La situation s'est aggravée avec le débarquement allié en Normandie. En août 1944, le réseau français à haute tension était presque paralysé. Presque immédiatement après les débarquements en Normandie et de Provence ayant conduit à la Libération de la France, la division du génie du Supreme Headquarters Allied Expeditionary Force a recensé les besoins et a commencé les travaux de réparation. Ces actions ont entraîné une augmentation assez substantielle de la production d'électricité en France en 1945.
| Année | Production |
| ----- | ---------- |
| 1939  | 20 228     |
| 1940  | 18 833     |
| 1941  | 18 588     |
| 1942  | 17 857     |
| 1943  | 18 228     |
| 1944  | 14 213     |
| 1945  | 18 074     |

#### Depuis les années 1980
Le graphique qui aurait dû être présenté ici ne peut pas être affiché car il utilise l'ancienne extension Graph, désactivée pour des questions de sécurité. Des indications pour créer un nouveau graphique avec la nouvelle extension Chart sont disponibles ici.

Production d'électricité par source en France
1980-1989 : production nette (Agence d'information sur l'énergie, États-Unis)
1990-2021 : production brute (Agence internationale de l'énergie).
NB : l'énergie marémotrice est incluse dans l'hydraulique et les déchets dans les bioénergies.
Le graphique ci-contre fait ressortir, en dehors de l'essor du nucléaire au cours des années 1980 et 1990 et de l'apparition récente de l'éolien et du solaire, deux faits marquants moins connus : la stagnation de la production depuis 2005 et l'impact très marqué de la crise économique mondiale de 2008 et de la pandémie de Covid-19 sur la production d'électricité, qui a baissé de 6,6 % en 2009 et de 6,7 % en 2020.
| Source                                                   | 1990  | %       | 2000  | %       | 2010  | %       | 2020  | % 2020  | 2023  | % 2023  | var. 2023/1990 |
| -------------------------------------------------------- | ----- | ------- | ----- | ------- | ----- | ------- | ----- | ------- | ----- | ------- | -------------- |
| Charbon                                                  | 35,4  | 8,4 %   | 30,9  | 5,7 %   | 26,3  | 4,6 %   | 4,9   | 0,9 %   | 3,1   | 0,6 %   | −91 %          |
| Pétrole                                                  | 8,7   | 2,1 %   | 7,2   | 1,3 %   | 5,5   | 1,0 %   | 5,6   | 1,1 %   | 5,8   | 1,1 %   | −33 %          |
| Gaz naturel                                              | 3,0   | 0,7 %   | 11,5  | 2,1 %   | 23,8  | 4,2 %   | 35,2  | 6,6 %   | 31,2  | 5,9 %   | +932 %         |
| Total fossiles                                           | 47,1  | 11,2 %  | 49,5  | 9,2 %   | 55,6  | 9,8 %   | 45,8  | 8,6 %   | 40,2  | 7,6 %   | -15 %          |
| Nucléaire                                                | 314,1 | 74,6 %  | 415,2 | 76,9 %  | 428,5 | 75,3 %  | 353,8 | 66,5 %  | 338,2 | 64,2 %  | +8 %           |
| Hydraulique                                              | 57,4  | 13,6 %  | 71,1  | 13,2 %  | 67,5  | 11,9 %  | 67,1  | 12,6 %  | 60,7  | 11,5 %  | +6 %           |
| Biomasse                                                 | 1,2   | 0,3 %   | 1,4   | 0,3 %   | 2,5   | 0,4 %   | 6,6   | 1,2 %   | 7,6   | 1,4 %   | +543 %         |
| Déchets renouv.                                          | 0,2   | 0,05 %  | 1,1   | 0,2 %   | 2,0   | 0,3 %   | 2,1   | 0,4 %   | 2,0   | 0,4 %   | x10            |
| Géothermie                                               |       |         |       |         |       |         | 0,1   | 0,02 %  | 0,1   | 0,02 %  | ns             |
| Éolien                                                   |       |         | 0,05  | 0,01 %  | 9,9   | 1,7 %   | 40,0  | 7,5 %   | 52,4  | 9,9 %   | ns             |
| Solaire PV                                               |       |         | 0,005 | ε       | 0,6   | 0,1 %   | 13,2  | 2,5 %   | 22,7  | 4,3 %   | ns             |
| Marée                                                    | 0,5   | 0,1 %   | 0,5   | 0,1 %   | 0,5   | 0,1 %   | 0,5   | 0,1 %   | 0,4   | 0,1 %   | −11 %          |
| Total EnR                                                | 59,3  | 14,1 %  | 74,2  | 13,7 %  | 83,0  | 14,6 %  | 129,8 | 24,3 %  | 148,2 | 27,7 %  | +149 %         |
| Autres                                                   |       |         |       |         | 0,1   | 0,02 %  | 0,6   | 0,1 %   | 0,4   | 0,1 %   | ns             |
| Déchets non renouv.                                      | 0,2   | 0,05 %  | 1,1   | 0,2 %   | 2,0   | 0,4 %   | 2,3   | 0,4 %   | 2,2   | 0,4 %   | x11            |
| Total                                                    | 420,8 | 100,0 % | 540,0 | 100,0 % | 569,3 | 100,0 % | 532,2 | 100,0 % | 527,0 | 100,0 % | +25 %          |
| Source des données : Agence internationale de l'énergie. |       |         |       |         |       |         |       |         |       |         |                |

En 2023, selon les estimations de l'Energy Institute, la production d'électricité en France s'élevait à 519,7 TWh, en hausse de 11,4 % en 2023, mais en recul de 9,7 % par rapport à 2013, soit 1,7 % de la production mondiale, au 9e rang mondial, dont 65,1 % provenant des centrales nucléaires, 6,7 % tirée des combustibles fossiles (gaz naturel : 6,2 %, pétrole : 0,3 %, charbon : 0,2 %), 26,9 % des énergies renouvelables (hydroélectricité : 10,7 %, autres : 16,2 %) et 1,3 % d'autres sources (part non renouvelable des déchets, pompage-turbinage, etc). La part de l'éolien est de 10,1 %, celle du solaire de 4,3 %, celle de la biomasse et déchets de 1,9 %.
RTE publie des statistiques de production nette (après déduction des consommations propres des centrales) :
| TWh                               | 2010   | 2011   | 2012   | 2013   | 2014   | 2015   | 2016   | 2017   | 2018   | 2019   | 2020   | % 2020 | 2020/2010 |
| --------------------------------- | ------ | ------ | ------ | ------ | ------ | ------ | ------ | ------ | ------ | ------ | ------ | ------ | --------- |
| Thermique nucléaire               | 407,9  | 421,1  | 404,9  | 403,7  | 415,9  | 416,8  | 384,0  | 379,1  | 393,2  | 379,5  | 335,4  | 67,1 % | −17,8 %   |
| Thermique fossile                 | 59,5   | 51,5   | 48,1   | 43,6   | 24,6   | 33,1   | 45,2   | 53,5   | 38,4   | 41,7   | 37,4   | 7,5 %  | −37 %     |
| dont charbon                      | 19,1   | 13,4   | 17,4   | 19,9   | 8,4    | 8,6    | 7,3    | 9,7    | 5,7    | 1,5    | 1,3    | 0,3 %  | −93 %     |
| fioul                             | 8,0    | 7,6    | 6,7    | 3,8    | 3,3    | 3,8    | 2,6    | 2,9    | 1,8    | 1,9    | 1,6    | 0,3 %  | −80 %     |
| gaz naturel                       | 29,9   | 30,5   | 24,0   | 19,9   | 14,3   | 21,9   | 35,4   | 40,9   | 31,0   | 38,3   | 34,4   | 6,9 %  | +15 %     |
| Hydraulique                       | 67,6   | 50,3   | 63,8   | 75,5   | 67,4   | 58,5   | 63,4   | 53,0   | 67,8   | 59,5   | 64,9   | 13,0 % | −4 %      |
| dont renouvelable                 | nd     | nd     | nd     | nd     | nd     | 53,9   | 59,2   | 48,6   | 63,1   | 55,5   | 60,8   | 12,2 % | nd        |
| Éolien                            | 9,7    | 12,1   | 14,9   | 15,9   | 17,1   | 21,1   | 20,9   | 24,0   | 28,1   | 33,8   | 39,6   | 7,9 %  | +308 %    |
| Photovoltaïque                    | 0,6    | 2,4    | 4,1    | 4,7    | 5,9    | 7,4    | 8,4    | 9,2    | 10,5   | 12,0   | 12,7   | 2,5 %  | ×21       |
| Thermique renouvelable et déchets | 4,9    | 5,6    | 5,8    | 7,1    | 7,1    | 7,8    | 8,6    | 9,3    | 9,5    | 9,5    | 9,6    | 1,9 %  | +96 %     |
| dont renouvelable                 | nd     | nd     | nd     | nd     | nd     | 5,9    | 6,5    | 7,0    | 7,6    | 7,7    | 7,6    | 1,5 %  | nd        |
| Total EnR                         | 82,8   | 70,4   | 88,6   | 103,2  | 98,6   | 88,3   | 94,7   | 88,8   | 108,7  | 108,9  | 120,7  | 117,5  | 116,9     |
| Production nette                  | 550,2  | 543,0  | 542,0  | 550,0  | 540,4  | 546,8  | 531,4  | 528,1  | 547,5  | 536,0  | 499,7  | 100 %  | −9,2 %    |
| % décarbonation                   | 88,3 % | 89,5 % | 90,1 % | 90,8 % | 93,8 % | 93,0 % | 91,1 % | 88,5 % | 91,7 % | 91,0 % | 91,3 % |        |           |
| Part EnR dans la prod.            | 15,0 % | 13,0 % | 16,3 % | 18,8 % | 18,2 % | 16,1 % | 17,8 % | 16,8 % | 19,8 % | 20,3 % | 24,1 % |        |           |
| Part EnR dans la conso            | 14,9 % | 13,3 % | 16,8 % | 19,4 % | 19,6 % | 18,7 % | 19,7 % | 18,5 % | 22,7 % | 23,0 % | 26,9 % |        |           |
| TWh                               | 2020   | 2021   | 2022   | 2023   | 2024   | % 2024 |        |        |        |        |        |        |           |
| Thermique nucléaire               | 335,4  | 360,7  | 279,0  | 320,4  | 361,7  | 67,1 % |        |        |        |        |        |        |           |
| Thermique fossile                 | 37,4   | 38,6   | 49,2   | 32,6   | 20,0   | 3,7 %  |        |        |        |        |        |        |           |
| dont charbon                      | 1,3    | 3,8    | 2,9    | 0,8    | 0,7    | 0,1 %  |        |        |        |        |        |        |           |
| fioul                             | 1,6    | 1,9    | 2,2    | 1,7    | 1,8    | 0,3 %  |        |        |        |        |        |        |           |
| gaz naturel                       | 34,4   | 32,9   | 44,1   | 30,0   | 17,4   | 3,2 %  |        |        |        |        |        |        |           |
| Hydraulique                       | 64,9   | 62,0   | 49,6   | 58,8   | 75,1   | 13,9 % |        |        |        |        |        |        |           |
| Éolien                            | 39,6   | 36,9   | 38,6   | 50,7   | 46,8   | 8,7 %  |        |        |        |        |        |        |           |
| Photovoltaïque                    | 12,7   | 14,2   | 18,5   | 21,5   | 24,8   | 4,6 %  |        |        |        |        |        |        |           |
| Thermique renouvelable et déchets | 9,6    | 10,0   | 10,5   | 10,4   | 10,5   | 2,0 %  |        |        |        |        |        |        |           |
| Production nette                  | 500,1  | 523,1  | 446,5  | 494,7  | 539,0  | 100 %  |        |        |        |        |        |        |           |
| Taux de décarbonation             | 91,2 % | 91,4 % | 87,4 % | 92,4 % | 94,9 % |        |        |        |        |        |        |        |           |

Faits marquants :
- la production des centrales nucléaires varie surtout en fonction du taux de disponibilité du parc nucléaire (par exemple : prolongations des arrêts pour maintenance durant l'été 2012, arrêts de plusieurs réacteurs pour contrôles sur injonction de l'Autorité de sûreté nucléaire en 2016 et 2017, impact sur le calendrier de maintenance des centrales lors de la pandémie de Covid-19 en 2020[9], arrêts dus aux problèmes de corrosion sous contrainte en 2022) ;
- la production des centrales hydrauliques fluctue fortement d'une année à l'autre selon l'abondance des précipitations : +26,8 % en 2012, +18,7 % en 2013, −9,7 % en 2014, −13,7 % en 2015, −16,3 % en 2017, +27,5 % en 2018, −12,1 % en 2019 ;
- les centrales thermiques à combustible fossile servent de terme de bouclage ; en 2017, la baisse de la production nucléaire de 1,3 % et celle de 16,3 % de l'hydroélectricité ont nécessité un recours important à la production d’origine thermique fossile : +20 %, et à l'inverse, en 2018, la hausse du nucléaire et de l'hydraulique a fait baisser le thermique fossile de 26,8 % ;
- la production issue des sources d’énergies renouvelables hors hydraulique progresse rapidement.

En 2022, la production d'électricité atteint son plus bas niveau depuis trente ans, à 445,2 TWh, du fait de la forte indisponibilité du parc nucléaire et d'un recul de l'énergie hydraulique ; ceux-ci sont compensés par une baisse de la consommation (−1,7 %) ainsi que par un recours accru au gaz et aux importations. Le taux de disponibilité du parc nucléaire tombe à 54 %, contre 73 % en moyenne entre 2015 et 2019. La production des barrages chute à 49,7 TWh, au plus bas depuis 1976, s'affichant en recul de 20 % par rapport à la moyenne de 2014-2019. Les conditions de vent défavorables limitent à 2 % la progression de la production éolienne (37,5 TWh), malgré la mise en service de 1,7 GW. Par contre, le photovoltaïque profite de bonnes conditions d'ensoleillement pour produire 18,6 TWh (+30 %). Les centrales thermiques (surtout gaz) produisent 44,1 TWh contre 32,9 TWh en 2021 et la France devient importatrice nette pour la première fois depuis 1980, son solde étant de −16,5 TWh contre +43,3 TWh en 2021. Le pays ne produit ainsi que 62,7 % de son électricité à partir du nucléaire, soit une production de 279 TWh, marquant un record bas depuis 1988, date de fin de la construction du parc nucléaire.
En 2021, la production nette d'électricité est en rebond par rapport à l'année 2020 : +4,5 %, pour atteindre 522,9 TWh. Elle reste néanmoins inférieure de 15 TWh à celle de 2019. La part des énergies renouvelables est de 22,5 % contre 24,2 % en 2020 ; elle baisse du fait de conditions météorologiques défavorables pour l’hydraulique (−5 %) et l'éolien (−7 %). La production nucléaire progresse de 8 % (361 TWh, soit 69 %).
En 2020, la production nette d'électricité chute de 7 % par rapport à 2019. C'est le niveau de production le plus bas depuis vingt ans, conséquence directe de la diminution de la consommation d’électricité en France et en Europe. La part des énergies renouvelables est en forte hausse : la production éolienne progresse de 17,3 %, la production solaire de 2,3 % et la production hydraulique de 8,4 %. La production nucléaire baisse de 11,6 % et la production thermique fossile de 10,6 %.
En 2019, la production nette d'électricité est en baisse de 2 % ; les énergies renouvelables (hydraulique, solaire et éolien) en ont fourni plus de 20 %, malgré une baisse de la production hydraulique de plus de 12 % par rapport à 2018, grâce à la forte progression de la production éolienne (+21,2 %) et de la production solaire(+7,8 %). La baisse de la production hydraulique et nucléaire entraîne une hausse de la production thermique à combustible fossile de 9,8 % malgré un très fort recul de la production des centrales à charbon : −72 %. La part du nucléaire est de 70,6 %.
En 2018, la production nette est en hausse : +3,7 % ; les énergies renouvelables bénéficient de conditions favorables ; le redressement de la production d'origine nucléaire (+3,7 %) et la forte hausse de la production hydraulique (+27,5 %) ont entraîné une moindre mobilisation des centrales thermiques à combustible fossile (−26,8 %) ; la part du nucléaire s'éleve à 71,7 %.

### Moyens de production

#### Puissances installées
| Filière                                                                                  | au 31/12/2010 | au 31/12/2021 | au 31/12/2022 | au 31/12/2023 | au 31/12/2024 | Variation 2024/2010 | Facteur de charge 2024 (%)* |
| ---------------------------------------------------------------------------------------- | ------------- | ------------- | ------------- | ------------- | ------------- | ------------------- | --------------------------- |
| Nucléaire                                                                                | 63,13         | 61,37         | 61,4          | 61,4          | 61,4          | -3 %                | 67,2 %                      |
| Fossile                                                                                  | 27,4          | 17,98         | 17,7          | 17,4          | 17,4          | −36 %               | 13 %                        |
| charbon                                                                                  | 7,94          | 1,82          | 1,8           | 1,8           | 1,8           | -77 %               | 4 %                         |
| fioul                                                                                    | 10,49         | 3,38          | 3,1           | 3,0           | 3,0           | -71 %               | 7 %                         |
| gaz                                                                                      | 8,96          | 12,78         | 12,8          | 12,6          | 12,6          | +41 %               | 16 %                        |
| Hydraulique                                                                              | 25,39         | 25,72         | 25,9          | 25,7          | 25,7          | +1 %                | 33 %                        |
| Éolien                                                                                   | 5,76          | 18,78         | 21,15         | 22,45         | 24,4          | +324 %              | 22,8 %                      |
| Photovoltaïque                                                                           | 0,88          | 13,10         | 15,84         | 18,57         | 24,3          | +2660 %             | 13,2 %                      |
| Thermique renouv.                                                                        | 1,22          | 2,21          | 2,3           | 2,2           | 2,3           | +89 %               | 52 %                        |
| Total                                                                                    | 123,78        | 139,13        | 144,3         | 149,1         | 155,5         | +26 %               | 40 %                        |
| * Le calcul des facteurs de charge prend en compte l'échelonnement des mises en service. |               |               |               |               |               |                     |                             |

Le facteur de charge moyen des centrales nucléaires françaises, voisin de 75 % en temps normal, a été nettement plus faible de 2016 à 2019 à cause des arrêts exceptionnels de réacteurs liés aux contrôles de l'Autorité de sûreté nucléaire sur la qualité de gros composants en 2016-2017, d'un problème générique lié à l'usure de pièces situées sur le couvercle de la cuve de certains réacteurs en 2018 et de la programmation de sept visites décennales en 2019.
En 2024, la puissance installée s'est accrue de 6,7 GW, dont 5,0 GW de solaire, 1,1 GW d'éolien terrestre et 0,6 GW d'éolien en mer. La puissance de l'éolien en mer atteint ainsi 1,5 GW grâce à la mise en service des parcs de Fécamp et Saint-Brieuc.
En 2023, la puissance installée s'est accrue de 5,4 GW, dont 3,2 GW de solaire, 1,3 GW d'éolien terrestre et 0,36 GW d'éolien en mer. La puissance de l'éolien en mer atteint ainsi 0,84 GW.
En 2022, la puissance installée s'est accrue de 5,6 GW, dont 2,6 GW de solaire, 1,9 GW d'éolien terrestre, 0,5 GW d'éolien en mer (Parc éolien en mer de Saint-Nazaire), 0,4 GW de thermique fossile (cycle combiné gaz de Landivisiau) et 0,1 GW d'hydraulique.
En 2021, le parc de production a poursuivi sa décarbonation par la fermeture de la centrale au charbon de 600 MW du Havre et le développement des énergies renouvelables : 2,69 GW de solaire photovoltaïque ont été nouvellement installés, ainsi que 1,19 GW d'éoliennes.
La puissance électrique renouvelable s'est accrue de 2 039 MW en 2020, dont 1 105 MW d'éolien et 820 MW de solaire, atteignant 55 906 MW fin 2020. Le parc éolien atteint 17 616 MW au 31 décembre 2020, en progression de 1 105 MW, alors que 2 200 MW par an seraient nécessaires pour atteindre l'objectif de 24 100 MW fixé pour 2023 par la Programmation pluriannuelle de l'énergie (PPE). Le parc solaire s'est accru de 820 MW, alors qu'il faudrait 3 300 MW par an pour atteindre l'objectif de 20 100 MW en 2023 ; le parc solaire atteint 10 387 MW fin 2020. Le parc hydroélectrique atteint une puissance installée de 25 732 MW, en hausse de 28 MW. La filière bioénergies électriques atteint une puissance installée de 2 171 MW (+86 MW). Les retards constatés dans l'éolien et le solaire sont causés par des problèmes d'accès au foncier et des difficultés croissantes liées à l'acceptabilité locale des projets de grandes installations.

##### Surcapacité 2013-2015
La surcapacité du parc français pendant la période 2013-2015 résultait de deux évolutions qui n'avaient pas été anticipées :
- la consommation d'électricité avait été fortement réduite par la crise : alors que RTE prévoyait, dans le scénario médian de son bilan prévisionnel 2007, une consommation de 500 TWh pour 2013, la réalisation a été de 476 TWh : le déficit était de 24 TWh, soit 4,8 % ;
- les mises en service de nouvelles unités thermiques à flamme, surtout à gaz, ont atteint 3,8 GW en cinq ans (de 2008 à 2012) : +3,95 MW de centrales à cycle combiné gaz et +0,9 GW de turbines à gaz, en partie compensées par −0,75 GW de centrales au fioul et −0,3 MW charbon ;
- la progression des énergies renouvelables a en revanche été inférieure à la prévision 2007 ; le déficit était de l'ordre de 10 TWh, ce qui ne compense que 40 % du déficit de consommation.

Cet accroissement du parc en période de baisse de la demande a produit une situation de surcapacité ; la durée de fonctionnement des centrales à cycle combiné gaz est donc tombée au-dessous du seuil de rentabilité, déclenchant une série de décisions de fermeture comme dans le reste de l'Europe ; le choix de fermer des centrales gaz plutôt que des centrales charbon a été pris sur la base des prix du charbon en forte baisse (de 200 $/t fin 2008 à 80 $/t début 2013 sur le marché d’Anvers-Rotterdam-Amsterdam) à cause de l'arrivée sur le marché de grandes quantités de charbon américain évincé du marché américain par la baisse des prix du gaz produite par le boom du gaz de schiste. De plus, l'effondrement du prix des quotas de CO2 (de 35 €/t au début 2008 à 4 à 5 €/t en 2013) dû à la crise, a encore accru l'intérêt du charbon. Cependant, au cours de 2013, le prix du gaz a fortement remonté aux États-Unis, d'où une baisse des exportations de charbon, et en 2015 de nombreuses centrales à charbon (3,6 GW) seront déclassées du fait de l’application de la directive européenne sur les grandes installations de combustion, ce qui devrait résorber la surcapacité actuelle.

##### Risque de manque de capacité en pointe
Le gestionnaire du réseau électrique RTE, dans son bilan prévisionnel d'équilibre entre l'offre et la demande d'électricité à l'horizon 2023, publié le 16 novembre 2018, prévoit « une transition énergétique sous contrainte », avec des marges très faibles jusqu'à 2020 du fait des retards subis par les projets du réacteur no 3 de la centrale nucléaire de Flamanville (alors prévu pour 2020), des six parcs éoliens en mer (2021) et de la centrale à cycle combiné gaz de Landivisiau (2021) ; sous les conditions que ces dates de mise en service soient respectées ainsi que les interconnexions prévues, on peut envisager de fermer la centrale thermique de Cordemais (charbon) mi-2020, deux autres groupes en 2021 et le dernier en 2022.
RTE lance en septembre 2014 un avertissement sur le risque de défaillance à la pointe en cas de froid pour les hivers 2015-16 (déficit de capacité de 900 MW), 2016-17 (déficit de 2 GW) et 2017-18 (déficit de 800 MW), du fait de la fermeture d'ici fin 2015 de centrales au fioul (3,8 GW) et au charbon (2,1 GW déjà fermées et 1,9 GW à fermer en 2015) non conformes aux nouvelles normes européennes d'émissions de polluants, de la fermeture fin 2016 de la centrale nucléaire de Fessenheim (1 760 MW) et de la mise sous cocon de trois centrales à cycle combiné gaz (1,3 GW).
Pour faire face à ce risque, RTE espère que l'entrée en vigueur prévue au 1er novembre 2014 du mécanisme de capacité institué par la loi NOME incitera les opérateurs à mettre en œuvre tout ou partie de solutions mobilisables rapidement : mise aux normes de centrales au fioul, retour en exploitation de cycles combinés gaz ou développement de nouvelles capacités d'effacement par de nouvelles dispositions réglementaires instaurant une prime versée aux opérateurs. Un report de la fermeture de Fessenheim pourrait avoir le même effet.
Le Bilan prévisionnel 2015 de RTE conclut que la France retrouve des marges de sécurité d’approvisionnement électrique jusqu’en 2020. Cette amélioration est due au maintien en exploitation après mise aux normes de centrales au fioul, à l'éloignement des perspectives de mises sous cocon de cycles combinés au gaz, au développement de nouvelles capacités d'effacement et à l'amélioration de l'efficacité énergétique qui entraîne une réduction de 5,5 TWh de la prévision de consommation 2019. Les marges de sécurité d'approvisionnement électrique demeureront globalement suffisantes en cas d'arrêt de production de la centrale de Fessenheim précédant la mise en service de l'EPR.
En juin 2019, l’Autorité de sûreté nucléaire (ASN) ordonne la réparation des huit soudures situées au milieu de la double enceinte de béton qui protège le bâtiment réacteur de Flamanville 3, donc très difficiles à atteindre ; cette décision repousse le démarrage de la centrale à la fin de l'année 2022, au plus tôt,. Cette décision est lourde de conséquences pour les finances d'EDF, mais aussi pour la sécurité d'approvisionnement du pays ; en effet, RTE avait averti fin 2018 que « parmi les nouvelles variantes étudiées, c'est le report de l'EPR qui constitue la situation la plus pénalisante pour le système français. Ce retard conduit à lui seul à un déficit de capacités significatif. » Il pourrait s'avérer nécessaire de maintenir temporairement ou convertir à la biomasse la centrale à charbon de Cordemais.
En novembre 2019, RTE prévient que la sécurité de l'approvisionnement électrique de la France doit faire l'objet d'une « vigilance » en 2022-2023, notamment à cause de l'arrêt programmé des centrales à charbon ; il existe un risque spécifique pour l'Ouest de la France et notamment la Bretagne si la fermeture de la centrale à charbon de Cordemais n'est pas compensée par une entrée en service de l'EPR de Flamanville.
Dans son bilan prévisionnel à horizon 2030 publié en mars 2021, RTE alerte sur une situation de « vigilance particulière » qui va perdurer jusqu'en 2024, du fait du retard de mise en service de l'EPR de Flamanville ainsi que de l'importance des travaux en cours sur le parc de réacteurs d'EDF pour la prolongation de leur durée de vie (« Grand carénage »). Ces tensions sont aggravées par les effets collatéraux de la crise sanitaire qui ont décalé sur plusieurs années le programme de maintenance des centrales nucléaires, ainsi que par des retards sur la mise en service des éoliennes en mer et un développement de l'énergie solaire très en deçà des objectifs. Au cours des trois prochains hivers, le critère de sécurité d'approvisionnement en électricité ne sera pas respecté. RTE juge donc « nécessaire de conserver la centrale au charbon de Cordemais, qu'EDF projette de convertir à la biomasse, sur le réseau jusqu'en 2024 et il serait prudent de la conserver jusqu'en 2026 » et « estime que les conditions prévues par la programmation pluriannuelle de l'énergie, pour la fermeture anticipée de deux réacteurs nucléaires entre 2025 et 2026, pourront très difficilement être remplies »,.
En janvier 2022, le président de l'ASN, Bernard Doroszczuk, lance une alerte sur la nécessité « de maintenir des marges de manœuvre dans le dimensionnement du système électrique et des installations » et sur le déficit d'anticipation de l'évolution du parc nucléaire. Le choix d'arrêter 12 réacteurs nucléaires, en plus des deux de Fessenheim, comme le prévoyait la loi de programmation pluriannuelle de l'énergie 2019-2028, devra être « dûment pesé, sauf impératif de sûreté et au regard de prévisions réalistes de mise en service de nouveaux moyens de production d'ici à 2035 ». La décision devra être prise dans les cinq ans, car il faudra une dizaine d'années ensuite pour pouvoir ajuster le tir.
Au premier semestre 2022, la France connaît un « effondrement » de la production électrique nationale. Celui-ci s'explique par des problèmes structurels sur le parc nucléaire sans signe d'amélioration à court terme. Le parc français fait notamment face à des problèmes de corrosions affectant certains réacteurs, qui ont conduit à arrêter 12 d'entre eux, 18 autres étant arrêtés pour des opérations de maintenance programmées. Exportatrice de 21,5 TWh nets en 2021, la France devient alors déficitaire de 2,5 TWh.

#### Politique énergétique
Le 10 février 2022, le président Emmanuel Macron annonce sa décision de prolonger la durée de vie de tous les réacteurs nucléaires qui le permettent et de construire six EPR 2, auxquels peuvent s'ajouter huit autres dans les années suivantes. Même avec ces mesures, la part du nucléaire dans le mix électrique français devrait baisser de 70 % en 2021 à 40 % à l'horizon 2050. Le président annonce également l'objectif de faire passer la puissance solaire installée de 12,3 GW en 2021 à 100 GW en 2050, et de construire 50 parcs éoliens en mer d'ici à 2050, soit 40 GW de capacités de production. Par contre, pour l'éolien terrestre, l'objectif de doubler la capacité installée à 37 GW, fixé initialement pour 2030, ne devra finalement être atteint qu'en 2050, compte tenu des fortes protestations des riverains.
Après l'invasion de l'Ukraine par la Russie de 2022, Emmanuel Macron annonce le 6 septembre 2022 un accord franco-allemand de solidarité sur les approvisionnements en gaz et en électricité pour l'hiver. Les connexions gazières seront renforcées d'ici la fin de 2022 et l'Allemagne se prépare à aider la France à répondre à ses pics de consommation électrique.

#### Centrales nucléaires

Carte des centrales françaises en activité, classées selon leur type.

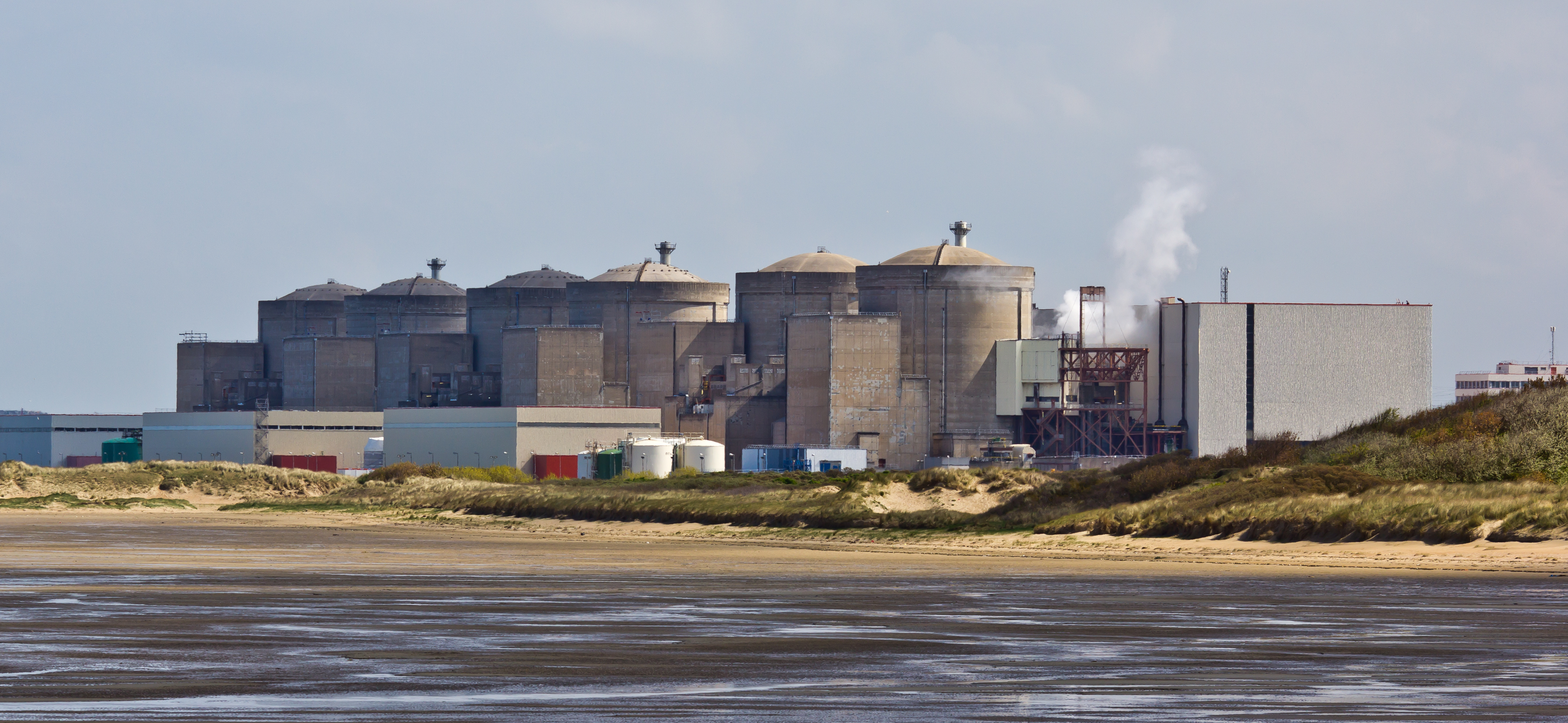
Centrale nucléaire de Gravelines (5400 MW – la plus puissante d'Europe occidentale), vue depuis la mer, 19 avril 2014.

La chaleur dégagée par la fission nucléaire du combustible (uranium, plutonium) est utilisée pour produire de la vapeur d'eau à haute pression, laquelle fait tourner une turbine à vapeur entraînant un générateur électrique.

##### Production nucléaire
La production d’électricité nucléaire s’est élevée à 361,7 TWh en 2024, soit une hausse de près de 13 % par rapport à 2023 (320,4 TWh). Le niveau de production de 2024 a dépassé celui atteint en 2021 (360,7 TWh) et devient ainsi le plus élevé depuis la fermeture de la centrale nucléaire de Fessenheim en 2020. En 2024, la filière nucléaire a représenté 65 % du mix de production français. Le taux de disponibilité du parc nucléaire a atteint 71,5 % en 2024, après 54,1 % en 2022 et 62,9 % en 2023 ; il est légèrement supérieur à celui de 2021 (69,7 %) et se rapproche de la moyenne des années 2015-2019 (73,6 %).
Selon l'Energy Institute, la France se classe en 2023 au 3e rang des producteurs d'électricité nucléaire : 338,2 TWh, soit 12,4 % de la production mondiale, derrière les États-Unis (816,2 TWh, 29,8 %) et la Chine (434,7 TWh, 15,9 %). Elle se classe au 1er rang mondial pour la part du nucléaire dans la production d'électricité : 64,8 %, loin devant les États-Unis (18,6 %), la Russie (18,4 %) et la Chine (4,9 %).

##### Parc de centrales nucléaires
En août 2024, la France se classe au 2e rang mondial pour la puissance installée de ses centrales nucléaires : 61,37 GW, soit 16,4 % du total mondial, derrière les États-Unis (96,95 GW, 25,9 %) et devant la Chine (54,15 GW, 14,5 %).
En août 2024, la France compte 56 réacteurs nucléaires opérationnels et un réacteur pressurisé européen (EPR) en construction, tous de la filière réacteur à eau pressurisée (REP), répartis dans 18 centrales :
- 32 réacteurs de 900 MWe répartis en trois paliers :
  - CP0 : 4 réacteurs : Bugey 2 à 5[29],
  - CP1 : 18 réacteurs,
  - CP2 : 10 réacteurs ;
- 20 réacteurs de 1 300 MWe :
  - 8 du palier P4,
  - 12 du palier P'4 ;
- 4 réacteurs de 1 450 MWe du palier N4 ;
- 1 réacteur EPR 1 630 MWe.

La politique des paliers a permis des économies d'échelle sur les coûts de construction grâce à la standardisation de la conception des tranches et aux commandes groupées.
La filière EPR a été lancée en 2005 (coulage des fondations du premier bâtiment réacteur EPR). En France, depuis 2007 un réacteur EPR est en cours de construction sur le site de Flamanville en Normandie, où EDF exploite déjà deux réacteurs REP de 1 300 MW. Ce réacteur, deuxième exemplaire de cette nouvelle filière, après l'EPR OL3 construit en Finlande par AREVA, a connu une longue suite de problèmes, qui ont considérablement accru la durée de sa construction, initialement prévue à cinq ans et portée à 13 ans, la mise en service étant prévue en 2020, et son coût, initialement prévu à 3,3 milliards d'euros et révisé plusieurs fois à la hausse pour passer à 10,9 milliards d'euros selon la dernière estimation de juillet 2018. En avril 2019, les experts de l'ASN demandent d'importants travaux pour réparer huit soudures mal réalisées, ce qui affecte le calendrier de mise en service et le coût de construction. En juillet 2019, après confirmation de cette exigence de l'ASN, EDF annonce que la mise en service du réacteur ne peut être envisagée avant fin 2022. En mai 2023, l'ASN autorise EDF à reporter le remplacement du couvercle de la cuve du réacteur, qu'elle avait en 2018 imposé pour 2024. Ce remplacement est repoussé au premier arrêt pour rechargement de combustible, 15 à 18 mois après la mise en service ; il durera entre 4 et 9 mois.
Le 7 mai 2024, l'ASN autorise la mise en service du réacteur EPR de Flamanville. « Cette autorisation permet à EDF de charger le combustible nucléaire dans le réacteur et de procéder aux essais de démarrage puis à l'exploitation du réacteur ». Dès le lendemain, EDF débute le chargement des assemblages de combustible dans la cuve du réacteur. La connexion au réseau électrique national est prévue mi-2024, puis la production à pleine puissance vers la fin de l'année. Après 15 à 18 mois de fonctionnement, EDF devra arrêter son réacteur pour effectuer une première « visite complète » et changer le couvercle de la cuve de son réacteur qui présente des anomalies de fabrication depuis l'origine.

##### Baisse de la part du nucléaire à 50% du mix
Alors que le gouvernement a acté en novembre 2017 le report au-delà de 2025 de la baisse de la part du nucléaire de 75 à 50 % de la production d'électricité, EDF ne compte pas fermer d'autre réacteur nucléaire que les deux unités de la centrale nucléaire de Fessenheim d'ici 2029 ; son objectif est d'amener la durée de vie de ses réacteurs à cinquante ans.
Le président Emmanuel Macron a déclaré : « Je ne fermerai pas des centrales pour donner des gages politiques. Je fermerai des centrales le jour où je serai certain que ça n'aggrave pas le réchauffement climatique », et le compte-rendu du Conseil des ministres du 7 novembre 2017 précise que « l'évolution de notre système électrique ne devra nécessiter aucun nouveau projet de centrale thermique à combustibles fossiles, ni conduire à une augmentation de gaz à effet de serre de notre production électrique ».
Après Flamanville, EDF souhaite entamer le renouvellement de son parc nucléaire avec la mise en service d'un nouvel EPR en 2030. Dans sa contribution au débat sur la programmation pluriannuelle de l'énergie, la Société française d'énergie nucléaire (SFEN) préconise une décision rapide d’un programme de construction de réacteurs EPR en France, avec mise en service d’une première paire aux alentours de 2030, puis d’un programme de six à huit réacteurs au total ; elle estime que des gains de l'ordre de 30 % sur le coût de construction et de 50 % sur le coût de financement (grâce à un « contrat pour différence » analogue à celui accordé par le gouvernement britannique pour la centrale de Hinkley Point) sont possibles.
Une mission lancée par l'ex-ministre de la Transition écologique et le ministre de l'Économie sur le maintien des compétences dans le nucléaire préconise de construire six EPR à partir de 2025 ; la construction du premier réacteur démarrerait en 2025 pour une mise en service en 2035.
Le président Macron annonce le 27 novembre 2018 le programme de fermeture de 14 réacteurs nucléaires sur 58 d'ici 2035 : les deux réacteurs de Fessenheim en 2020, deux autres, en 2025 et 2026, sous conditions (marges du système électrique, prix et mix de production des pays voisins), puis un par an à partir de 2027 (deux en 2033). La PPE prévoit une croissance de la production d'électricité d'environ 15 % à l'horizon 2028. Le président rappelle que le nucléaire « nous permet pour le moment de bénéficier d'une énergie décarbonée et à bas coût. Je n'ai pas été élu sur un programme de sortie du nucléaire » tout en soulignant son engagement de campagne : la réduction à 50 % de la part du nucléaire dans le mix électrique. Il précise : « Nous ne pouvons pas dire pour le moment à quelle date précise nous fermerons tel ou tel réacteur. Le rythme variera en fonction de l’évolution du mix énergétique en France et chez nos voisins ». Les arrêts de réacteurs devraient avoir lieu parmi les plus anciens sites, soit Tricastin (Drôme et Vaucluse), Bugey (Ain), Gravelines (Nord), Dampierre (Loiret), Blayais (Gironde), Cruas (Ardèche), Chinon (Indre-et-Loire) et Saint-Laurent (Loir-et-Cher). Au sujet de l'EPR, il « demande à EDF de travailler à l’élaboration d’un programme de « nouveau nucléaire » en prenant des engagements fermes sur le prix, pour qu’ils soient plus compétitifs. Tout doit être prêt en 2021 pour que le choix, qui sera proposé aux Français, puisse être un choix transparent et éclairé ». Le 21 janvier 2020, dans le cadre de la demande gouvernementale de mise en œuvre de la transition énergétique, « EDF propose au gouvernement d'étudier la mise à l'arrêt de paires de réacteurs à Blayais, Bugey, Chinon, Cruas, Dampierre, Gravelines et Tricastin. L'arrêt des réacteurs, qui doit avoir lieu d'ici à 2035, ne se traduira pas par la fermeture des centrales elles-mêmes ». Le gouvernement français ne prévoit pas d’indemniser l’exploitant EDF pour le manque à gagner conséquent.

##### Relance du nucléaire
En février 2019, le président de la région Normandie Hervé Morin déclare que « la Région est, avec l’ensemble des collectivités concernées, candidate à l’installation d’un deuxième EPR sur le site de Penly ». La région Hauts-de-France s'est également portée candidate, mais le président d'EDF Jean-Bernard Lévy considère que la centrale de Penly reste le meilleur endroit pour construire les prochains réacteurs EPR.
EDF doit remettre à la mi-2021 un rapport complet au président de la République pour lui permettre de décider (ou pas) de construire six nouveaux EPR. La filière nucléaire défend le choix de construire ces réacteurs par paire pour limiter les coûts et mutualiser les équipes. Le président de la République Emmanuel Macron a déjà fait savoir que cette décision ne pourrait être prise formellement qu’après le démarrage de l’EPR de Flamanville en 2023. La direction du groupe EDF a présenté à son conseil d’administration le 16 décembre 2020 quatre sites pour les six nouveaux réacteurs. Le premier site choisi devrait être celui de la centrale nucléaire de Penly (Seine-Maritime), qui compte déjà deux réacteurs en activité. Trois autres sites seraient à l’étude : la centrale nucléaire de Gravelines, celle du Tricastin (Drôme) et celle du Bugey (Ain).
Le 4 février 2021, EDF remet à l'Autorité de sûreté nucléaire (ASN) le rapport préliminaire de sûreté qui détaille très précisément la conception de ses « EPR 2 », réacteurs conçus sur le modèle de celui de Flamanville mais plus standardisés et donc censés être plus simples et moins chers à construire. Chez Framatome, l'usine du Creusot commencera dès 2021 à forger de premières pièces des chaudières des EPR. Framatome met en avant la nécessité de maintenir les savoir-faire et de réduire les risques industriels.
Le 6 mai 2021, Jean-Bernard Lévy annonce avoir remis à l'État le dossier de faisabilité portant sur la construction de six nouveaux réacteurs EPR 2.
Dans le rapport Futurs énergétiques publié par RTE fin octobre 2021, quatre des six scénarios s'appuient sur la programmation pluriannuelle de l'énergie (PPE), qui prévoit la fermeture de 14 réacteurs d'ici à 2035, réduisant la puissance du parc en service en 2021 de 1,9 GW par an en moyenne sur la période 2025-2050. Le scénario de sortie du nucléaire à l'horizon 2050, rejeté par Emmanuel Macron, aurait impliqué d'accélérer nettement le rythme de fermeture des réacteurs, à raison de trois par an à partir de 2030. À l'inverse, le scénario qui comporte la plus grande part de nucléaire prévoit 51 GW de puissance installée en 2050, contre 61 GW en 2021, et impliquerait d'abandonner les prévisions de la PPE. Dans ce scénario, la quasi-totalité des fermetures de réacteurs prévues d'ici à 2035 seraient reportées, tant qu'ils respectent les normes de sûreté ; leur durée de vie serait prolongée jusqu'à 60 ans, voire au-delà pour certains ; il faudrait construire 14 EPR 2, à raison de deux nouvelles paires tous les trois ans à compter de 2035. Selon RTE, « cette perspective d'accélération correspond au rythme maximal communiqué par les acteurs de la filière ».
La relance du programme nucléaire français est actée par le président de la République le 9 novembre 2021, par l'annonce de la construction de nouveaux réacteurs, sans préciser s'il s'agit d'EPR ou d'EPR 2,. Le 10 février 2022, le président annonce sa décision de prolonger la durée de vie de tous les réacteurs nucléaires qui le permettent et de lancer un programme de nouveaux réacteurs, soit six EPR 2 dès que possible et potentiellement huit nouveaux exemplaires dans les années suivantes. Même avec 14 réacteurs EPR supplémentaires et la prolongation de la durée d'exploitation des réacteurs existants au-delà de 50 ans, la part du nucléaire dans le mix électrique français baissera de 70 % en 2021 à 40 % à l'horizon 2050. Un rapport du gouvernement, diffusé le 18 février 2022, évalue le coût de construction des six EPR 2 à 51,7 milliards €, dont 6,9 milliards € de provisions pour aléas, mais hors coût du financement du projet. Le coût de l'électricité produite par les EPR 2 sera hautement dépendant du coût du financement : avec un coût du capital de 1 %, le coût du mégawattheure serait d'environ 40 €, mais il passerait à 60 € avec un cout du capital de 4 %, et à 100 € avec un financement à 7 %. Le gouvernement envisage que l'État prenne à sa charge la majorité du financement, pour que les projets bénéficient d'un coût du capital réduit.
En septembre 2022, le ministère de la Transition énergétique présente un projet de loi visant à raccourcir les délais de construction de nouveaux réacteurs nucléaires. Le texte dispose que « les projets de réacteurs peuvent être qualifiés, par décret en Conseil d'État, de projet d'intérêt général ». L'objectif est de réduire de quelques mois la partie procédurale et les autorisations, afin qu'elles durent moins de cinq ans, permettant de lancer le premier chantier avant mai 2027. Le 21 mars 2023, l'Assemblée adopte à une large majorité (402 pour, 130 contre) la loi de relance du secteur nucléaire français.
Le 28 juin 2023, le conseil d'administration d'EDF valide le dossier de demande d'autorisation de création des deux nouveaux réacteurs nucléaires qui doivent être construits sur le site de Penly. Ce dossier est remis au ministère de la Transition énergétique, lequel doit la transmettre à l'Autorité de sûreté nucléaire. Le processus d'instruction de cette demande devrait durer plus de trois ans pour aboutir fin 2026 à la délivrance du décret d'autorisation de création. EDF a demandé aux autorités environnementales l'autorisation d'engager des travaux préparatoires sur le site (terrassement, constructions annexes, etc.) dès la mi-2024. EDF estime que la construction des EPR2 de Penly prendra huit à neuf ans et vise une entrée en service en 2035-2036.
En mars 2024, EDF réévalue le coût de construction prévisionnel des six réacteurs EPR2 commandés par les pouvoirs publics. Sa nouvelle évaluation, à 67,4 milliards d'euros, est supérieure de 30 % à la première estimation de 51,7 milliards d'euros annoncée en avril 2021. Ce chiffrage n'intègre pas les coûts de financements, déterminants dans le coût final du projet. Les deux raisons principales de cette révision sont la progression des coûts d'ingénierie d'une part, EDF ayant décidé de prendre neuf mois de plus que prévu pour finaliser les plans génériques de l'EPR2, et d'autre part la hausse des coûts de construction, qui résulte des premiers appels d'offres lancés par EDF pour les principaux composants.
En avril 2024, EDF commande auprès de sa filiale Framatome les six cuves, les générateurs de vapeur et les pressuriseurs qui viendront équiper les réacteurs EPR2 de Penly, de Gravelines et du Bugey, pour un montant de huit milliards d'euros.
Deux scénarios de financement sont envisagés : le premier est inspiré du  modèle de financement d'Airbus pour ses A350 dans les années 2000. Il consisterait à octroyer à EDF une avance remboursable pour moitié du coût du programme, estimé en 2024 à 67,4 milliards d'euros. Cette avance n'est remboursée que si des objectifs définis à l'avance sont atteints ; elle n'est donc pas comptabilisée au bilan d'EDF comme une dette. L'électricité produite par les futures centrales bénéficierait d'une rémunération garantie grâce à un contrat de différence noué avec l'État, lui assurant un prix fixe de vente. L'autre scénario imiterait celui du financement approuvé par la Commission européenne pour le premier réacteur à construire dans la centrale tchèque de Dukovany, soit un prêt de l'État, assorti d'un contrat de différence garantissant une rémunération à l'énergéticien pour l'électricité produite, solution qui pourrait être plus rapide à déployer, car déjà validée par la Commission européenne et compatible avec la réforme du marché de l'électricité. Par contre, la solution britannique de « base d'actif régulé » pour financer la centrale de Sizewell semble difficile à transposer car elle n'est pas validée par la Commission européenne.
Le 19 juin 2025, EDF et l'État signent un accord-cadre sur le financement des futurs réacteurs nucléaires EPR2. Le prêt de l'État, assorti d'un taux zéro durant la phrase de construction, couvrira un peu plus de 55 % du coût du projet. Le taux de rentabilité attendu par EDF est compris entre 6 et 8 %. L'accord stipule qui devra payer en cas d'aléas tels que des surcoûts, une modification des règles de sûreté, ou encore un revirement de l'État sur le nouveau nucléaire.

##### Évolution de la production nucléaire
Le 26 avril 2023, l'Autorité de sûreté nucléaire (ASN) juge « approprié » le calendrier des contrôles actualisé d'EDF pour faire face aux problèmes de corrosion ; 90 % des 320 soudures réparées identifiées comme prioritaires par EDF du fait de leurs conditions de réparation seront ainsi contrôlées avant la fin de l'année 2023, et l'ensemble de ces soudures le sera d'ici le premier trimestre 2024. EDF confirme à nouveau sa fourchette de production de 300 à 330 TWh pour 2023. Le 25 mai 2023, EDF annonce le retour accéléré de six réacteurs sur le réseau, grâce à des réparations plus rapides que prévu, et anticipe une disponibilité de son parc de 5 à 10 GW au-dessus de celle de 2022 en début d'hiver 2023.
En mars 2023, à la suite de la découverte par EDF d'une nouvelle fissure, plus grave que celles détectées jusqu'à présent (jusqu'à 23 mm de profondeur sur une épaisseur de tuyau de 27 mm), sur une soudure du réacteur no 1 de Penly, l'ASN demande à EDF de revoir son très lourd programme de contrôle de la corrosion sous contrainte : 200 soudures à risque devront être contrôlées en priorité. EDF avait déjà contrôlé sans encombre 120 des 320 soudures à risque quand il a détecté le défaut à Penly 1. Ce défaut est dû à une reprise initiale de soudures lors de la construction du réacteur. EDF n'aura pas à fermer dans l'urgence les réacteurs à risque, car un réacteur peut fonctionner avec deux circuits de secours sur les quatre dont il dispose. Deux jours plus tard, EDF détecte de nouveaux défauts, de taille moindre mais « non négligeables », à Penly 2 et Cattenom 3. Les fissures révélées ces derniers jours ne sont pas liées au phénomène de corrosion sous contrainte, mais à celui de « fatigue thermique », qui apparaît sur les aciers inoxydables quand une pièce est soumise à des variations de températures.
Le 17 décembre 2022, EDF annonce sa décision de réparer « préventivement » toutes les tuyauteries des lignes d'injection de sécurité des réacteurs « sensibles » à la corrosion sous contrainte qui n'ont pas encore été inspectées, estimant inutile de passer par une étape de recherche « parce que nous sommes à peu près sûrs de trouver de la corrosion ». En conséquence, six réacteurs (Belleville 1 et 2, Cattenom 2, Golfech 2, Nogent 1 et 2) verront leurs tuyauteries découpées et réparées dès 2023, alors qu'initialement ces réacteurs devaient seulement faire l'objet de contrôles par ultrasons ; deux réacteurs déjà en travaux (Golfech 1 et Cattenom 1) vont aussi voir le champ de leurs réparations élargi. Au total, cela va porter à 19 le nombre de réacteurs qui auront fait l'objet de réparations pour corrosion ou suspicion de corrosion.
Le 13 septembre 2022, EDF communique ses prévisions de production à deux ans aux marchés : pour l'année 2024, le groupe prévoit une production nucléaire comprise entre 315 et 345 TWh, du fait d'un programme de maintenance très chargé.
Le 27 juillet 2022, l'ASN annonce avoir validé le programme de contrôle élaboré par EDF pour régler les problèmes de corrosion sous contrainte constatés sur plusieurs réacteurs du parc français : « L'ASN considère que la stratégie d'EDF est appropriée compte tenu des connaissances acquises sur le phénomène et des enjeux de sûreté associés ». Ces défauts concernent les réacteurs des paliers P'4 (1 300 MW) et N4 (1 500 MW), les plus récents du parc. Il ne devrait pas y avoir de nouveaux réacteurs nucléaires mis à l'arrêt avant l'hiver par rapport au planning d'arrêts déjà publié par EDF. Bien que les paliers P4 et 900 MW ne semblent pas concernés, EDF prévoit de contrôler l'ensemble de ses réacteurs d'ici 2025 avec un nouveau procédé de contrôle non destructif par ultrasons. Le programme de réparations des réacteurs dont les tuyauteries ont été découpées pour mener les contrôles est engagé : Chinon 3 et Chooz 1 doivent revenir sur le réseau en novembre, Chooz 2 en décembre et Civaux 1 en janvier 2023.
Le 19 mai 2022, EDF revoit encore à la baisse sa prévision de production en 2022 : entre 280 et 300 TWh. Douze réacteurs sont à l'arrêt pour des découpes de tuyauteries des circuits d'injection d'eau de sécurité. Les investigations se poursuivront jusqu'au début de 2024. Le défaut ne touche que les réacteurs les plus récents (palier N4 et 1 300 MW) et épargne les réacteurs les plus anciens (900 MW).
Le 18 février 2022, EDF annonce une nouvelle révision en baisse de sa production nucléaire en 2022 : entre 295 et 315 TWh. Pour 2023, la prévision est abaissée à 300 à 330 TWh.
En janvier 2022, EDF prévoit pour 2022 une production nucléaire comprise entre 300 et 330 TWh, contre 330 à 360 TWh prévus initialement, du fait de la prolongation de la durée d'arrêt de cinq réacteurs du parc nucléaire français (Civaux 1 et 2, Chooz 1 et 2, Penly 1) après la découverte, fin octobre 2021, d'un phénomène de corrosion sous contrainte observé à proximité des soudures des coudes de la tuyauterie raccordant le système d'injection de sécurité. En 2020, la production nucléaire s'est élevée à 335 TWh ; il faut remonter jusqu'à 1992 pour retrouver une production nucléaire en dessous des 330 TWh. Selon Cédric Lewandowski, directeur du parc nucléaire et thermique d'EDF, « ces fissures sont de très faible taille, on parle du millimètre et certaines ne se voient qu'au microscope. À aucun moment on n'envisage un risque de rupture brutale ». Mais « c'est un événement totalement inédit pour l'ensemble du parc nucléaire au niveau mondial ». Selon les pouvoirs publics, « c'est un problème technique limité, mais en l'absence de référence de norme acceptable dans ce domaine, l'ASN a pris la décision de mettre certains réacteurs à l'arrêt de façon préventive ». EDF a décidé d'intégrer la recherche de phénomènes de « corrosion sous contrainte » dans l'ensemble de ses programmes de contrôles et d'étendre les recherches de corrosion sous contrainte sur l'ensemble des circuits auxiliaires du circuit primaire.
En 2021, la production nucléaire représente 69 % de la production totale française et progresse de 8 % (+25,3 TWh) sur l’année, après un niveau historiquement bas en 2020 ; elle demeure en recul de 5 % par rapport à 2019. La disponibilité des réacteurs a été diminuée par la crise sanitaire qui a engendré des perturbations profondes sur le calendrier des travaux de maintenance. EDF annonce fin septembre des retards sur son planning de maintenance, puis mi-décembre la prolongation ou la mise à l’arrêt des quatre réacteurs des sites de Chooz et Civaux du fait de la découverte de défauts à proximité de soudures dans le circuit d’injection de secours.
En 2020, la capacité de production nucléaire installée a diminué pour la première fois depuis 2009, passant de 63,1 GW à 61,4 GW, du fait de la fermeture définitive des deux réacteurs de 900 MW de la centrale nucléaire de Fessenheim qui a cessé de produire définitivement le 29 juin (Fessenheim, entrée en activité en 1977, était la plus ancienne des centrales nucléaires françaises). La production nucléaire de 2020 est en baisse de 11,6 % (−44 TWh) par rapport à 2019 et se situe à son niveau le plus bas depuis 1993, la France passant du deuxième au troisième rang mondial des producteurs d'électricité d'origine nucléaire derrière les États-Unis et la Chine. Elle représente 67,1 % de la production totale d’électricité en France. Cette baisse s’explique par la fermeture de la centrale de Fessenheim et surtout par une moins bonne disponibilité des centrales : l'indisponibilité moyenne du parc nucléaire a atteint en moyenne 22,3 GW contre 17,8 GW en 2019, du fait de nombreux prolongements de travaux de maintenance sur une grande partie des réacteurs, conséquence directe de la crise sanitaire qui a ralenti ces travaux. Par ailleurs, une partie des réacteurs a été arrêtée au second et au troisième trimestres de l’année afin d’économiser le combustible, pour maximiser la disponibilité du parc nucléaire sur l’hiver 2020-2021.
En 2019, la production nucléaire est en baisse de 3,5 % (−13,7 TWh). Elle représente 70,6 % de la production totale d’électricité, taux le plus faible depuis 1989. Cette baisse s’explique essentiellement par une moins bonne disponibilité des centrales : 17,7 GW en moyenne contre 16,3 GW en 2019. Les indisponibilités non prévues ont été causées en juillet par la canicule, en novembre et décembre par le tremblement de terre qui a causé un arrêt de la centrale de Cruas et en décembre par une période de grève.
Les variations de la production nucléaire s’expliquent en grande partie par la disponibilité du parc. En effet, le coefficient de disponibilité du parc nucléaire s’est établi à 73,9 % en 2019 contre 76,6 % en 2018, 77,1 % en 2017, 77,6 % en 2016 et 80,7 % en 2015 (80,8 % en 2014, son plus haut niveau depuis le record de 2006 : 83,6 %). Cette baisse s’explique par la durée plus longue qu’à l’accoutumée des arrêts de production des centrales, en raison d’opérations de maintenance et du nombre de contrôles renforcés exigés par l’Autorité de sûreté nucléaire (ASN).
En 2018, la production nucléaire d'EDF a progressé de 14,1 TWh par rapport à 2017, soit +3,7 %, atteignant 393,2 TWh ; malgré cette amélioration, c'est la troisième année consécutive où la production nucléaire d'EDF reste inférieure à 400 TWh, alors qu'elle n'avait rencontré cette situation qu'une seule fois, en 2009, en raison d'une longue grève. Les années 2016 et 2017 avaient été marquées par des arrêts exceptionnels de réacteurs liés aux contrôles de l'Autorité de sûreté sur la qualité de gros composants. La production de l'année 2018 a été réduite de 10 TWh par un problème générique lié à l'usure de pièces (« manchettes thermiques ») situées sur le couvercle de la cuve de certains réacteurs. Le parc nucléaire français a produit à 71,1 % de ses capacités théoriques maximales l'an dernier, alors que le groupe visait encore un taux de disponibilité de plus de 80 % il y a cinq ans. EDF prévoit une production nucléaire de l'ordre de 395 TWh pour 2019 et les années suivantes, du fait de la programmation de sept visites décennales en 2019 et de 25 autres d'ici 2030.
Le principal facteur explicatif des variations du coefficient d'utilisation des tranches nucléaires réside dans les réductions de puissance qui peuvent leur être imposées par le gestionnaire de l'équilibre offre-demande ; les centrales nucléaires ont en effet la possibilité de moduler la puissance produite en fonction de la demande (suivi de charge), dans certaines limites ; cela peut provenir des variations de la production hydroélectrique : lorsqu'il y a beaucoup d'eau à turbiner, les centrales au fil de l'eau, qui sont prioritaires sur tout autre type de centrale, prennent une part accrue ; quant aux centrales de lac, les modèles informatiques qui optimisent la production hydraulique attribuent à leur production une valeur économique moindre, et y font donc appel plus souvent, au détriment des autres moyens de production, dont le nucléaire. La production nucléaire peut également être réduite du fait des variations de la demande : lors des creux de la demande (nuit, week-ends, été), si le nombre de centrales nucléaires en fonctionnement est élevé et si la production fatale (hydraulique au fil de l'eau + éolien + solaire) est également élevée, la production nucléaire additionnée à cette production fatale peut dépasser la demande, conduisant à une modulation à la baisse de la production nucléaire.
La production nucléaire d'EDF a connu un nouveau recul en 2017 : −1,3 %, à 379,1 TWh, loin de l'objectif de 420 TWh que l'entreprise s'était fixée en 2015 ; c'est la plus mauvaise performance depuis 1999. La cause principale réside dans les arrêts de réacteurs imposés par l'ASN fin 2016 et début 2017 pour contrôler la teneur en carbone de certains composants forgés, il y a plusieurs dizaines d'années, ainsi que pour contrôler des composants dont le dossier avait été falsifié par AREVA, et pour consolider la digue protégeant la centrale de Tricastin ; EDF reconnait aussi de trop nombreux défauts de maintenance et d'exploitation. La disponibilité des réacteurs est tombée à 68,6 % alors que l'objectif est de 85 %.
En 2016, la production nucléaire est tombée à l'un de ses plus bas niveaux : 384 TWh, soit une baisse de 7,9 % par rapport à 2015, en raison des arrêts pour contrôles demandés par l'ASN à la suite de la détection d'une teneur en carbone trop importante dans l'acier de certains générateurs de vapeur.
En 2016, EDF a adapté son parc nucléaire aux variations de production qu’entraîne l’arrivée des énergies solaire et éolienne sur le réseau électrique. Les réacteurs sont déjà capables de faire varier leur puissance de 80 % à la hausse ou à la baisse en l’espace de trente minutes, et EDF forme ses équipes de conduite pour qu’à chaque instant, deux tiers des réacteurs soient capables de manœuvrer, contre un réacteur sur deux auparavant. À moyen terme, cela peut contribuer à chasser l'électricité à base de combustible fossile, la plus chère en coût marginal et donc la moins souvent appelée sur le réseau. De plus, en cas d'arrêt complet, un réacteur met plus de temps à redémarrer ; la manœuvrabilité accrue permet donc de limiter les pertes de production.
En 2015, le parc nucléaire français totalisait une puissance électrique de 63,13 GWe et a produit 416,8 TWh, soit 76,3 % de la production nette d'électricité.

##### Suites de Fukushima
Après l'accident nucléaire de Fukushima (mars 2011), l’Autorité de sûreté nucléaire (ASN) a demandé à EDF de prendre une série de dispositions dites « noyaux durs post-Fukushima » visant l'amélioration de la sûreté nucléaire à la suite des évaluations complémentaires de sûreté menées en 2011 ; EDF a donc présenté le 30 juin 2012 un programme de travaux : construction de centres de crise bunkérisés, générateurs diesel d’ultime secours, création d’une source ultime d’eau froide... complétés par la mise en place fin 2012 d'une « Force d'action rapide nucléaire » (Farn) dotée de moyens lourds et organisée de manière à pouvoir acheminer en urgence des secours (eau, générateurs) à une centrale en péril, par hélicoptère si les accès routiers sont coupés. L'ASN a demandé à l'IRSN d'analyser ce programme et de proposer si nécessaire des compléments ; l'IRSN a présenté ses conclusions fin 2012, estimant que les dispositions d'EDF « devaient être complétées afin de limiter significativement, en cas d’accident de perte totale et durable des sources électriques ou de la source froide, les conséquences pour l’environnement ». Le 21 janvier 2014, l'ASN a adopté 19 décisions (une par centrale) fixant à EDF des exigences complémentaires détaillées pour la mise en place du « noyau dur » post Fukushima, issues du rapport de l'IRSN et visant à compléter le concept de noyau dur par la définition d’un ensemble de matériels permettant de faire face aux vulnérabilités identifiées par EDF ; ces matériels devront être mis en place d'ici 2020.

##### Prolongation de la durée d'exploitation
Le premier réacteur de la centrale du Tricastin s'arrête en juin 2019 pour lancer les travaux de prolongation de sa durée d'exploitation de 40 à 50 ans, alors que l'ASN ne rendra son avis générique (initialement prévu en 2018) sur le sujet que fin 2020. Trois autres visites décennales sont prévues en 2020, puis cinq en 2021,.
Le 3 décembre 2020, l'ASN publie son projet de décision, soumis à la consultation du public, sur la poursuite de leur exploitation pour dix années supplémentaires, moyennant de nouvelles conditions pour EDF : entre autres, les hypothèses de températures prises pour tenir compte du réchauffement climatique devront être renforcées ainsi que les moyens d'alimentation en eau de secours et certains murs en béton afin de faire face au risque ultime de fusion du cœur du réacteur, en cas d'accident très grave. 32 réacteurs de 900 MW sont concernés par cette prolongation de 40 à 50 ans. Selon l'ASN, « les dispositions prévues par EDF, complétés de celles demandées par l'ASN, permettraient d'atteindre un niveau de sûreté qui se rapproche de celui du réacteur de troisième génération EPR ».
Le 25 février 2021, l'ASN publie sa décision finale sur la poursuite de l'exploitation jusqu'à 50 ans des 32 réacteurs de 900 MW. Elle fixe le détail des travaux à effectuer et leur calendrier détaillé jusqu'en 2035.
Le 10 février 2022, le président Macron annonce sa décision de prolonger la durée de vie de tous les réacteurs nucléaires qui le permettent au-delà de 50 ans.
Auditionné au Sénat le 17 mai 2022, le président de l'Autorité de sûreté nucléaire (ASN) Bernard Doroszczuk déclare que le traitement des fissures dues à la corrosion sous contrainte « prendra plusieurs années » et met en doute la capacité de la filière nucléaire à prolonger la durée de vie des réacteurs nucléaires au-delà de 50 ans : « à ce stade, les éléments fournis par EDF ne permettent pas de l'envisager ». Selon lui, le scénario de RTE qui prévoit 50 % de production nucléaire en 2050, grâce une prolongation jusqu'à 60 ans de tous les réacteurs et de certains au-delà, « présente un risque de conduire le système électrique dans une impasse ».
En janvier 2023, Bernard Doroszczuk justifie les arrêts de plusieurs réacteurs « pour comprendre le phénomène de corrosion sous contrainte, déterminer son ampleur et définir un plan d'actions » : des « fissures [atteignaient] le tiers de l'épaisseur des tuyauteries ; les tailles de ces défauts étaient parfois en limite du niveau qui conduirait à une rupture brutale des tuyauteries en cas de déclenchement de ce circuit ». Il annonce un examen en profondeur des composants difficilement remplaçables afin de prendre une position d'ici fin 2026 sur la poursuite de fonctionnement potentielle des réacteurs français au-delà de 60 ans. L'ASN engage également des échanges techniques avec la Commission de réglementation nucléaire des États-Unis (NRC) et l'Electric Power Research Institute (EPRI) pour étudier si les méthodes de justification utilisées aux États-Unis pourraient être acceptées en France. La NRC utilise des approches probabilistes alors que l'ASN adopte des approches déterministes de justification de la sûreté. La NRC délivre des licences d'exploitation de 40 à 60 ans et pour certains réacteurs jusqu'à 80 ans. Il annonce aussi que l'ASN a reçu une demande de Framatome pour reporter la date de remplacement du couvercle de la cuve du réacteur de l'EPR de Flamanville à l'issue d'un premier cycle complet de fonctionnement, soit environ mi-2025, demande en cours d'instruction.
Mi-août 2023, l'ASN donne son feu vert à EDF pour une prolongation de 10 ans supplémentaires à l'exploitation de la tranche 1 de Tricastin. C'est le premier réacteur français autorisé à poursuivre sa production d'électricité au-delà des 40 ans de durée de vie prévus lors de sa conception. En fait, les travaux de modernisation de Tricastin 1 sont terminés depuis 2019 et le réacteur a déjà 43 ans d'âge. Les travaux de la quatrième visite décennale, dans le cadre du programme de Grand carénage, avaient pour objectif d'atteindre le même niveau de sûreté que pour les constructions neuves. Des équipements de sûreté du niveau de l'EPR ont été installés : un récupérateur de corium sous le bâtiment réacteur afin de dégager une zone où pourrait s'étaler du magma en cas d'accident et de fusion du combustible, ou encore des moteurs diesels « d'ultime secours » capables de prendre le relais de l'alimentation électrique de la centrale, en cas d'accident grave. Sur les 32 réacteurs de 900 MW, quinze ont engagé les travaux pour aller au-delà des 40 ans d'exploitation et onze les ont achevés.

##### Fabrication des centrales nucléaires
La conception et la fabrication des principaux composants des centrales nucléaires (cuve du réacteur, générateurs de vapeur, etc.) ainsi que leur maintenance étaient assurées par Areva depuis sa création par fusion de Framatome avec la Cogema en 2001.
Afin de résoudre les graves difficultés subies par Areva (déficit de 4,8 milliards d'euros en 2014), l'État a exigé un accord entre EDF et Areva, qui a été conclu le 28 juillet 2015 : EDF va alors acquérir 75 % du capital d'Areva NP (activité réacteurs d'Areva), autrement dit l'ex-Framatome, dont Areva conservera 25 % ; EDF compte revendre une partie de ses actions à d'autres partenaires, tout en restant majoritaire ; la valeur d'Areva NP est évaluée à 2,7 milliards d'euros, sous réserve d'une « due diligence » ; son chiffre d'affaires est de 3,1 milliards d'euros. Les accords définitifs sont signés le 22 décembre 2017 : EDF rachète 75,5 % de l'activité de réacteurs nucléaires d'Areva, appelée New NP, dont Mitsubishi Heavy Industries acquiert 19,5 % et Assystem 5 %.
Bernard Fontana, président du directoire de Framatome, annonce en juillet 2020, dans le cadre de son programme « Juliette » destiné à assurer « la continuité de la charge opérationnelle » dans ses usines, son intention de lancer la production de certains composants des EPR de nouvelle génération dès mi-2021, soit un an et demi avant la date butoir fixée par l'exécutif pour s'engager dans la commande de nouveaux réacteurs. Il estime qu'« avec cette organisation nous pouvons réduire nos coûts de production de 25 %. »

#### Centrales thermiques à flamme

Les centrales thermiques au charbon en France.

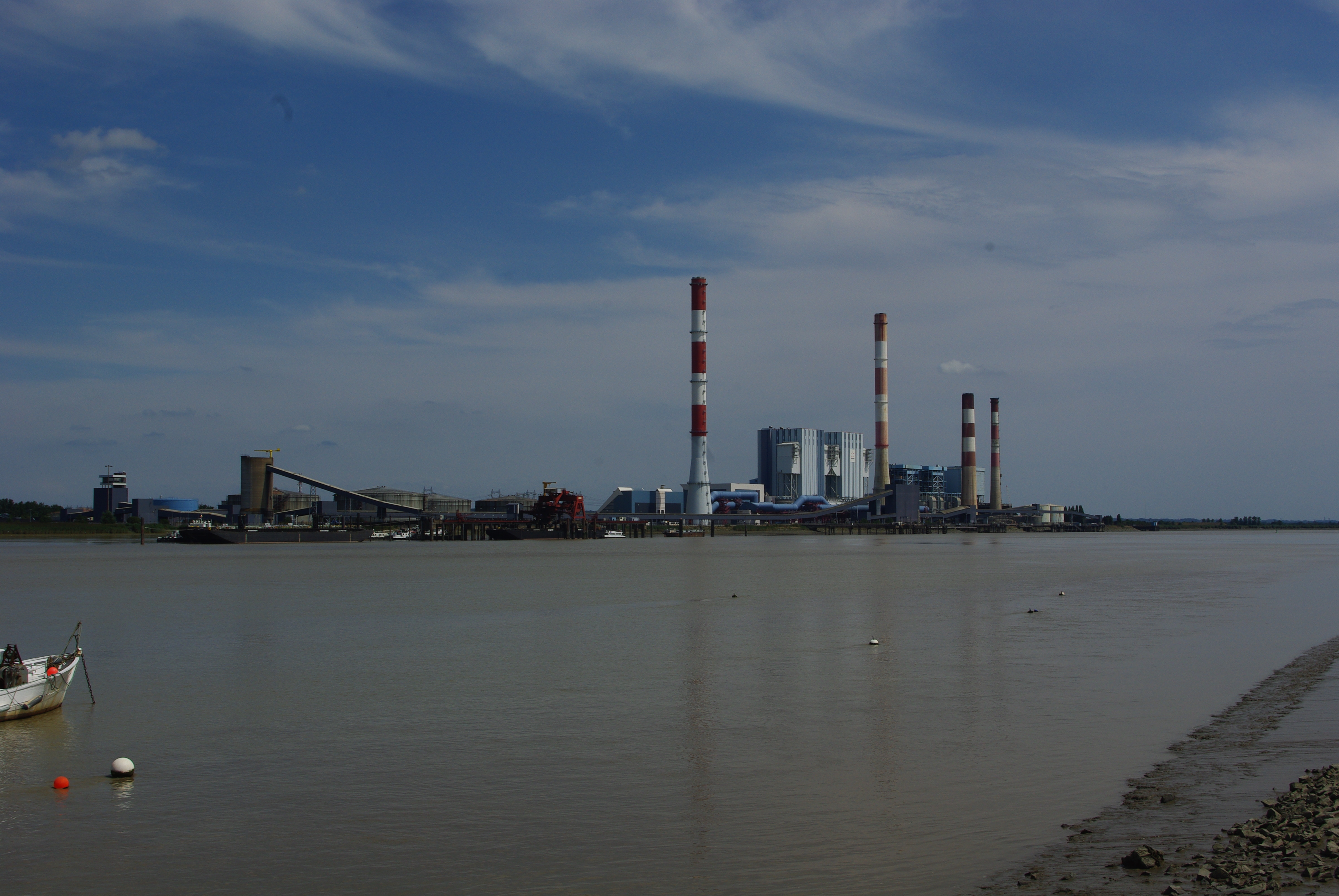
Centrale au charbon EDF de Cordemais (1200 MW) (août 2009).

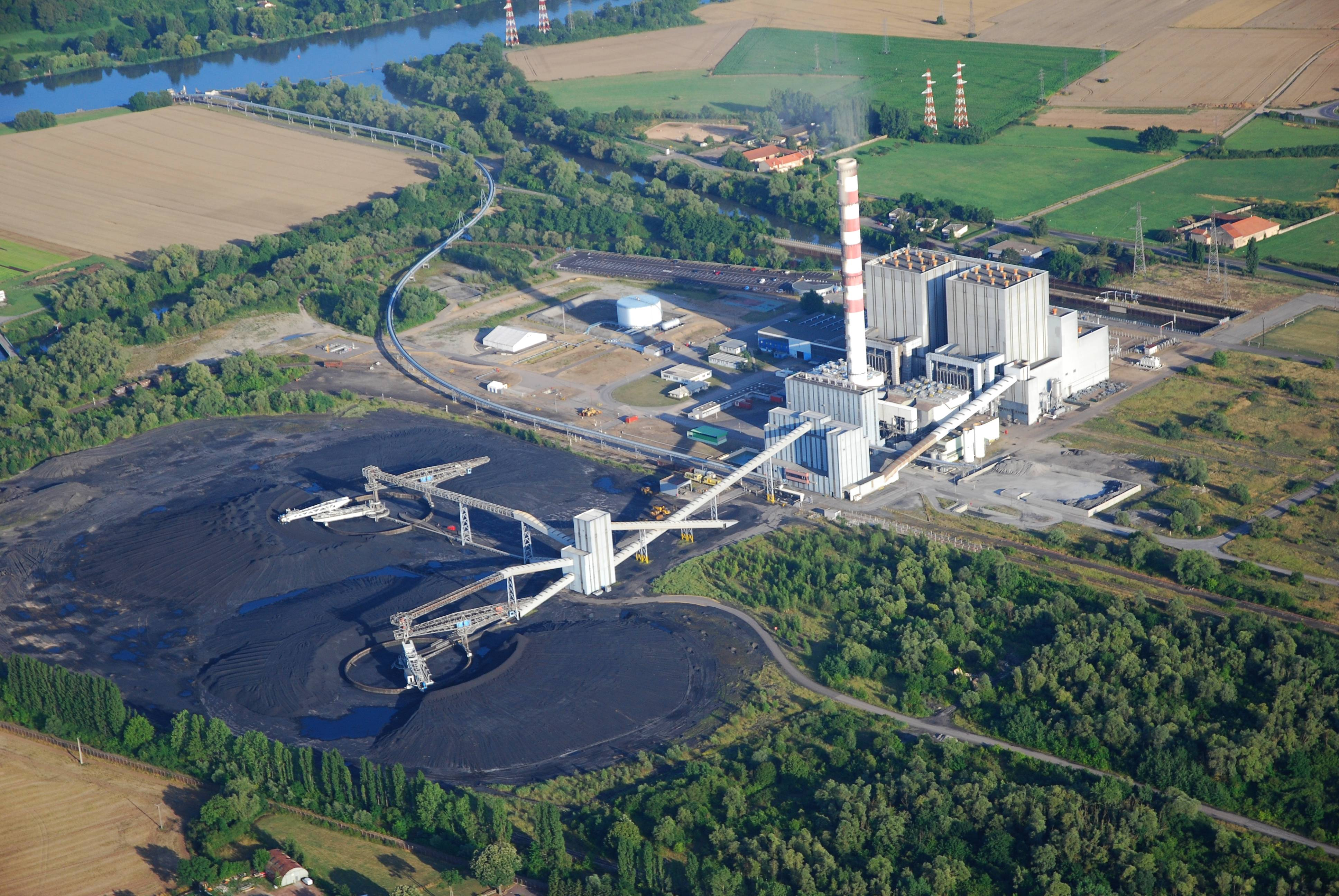
Centrale au charbon EDF de La Maxe (500 MW, fermée en avril 2015 (juillet 2009).

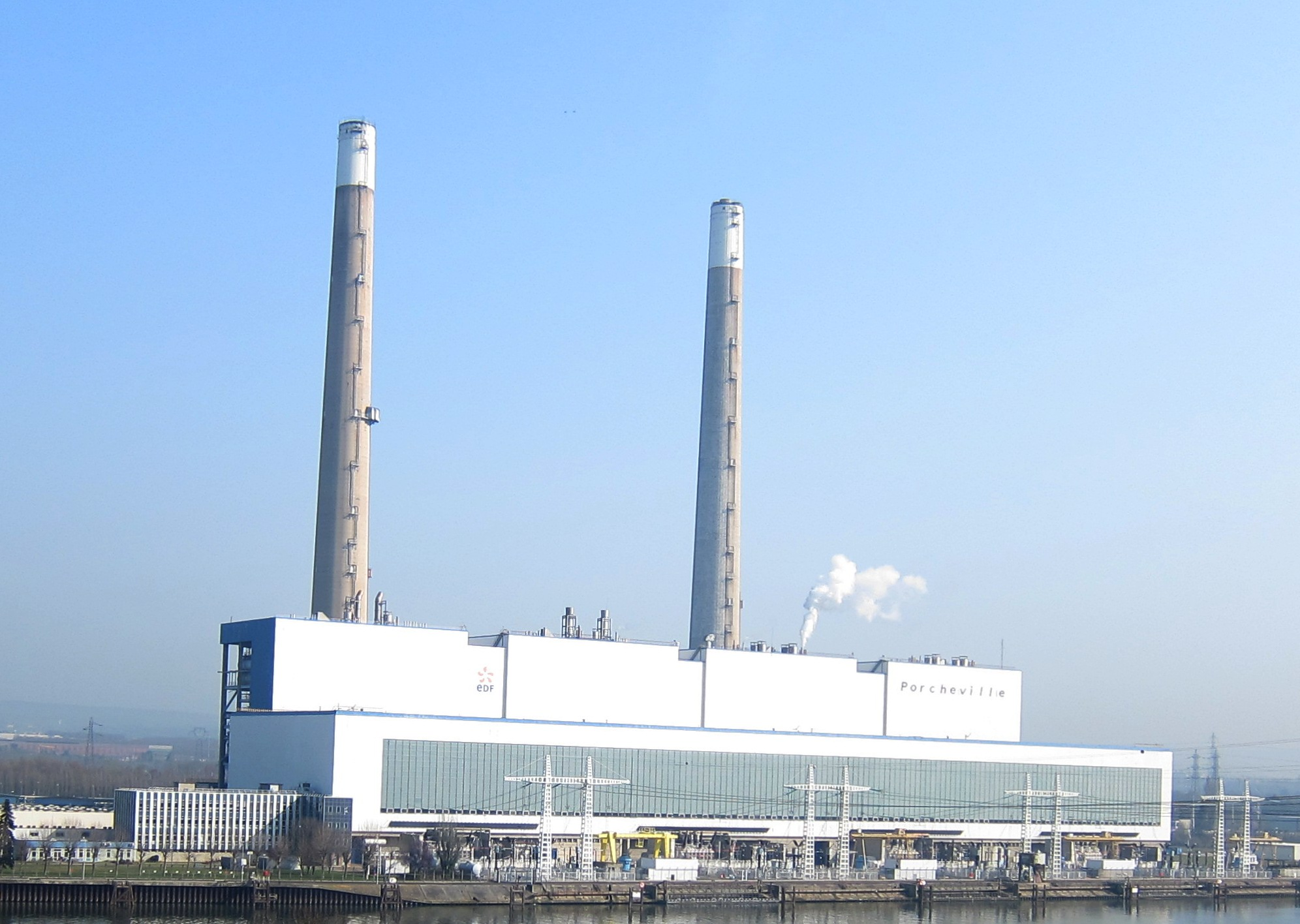
Centrale au fioul EDF de Porcheville (mars 2012).

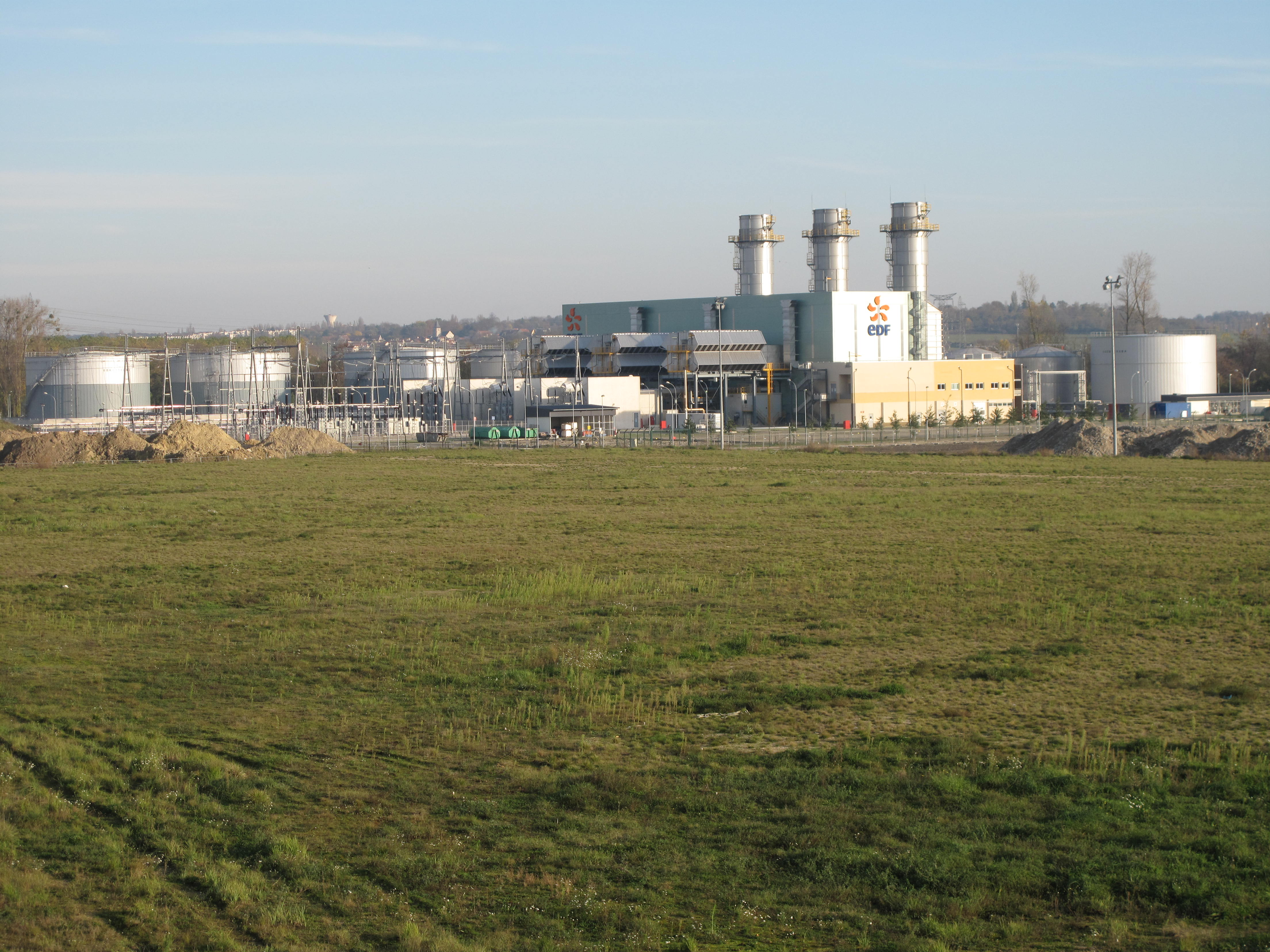
Centrale de Vaires-sur-Marne (trois turbines à combustion au fuel léger de 185 MW), 2011.

##### Production
Les centrales thermiques à flamme (ou thermiques classiques) utilisent du charbon, du gaz naturel ou des dérivés du pétrole comme combustibles. Leur production a nettement diminué (-37 %) en 2024 (20,0 TWh) par rapport à l’année 2023 (31,6 TWh), tombant à un minimum qui n’avait pas été atteint depuis 1952 (18,3 TWh), grâce à l’abondance de production décarbonée, alors qu'en 2022 elle avait atteint 49,2 TWh pour compenser au moins partiellement l’indisponibilité des centrales nucléaires. Elle était passée de 121 TWh à la fin des années 1980 à 46 TWh à la fin des années 1990 du fait du développement du parc nucléaire, puis a poursuivi sa baisse avec celui du parc renouvelable. La production de la filière gaz s’est établie à 17,4 TWh, contre 29,2 TWh en 2023 (-40 %), niveau le plus bas depuis 2014. Près de la moitié (45 %) du volume produit par la filière gaz en 2024 provient des centrales de cogénération, qui bénéficient encore pendant l’hiver d’un tarif historique de rachat garanti lors de l’injection sur le réseau, ce qui en fait un talon de production fossile relativement incompressible qui peut subsister même lors de périodes de production décarbonée élevée. Les centrales à charbon ont produit 0,7 TWh, soit 0,13 % du mix électrique français ; leur facteur de charge tombe à 4,4 %, soit 390 heures de production. L'arrêt de la production au charbon est prévu au plus tard pour 2027. La production d’électricité à partir de fioul a représenté 1,8 TWh, soit 0,3 % de la production totale. La Programmation pluriannuelle de l’énergie prévoit de la remplacer par des combustibles bas carbone, notamment du biocarburant, à l’horizon 2030.

##### Puissance installée
La puissance installée du parc thermique fossile s'établissait fin 2021 à 17 979 MW, en recul de 3,6 %, dont 1 818 MW à charbon (−34,4 % du fait de la fermeture de la centrale thermique du Havre), 3 380 MW au fioul et 12 781 MW au gaz naturel (+4 %).
La baisse de 657 MW du parc fioul en 2018 correspond à la fermeture du dernier groupe fioul de Cordemais, celle de 3 039 MW en 2017 à la fermeture des quatre groupes de Porcheville et d'un groupe de Cordemais.
Les principaux changements en 2015 ont été les fermetures de centrales thermiques classiques utilisant du charbon : les six derniers groupes de 250 MW de Bouchain, Vitry et La Maxe, après ceux de Blénod et Cordemais 1 en 2014.
Contrairement aux centrales nucléaires qui fournissent la production de base, les centrales thermiques à flamme fournissent une production de semi-base ou de pointe. Ainsi, les centrales à charbon fonctionnent entre 2 500 et 5 000 h/an, celles au fioul de 200 à 1 500 h/an, et les turbines à combustion de quelques dizaines à quelques centaines d'heures par an.

##### Politique énergétique
Les centrales à charbon étaient vouées à la fermeture au 31 décembre 2015 par la directive européenne 2001/80/CE sur les Grandes installations de Combustion (GIC) si elles n'étaient pas mises aux normes DeSOx-DeNOx (élimination poussée des émissions d'oxydes de soufre : −90 %, et d'azote : −80 %). Ainsi, EDF a décidé la fermeture de neuf centrales de 250 MW à charbon et d’une ancienne unité de 600 MW au Havre pour la fin 2015, et a mis en place des systèmes de désulfuration et de dénitrification des fumées équipant les plus récentes unités 600 MW à charbon (deux à Cordemais et une au Havre) ; en outre, ces rénovations en cours amélioreront la fiabilité de ces unités, rendant possible leur exploitation au-delà de 2025. De même, des brûleurs bas NOx sont testés sur les centrales au fioul de Cordemais et Porcheville avec l’objectif d’un fonctionnement au-delà de 2015. Pour sa part, la SNET (groupe E.ON) a programmé la fermeture de cinq centrales à charbon de 2013 à 2015 ; elles ne conservera que deux tranches thermiques charbon de 600 MW (Provence 5 et Emile Huchet 6), mises aux normes en 2007 grâce à des équipements permettant le traitement des fumées (DeSOx-DeNOx) et ainsi pérennisées au-delà de 2025. Les cinq tranches charbon les plus anciennes d'EDF fermeront au printemps 2015 sur les sites de Bouchain (Nord), La Maxe (Moselle) et Vitry (Val-de-Marne), portant à dix le nombre de tranches fermées en trois ans (neuf de 250 MW ainsi qu'une de 600 MW au Havre).
EDF a annoncé le 18 février 2016 son intention d’arrêter d’ici 2018 ses centrales au fioul : celle de Porcheville (Yvelines) et les deux tranches fioul de celle de Cordemais (Loire-Atlantique), alors qu'elle avait la possibilité de poursuivre leur exploitation jusqu'en 2023 ; avec la production déjà stoppée des deux tranches de la centrale d’Aramon (Gard) depuis le début de 2016, EDF aura donc fermé quelque 5,2 GW de capacités de production, soit la moitié de son parc thermique fossile (gaz, charbon...). Ce parc a généré un cash-flow négatif de 800 millions d'euros en 2015 ; le parc au fioul, qui représentait 6,7 % des capacités installées, n’a fourni que 0,6 % de la production. Ces fermetures ont été anticipées : la centrale de Porcheville ainsi qu'une des deux tranches de celle de Cordemais, soit 3,8 GW, ont été fermées le 1er mai.
EDF expérimente l'utilisation de biomasse mélangée au charbon pour abaisser les émissions de CO2 à Cordemais.
Le ministre de l'Environnement Nicolas Hulot confirme le 6 juillet 2017 la proposition d'Emmanuel Macron de fermer les dernières centrales au charbon d'ici à 2022 en France, soit un an avant le terme de 2023 précédemment fixé dans la programmation pluriannuelle de l'énergie ; cela concerne trois tranches charbon d'EDF et deux tranches appartenant à l'allemand Uniper.
Le ministre de l'Environnement François de Rugy annonce en janvier 2019 que la centrale à charbon de Cordemais (Loire-Atlantique) pourra fonctionner au-delà de 2022 pour garantir l'approvisionnement en électricité de la Bretagne, si son projet de conversion à la biomasse réussit. EDF teste un dispositif de cocombustion à base de biomasse, avec pour objectif de parvenir à un ratio de 80 % de biomasse et 20 % de charbon à l'hiver 2022/2023, avant d'atteindre le 100 % biomasse à horizon 2025/2027. Mais l'État indique qu'il ne subventionnera pas l'électricité produite à partir de biomasse, trop chère (115 €/MWh, soit deux fois et demi le prix de marché) et qu'il préfère voir utilisée pour produire de la chaleur. Par ailleurs, le fonctionnement des tranches à biomasse ne pourrait se prolonger au-delà de 2026, date à laquelle la centrale devra passer une visite décennale qui imposerait des travaux trop coûteux pour être engagés.
Uniper a demandé le 7 août 2018 la tenue de discussions avec l'exécutif pour s'entendre sur une indemnisation financière ou une éventuelle « solution industrielle » ; la sortie accélérée du charbon, prévue initialement autour de 2030, affecte plus de la moitié des capacités de production d'électricité et des effectifs en France d'Uniper. Le 24 décembre 2018, Uniper annonce être en négociations exclusives avec EPH, entreprise tchèque de production et de distribution d'électricité détenue par le milliardaire Daniel Křetínský, pour lui vendre sa filiale française. EPH reprendrait tous les actifs d'Uniper-France : les deux centrales à charbon (600 MW chacune) de Saint-Avold (Moselle) et Gardanne (Bouches-du-Rhône), deux centrales à gaz (828 MW), également à Saint-Avold, qu'il revendrait à Total pour le 1er janvier 2020, une centrale à biomasse à Gardanne, six parcs éoliens et deux centrales solaires. Cette acquisition est finalisée en juillet 2019.
EDF a arrêté définitivement le 31 mars 2018 sa dernière grande unité de production d’électricité au fioul, celle de Cordemais 3 en Loire-Atlantique ; mise en service en 1976, elle disposait d’une capacité de production de 700 MW.
EDF compte prolonger le fonctionnement de la centrale de Cordemais jusqu'en 2024, voire 2026. RTE a en effet alerté sur les risques liés à la fermeture de cette centrale pour la sécurité d'approvisionnement d'ici à 2023. Le projet de programmation pluriannuelle de l'énergie (PPE) prévoit d'« arrêter les dernières centrales électriques fonctionnant exclusivement au charbon d'ici à 2022 », ce qui laisse la possibilité de prolonger l'exploitation de Cordemais en y brûlant aussi des granulés fabriqués à partir de débris de bois et de rebuts d'ameublement. À cet effet, EDF a déposé le 11 novembre 2019 le dossier de demande d'autorisation environnementale pour utiliser de la biomasse. Ces essais techniques doivent se poursuivre jusqu'au démarrage de l'EPR de Flamanville prévu pour 2023.
En septembre 2020, le groupe tchèque EPH de Daniel Kretinsky s'est décidé à fermer la centrale à charbon de Gardanne (Bouches-du-Rhône) avant la fin de 2020 et celle de Saint-Avold (Moselle) début 2022. Gazel Energie, filiale d'EPH, a entamé la réalisation du plan de suppression de 219 emplois lié à l'arrêt de ces deux centrales.
La centrale à charbon du Havre, propriété d'EDF, a fait son « dernier feu » le 10 mars 2021.
Le 7 juillet 2021, le PDG d'EDF, Jean-Bernard Lévy, annonce qu'EDF a décidé de mettre fin au projet de reconversion du site de Cordemais à la biomasse, baptisé « Ecocombust », pour deux raisons principales : le coût du projet et le départ récent du partenaire industriel d'EDF, le groupe Suez. Il confirme que « la loi énergie-climat permet de poursuivre l'exploitation de la centrale au-delà de 2022, en utilisant du charbon, puisque RTE a confirmé le besoin jusqu'en 2024, voire 2026 ».
En février 2022, la ministre de la Transition écologique Barbara Pompili lance un appel à manifestation d’intérêt pour relancer le projet de conversion à la biomasse de la centrale à charbon d'EDF de Cordemais en soutenant « des projets pour accélérer la mise sur le marché de granulés de biomasse traités thermiquement (pellets) pour remplacer des usages du charbon ». EDF envisage de tester dès 2022 une production d'électricité à partir de 20 % de granulés de bois et 80 % de charbon. Le projet Ecocombust a été abandonné pour manque de rentabilité, mais la hausse très importante des prix de l'énergie rend la production d'électricité à partir de granulés aussi compétitive que celle à base de charbon.
Le 28 novembre 2022, la centrale à charbon Émile-Huchet, située à Saint-Avold, en Moselle, recommence à produire de l’électricité. Elle devait fermer définitivement en mars 2022, mais en raison de la crise de l’énergie, le gouvernement avait annoncé à la fin de juin sa réouverture temporaire durant l’hiver.
En janvier 2023, le ministère de la Transition énergétique notifie à EDF, associé à l’industriel de la collecte et du recyclage Paprec, leur sélection à la suite de l’appel à manifestations d’intérêt lancé en février 2022. Ils devront donc mener à bien le projet Ecocombust. Le permis de construire devrait être déposé en mars ou avril pour un début des travaux fin 2023 et une mise en service en 2025.
En février 2025, le Gouvernement se rallie à une proposition de loi transpartisane, portée par des élus mosellans, sur la reconversion au gaz de la centrale Émile-Huchet, à Saint-Avold, en Moselle, exploitée par GazelEnergie ; le projet de reconversion à la biomasse est abandonné car jugé « trop complexe », a déclaré au Sénat Éric Lombard.

##### Centrales à cycle combiné gaz
La part du gaz dans la production électrique française restait très modeste (4 %) en 2009, comparée à celle de ses voisins (40 % en Italie, 35 % au Royaume-Uni, en Espagne et en Autriche). Toutefois, les cycles combinés gaz (CCG) sont clairement inscrits dans les objectifs français de production d'énergie : la programmation pluriannuelle des investissements (PPI) 2009 prévoit ainsi de moderniser le parc de production d'électricité à partir d'énergies fossiles afin d'en réduire les impacts environnementaux ; l'article 3 de cet arrêté prévoit notamment la réduction de moitié du parc de centrales à charbon, trop émetteur de CO2, et que « le parc centralisé de production d'électricité à partir de gaz naturel sera développé ». La PPI 2009 retenait comme hypothèse la réalisation d'au moins dix CCGT à l'horizon 2012.
Pour la production de pointe, EDF a installé 1 060 MW de turbines à combustion en région parisienne depuis 2005.
La fin des années 2000 et le début des années 2010, avec l'ouverture du marché de la production électrique et un différentiel important entre les prix du gaz et de l'électricité, voit de nombreux projets de centrales à cycle combiné se monter en France. Une centrale à cycle combiné est composée d'une turbine à gaz et d'une turbine à vapeur qui fonctionne avec la vapeur produite à partir de la chaleur dégagée par les gaz de combustion de la turbine à gaz. Cette technologie dite de cycle combiné, permet une meilleure efficacité énergétique qu'une centrale avec une simple turbine à gaz.
Mais à partir de 2012, le marché devient moins rentable, leur taux d'utilisation tombe de 42 % en 2011 à 33 % en 2012. La baisse du prix de l'électricité associée à une hausse du prix du gaz et à une baisse du prix du charbon (rendant le fonctionnement des centrales à charbon économiquement intéressantes) ont entraîné le gel de plusieurs de ces projets et la « mise sous cocon » de quelques centrales déjà construites. Ainsi GDF Suez (aujourd'hui Engie) annonce le 11 avril 2013 la fermeture provisoire de trois de ses quatre centrales à gaz en France : Cycofos (Fos-sur-Mer) sera mise sous cocon pour une période indéterminée, Combigolfe (Fos-sur-Mer) et Spem à Montoir-de-Bretagne (Loire-Atlantique) seront mises sous cocon l'été tout en continuant à fonctionner l'hiver.
La situation des centrales à cycle combiné en 2015 est la suivante.
Premier exemplaire de forte puissance de CCGT construit en France, la centrale de DK6 est active depuis mars 2005 à Dunkerque, avec une capacité de 790 MWe. Elle brûle du gaz naturel et des gaz sidérurgiques provenant de l'usine Sollac proche.
Poweo a construit une CCGT à Pont-sur-Sambre (Nord) de 412 MW, active entre 2009 et 2014. Le groupe a également construit une autre centrale à cycle combiné gaz de 413 MW à Toul (Meurthe-et-Moselle), mise en service début 2013. Ces deux centrales étaient opérées par Siemens. Possédées par l'Autrichien Verbund (qui avait racheté Poweo et était encore propriétaire de ses moyens de production après la revente de l'activité distribution à Direct Énergie), elles ont été rachetées fin 2014 par le fonds d'investissement américain KKR.
GDF-SUEZ (aujourd'hui Engie) a construit CycoFos 424 MWe mise en service début 2010 à Fos-sur-Mer dans les Bouches-du-Rhône. La centrale CombiGolfe, d'Electrabel (société belge, propriété de GDF-SUEZ), a ajouté une capacité de 432 MWe également à Fos-sur-Mer et a mis en service, en avril 2011, la centrale de Montoir-de-Bretagne (Loire-Atlantique) qui ajoute 435 MWe de capacité.
La SNET (propriété du groupe allemand E.ON) a construit deux groupes de CCG sur son site de la centrale thermique Émile Huchet, alors uniquement au charbon, à Saint-Avold (Moselle) totalisant 860 MWe (430 MWe). Elle prévoyait également la construction plusieurs groupes de cycles combinés gaz à l’horizon 2010-2015 sur les sites de ses trois autres centrales à charbon historiques (Hornaing, Lucy et Provence), ainsi que sur le site de Lacq (Pyrénées-Atlantiques); mais ces projets semblent abandonnés, notamment ceux d'Hornaing (site fermé en 2013) et de la centrale de Lucy dont le site, qui héberge une centrale au charbon, a fermé courant 2014.
L'énergéticien suisse Alpiq, via sa société 3CB (Centrale à Cycle Combiné de Bayet), exploite une centrale de 408 MWe à Bayet (Allier), près de Saint-Pourçain-sur-Sioule, depuis juin 2011. Alpiq avait développé à Monchy-au-Bois (Pas-de-Calais) un second projet, 3CA, qui disposait de toutes les autorisations administratives requises mais a été mis en sommeil pour raisons économiques.[réf. nécessaire]
Trois cycles combinés ont été construits par EDF à Martigues (Bouches-du-Rhône) et Blénod-lès-Pont-à-Mousson (Meurthe-et-Moselle). Le site de Martigues possède deux cycles combinés de 465 MW chacun équipés d'une post-combustion, ils réutilisent les turbines à vapeur des anciennes unités chauffées au fioul. Le site de Blénod-lès-Pont-à-Mousson possède un CCGT de 430 MW qui a été mis en service en février 2012.
À la suite d'une fuite sur un circuit d'huile, un incendie s'est déclaré le 2 février 2015 sur une des turbines de la centrale de Martigues, entrainant l'indisponibilité des deux cycles combinés pendant plusieurs mois. L'un a pu redémarrer en juin 2015, l'autre est annoncé pour décembre 2015.
Une troisième centrale à cycle combiné gaz (605 MW) a été mise en service en juin 2016 à la centrale thermique de Bouchain dans le Nord. Elle remplace la centrale au charbon située sur le même site, qui a fermé en avril 2015. Elle utilise la nouvelle turbine à combustion de type 9HA construite par General Electric à Belfort, actuellement la turbine à gaz la plus puissante au monde, qui a atteint un rendement de 62,2 % au cours des essais, et est capable de passer de l'arrêt à la pleine puissance en trente minutes.
Direct Energie portait un projet, sur la commune de Verberie (Oise), qui fut bloqué en 2013 à la suite d'un rejet du projet lors de l'enquête publique. La société mena un autre projet pour un CCGT à Hambach (Moselle) qui fut retardé par un refus en 2012 du permis de construire par le tribunal administratif de Strasbourg, projet actuellement au point mort.
En coopération avec Siemens, Direct Énergie mène un projet à Landivisiau dans le Finistère. Les premiers travaux sont intervenus en février 2015, pour une ouverture prévue initialement en 2018. Le fonctionnement de cette centrale d'un coût de 450 millions d'euros est soutenu financièrement dans le cadre du Pacte électrique breton, visant à sécuriser l'approvisionnement électrique de la Bretagne. Ce projet a pris plus de deux ans de retard à cause de recours déposés par les associations locales de défense de l'environnement ; la construction de la centrale de 440 MW devrait commencer en 2018 et durer 25 à 30 mois.
Direct Energie a racheté pour 45 millions d'euros la centrale à cycle combiné gaz de 408 MW d'Alpiq à Bayet (Allier) ; mise en service en 2011, elle avait coûté plus de 300 millions d'euros au groupe suisse, en difficulté financière. Cette acquisition doit être rentabilisée avec la mise en œuvre du mécanisme de capacité, à compter de l'hiver 2016-2017. Tous les propriétaires de centrales à gaz en France tiennent le même raisonnement. Engie a profité de l'amélioration des conditions de marché pour remettre en marche l'hiver sa centrale de Cycofos (Bouches-du-Rhône), qui était « sous cocon » depuis avril 2013. Elle fonctionne désormais, comme les centrales de Montoir (Loire-Atlantique) et de Combigolfe (Bouches-du-Rhône), sur un rythme saisonnier.
En 2015, grâce à la baisse des prix du gaz, qui ont reculé de 21 % en Europe dans le sillage des prix du pétrole, la consommation de gaz dans les centrales électriques a augmenté de 161 %, après deux années particulièrement faibles, et Engie a pu redémarrer sa centrale à gaz de Cycofos (Bouches-du-Rhône), sous cocon depuis avril 2013. Les douze centrales à gaz françaises sont toutes en fonctionnement, mais restent moins compétitives que les centrales au charbon. Pour que les coûts du gaz et du charbon soient équivalents en Europe continentale pour la production d’électricité, il faudrait que le prix du gaz baisse encore de 40 %, ou que celui du charbon augmente de 90 %, ou encore que le prix du carbone soit multiplié par quatre.

#### Énergies renouvelables
En 2024, la part des énergies renouvelables (EnR) dans la production d’électricité atteint 28 % (150 TWh, dont 69,8 TWh de production hydraulique renouvelable), grâce à la progression des productions hydraulique (+16,2 TWh, soit +28 %) et solaire (+2,3 TWh, +10 %), malgré le recul de la production éolienne (-4,1 TWh, -8 %). Le parc solaire s'accroit de 5,0 GWc pour atteindre 24,3 GWc, le parc éolien terrestre atteint 22,9 GW, en hausse de 1,1 GW et le parc éolien en mer s'accroit de 0,6 GW pour atteindre 1,5 GW.
En 2023, la part des EnR dans la production d’électricité atteint 14,6 %, grâce à la progression des productions hydraulique (+9,2 TWh, soit +18 %), éolienne (+12 TWh, +31 %) et solaire (+3 TWh, +16 %). Le parc solaire s'accroit de 3,2 GW pour atteindre 19 GW, le parc éolien terrestre atteint 22 GW, en hausse de 1,3 GW et le parc éolien en mer s'accroit de 0,36 GW pour atteindre 0,84 GW.
En 2022, la progression des productions éolienne (+1 TWh) et solaire (+4 TWh) n'a pas suffi à compenser la forte baisse de la production hydroélectrique (−12 TWh), due aux faibles précipitations de l’hiver 2021-2022 et aux épisodes de sécheresse au printemps et en l’été.
Selon RTE, les capacités d'énergies renouvelables branchées au réseau en 2022 atteignent un record de 5 GW, contre 4 GW par an en 2021 et 2020, et 2,5 GW en 2019. Cette accélération concerne surtout l'éolien dont la puissance nouvelle installée est passée de 1,1 GW en 2021 à près de 2,5 GW en 2022. Le démarrage du premier parc éolien en mer français à Saint-Nazaire apporte près de 500 MW, mais le parc éolien terrestre gagne aussi 1,9 GW contre 1,1 GW en 2021. Le solaire progresse de 2,6 GW contre 2,7 GW en 2021. RTE prévoit un ralentissement dans l'éolien, après le rattrapage des retards dus au Covid-19, mais une accélération du solaire à 3 à 5 GW par an à partir de 2024.
La part des énergies renouvelables (EnR) dans la production d’électricité atteint 22,5 % en 2021 (117,5 TWh) contre 24,2 % en 2020. Cette baisse est due à la forte hausse de la production totale et à la baisse de la production des EnR en raison de conditions météorologiques défavorables pour l’hydraulique (62,5 TWh, –5 %) et pour l’éolien (36,8 TWh, –7 %), et ce malgré l’augmentation du parc. Les EnR ont couvert 25 % de la consommation électrique en métropole, en baisse de deux points par rapport à 2020. Les raccordements de capacités électriques renouvelables ont atteint un niveau record, notamment dans le solaire photovoltaïque : 2 687 MW et l'éolien : 1 202 MW. Leur puissance installée atteint 59 781 MW, mais reste cependant nettement au-dessous de la feuille de route énergétique de la France : le photovoltaïque atteint 13 067 MW, loin de l'objectif pour 2023 de 20 100 MW, et l'éolien n'est qu'à 18 783 MW alors que l'objectif pour 2023 est de 24 100 MW.
En juin 2022, le Syndicat des énergies renouvelables (SER) alerte sur les conséquences de la hausse des prix de l'acier, du béton, du génie civil, qui augmente de 25 à 30 % les coûts d'investissement des projets d'énergies renouvelables, alors que les tarifs d'achat d'électricité issus des appels d'offres sont fixes. Des parcs de production de plusieurs milliers de mégawatts d'électricité renouvelable, prêts à être construits, sont aujourd'hui remis à plus tard. Dans le solaire, 2 GWc de projets seraient concernés ; dans le biométhane, 5 TWh de capacités de production nouvelles seraient aussi en péril. Le même phénomène est à l’œuvre dans l'éolien. Le gouvernement d'Élisabeth Borne a promis aux acteurs du secteur une loi d'accélération et envisagerait d'ouvrir aux développeurs d'énergies renouvelables, pour quelques mois, l'accès au marché de gros de l'électricité, où les prix se situent entre 250 et 450 €/MWh contre une moyenne d'environ 80 €/MWh pour les contrats d'achat. Le 28 juillet 2022, la ministre de la Transition énergétique annonce une série de mesures d'urgence : elle autorise les projets de production d'énergie renouvelable électrique sous le régime des compléments de rémunération à vendre leur électricité sur les marchés durant 18 mois avant la prise d'effet de leurs contrats ; la hausse du coût des matériaux sera prise en compte pour tous les futurs projets de production d'énergie renouvelable électrique ; la baisse des tarifs pour les projets photovoltaïques développés sur des bâtiments est gelée pour l'année 2022 ; tous les projets déjà lauréats d'appels d'offres pourront, sans justification, augmenter leur puissance jusqu'à +40 % avant leur achèvement ; de nouveaux appels d'offres photovoltaïques sont lancés ; et un nouveau guichet tarifaire va être mis en œuvre pour le « petit photovoltaïque » (inférieur à 1 MW). Le 29 juillet 2022, les zones pour l'implantation du projet de parcs éoliens en Sud Atlantique sont fixées : un projet de 1 000 MW sera implanté au large d'Oléron, à plus de 35 km des côtes, et pourra être complété ultérieurement d'un second parc d'une puissance équivalente, éventuellement flottant.
La part des énergies renouvelables dans la production d’électricité atteint 23,4 % en 2020 sous l'effet conjugué de la baisse des consommations et de la hausse des productions des principales EnR : +17,3 % pour l'éolien, +2,3 % pour le solaire et +8,4 % pour l'hydraulique. Le taux de couverture de la consommation par la production renouvelable est en augmentation très significative, passant de 23 % à 26,9 % en 2020 grâce à des conditions météorologiques propices, à la croissance du parc et à la baisse des consommations causée par la crise sanitaire. L’hydraulique contribue à hauteur de 50,3 %, l’éolien de 32,8 %, le solaire de 10,6 % et les bioénergies de 6,3 %.
En 2019, les énergies renouvelables ont participé à hauteur de 23 % à la couverture de la consommation d’électricité contre 22,7 % en 2018, 18,5 % en 2017 et 19,7 % en 2016 ; l'hydroélectricité y contribue pour 51,9 %, l'énergie éolienne pour 29,5 %, l'énergie solaire photovoltaïque pour 10 % et les bioénergies pour 8,9 %.

#### Biomasse
En 2024, la production thermique à partir de bioénergies et déchets s’élève à 10,5 TWh, dont 2,9 TWh de biogaz, 3,3 TWh de biomasse et combustibles liquides, 4 TWh de déchets ménagers, 0,2 TWh de déchets de papeterie et 0,1 TWh d'autres combustibles ; plus des trois quarts de cette production sont d’origine renouvelable au sens de la réglementation en vigueur. Les capacités installées de cette filière s’élèvent à 2,3 GW au 31 décembre 2024.
Au 31 décembre 2021, la puissance installée des centrales de la filière bioénergie atteint 2 213,5 MW, en progression de 2,9 %. Cette puissance se répartit en 910 MW (41,2 %) d'usines d'incinération des déchets ménagers, 705 MW (31,9 %) de centrales utilisant le bois-énergie et les autres biocombustibles solides, 559 MW (25,3 %) de centrales à biogaz et 39 MW (1,8 %) de centrales utilisant des déchets de papeterie. En 2016, elle s'était accrue de 215 MW (+12,6 %), dont les 150 MW de la centrale biomasse « Provence 4 ». La puissance installée totale a plus que doublé entre 2007 (953 MW) et 2016.
Ces centrales ont produit 10 TWh en 2021, en hausse de 3 %, soit 1,9 % de la production d'électricité du pays ; la part renouvelable de cette production est évaluée à 8 TWh (1,5 %) ; les centrales à biomasse solide (bois, etc.) ont produit 2,7 TWh (+6 %), celles à biogaz 3,1 TWh (+6 %), les incinérateurs de déchets ménagers 4,0 TWh (−2 %), dont 50 % considérés renouvelables.
Le 8 juin 2017, l'autorisation d'exploitation de la centrale à bois de Gardanne (Provence 4) a été annulée par le tribunal administratif de Marseille pour insuffisance de son étude d'impact, qui s'est contentée d'analyser ses effets dans un périmètre de trois kilomètres, alors qu'elle prévoit de s'approvisionner en bois dans des forêts bien plus distantes ; la pollution atmosphérique ainsi que l'impact des rotations de camions de bois pour l'alimentation de la centrale ont aussi été insuffisamment pris en compte.
Les 1 579 MW existant fin 2014 se répartissaient en 544 MW raccordés au réseau de transport et 1 033 MW aux réseaux de distribution. La file d'attente de raccordement de la filière s'élevait à 478 MW. La production d'électricité s'élevait à 5 TWh en 2014, en hausse de 8,4 %, et elle couvrait 1,1 % de la consommation d'électricité.
| Type                        | 2000 | 2005 | 2009 | 2010 | 2011 | 2012 | 2013 | 2014 | 2015 |
| --------------------------- | ---- | ---- | ---- | ---- | ---- | ---- | ---- | ---- | ---- |
| Biomasse solide             | nd   | 1254 | 1597 | 1622 | 2168 | 1795 | 1710 | 1972 | 2270 |
| Biogaz                      | 295  | 460  | 882  | 1014 | 1136 | 1294 | 1522 | 1746 | 2131 |
| Déchets (part renouvelable) | 1021 | 1656 | 2042 | 1991 | 2116 | 2241 | 1840 | 1841 | 1762 |

Le parc est composé de 501 installations fin 2014, dont 342 à biogaz, 99 à déchets ménagers, 9 à déchets de papeterie et 52 à bois et combustibles divers. La puissance moyenne des centrales à déchets est la plus importante : 9 MW pour les déchets ménagers et 11 MW pour les déchets de papeterie ; les centrales bois ont une puissance moyenne de 6 MW, la plus grande atteint 39 MW ; les installations à biogaz sont en moyenne inférieures au MW, mais peuvent atteindre 17 MW.
La centrale biomasse de 22 MW construite par Inova Var Biomasse dans la région de Brignoles a été raccordée en juin 2015 au réseau de transport d’électricité ; c'est la première fonctionnant au bois-énergie en PACA ; elle fournira 168 GWh/an, en brûlant 185 000 tonnes/an de bois forestier, recueilli dans un rayon de moins de 100 kilomètres. La centrale biomasse du groupe allemand E.ON située à Gardanne, d’une puissance de 170 MW, devrait être raccordée d’ici à la fin 2015 ; la région PACA deviendra alors la première productrice d’électricité provenant de bioénergies en France.
Ces moyens de production fonctionnent généralement en base, sur un grand nombre d'heures ; ils présentent le grand avantage d'être pilotables, mais la régularité de l'approvisionnement en combustibles est difficile à assurer, et la production simultanée de chaleur (cogénération), nécessaire pour la rentabilité de l'installation, doit elle aussi être assuré dans la durée.
Le parc a augmenté de 8,4 % en 2012, 6,3 % en 2013 et 6,2 % en 2014, et de 52 % en cinq ans, depuis 2009 ; les capacités installées dépassent 100 MW dans quatre régions : Aquitaine, Provence-Alpes-Côte d’Azur, Rhône-Alpes et Île-de-France, cette dernière possédant plus de 300 MW (surtout incinérateurs de déchets ménagers).
| Région                     | Parc 2014 MW | Prod. 2014 GWh | Taux couv. en 2014 |
| -------------------------- | ------------ | -------------- | ------------------ |
| Île-de-France              | 326          | 744            | 1,1 %              |
| Aquitaine                  | 154          | 664            | 2,7 %              |
| Provence-Alpes-Côte d'Azur | 131          | 325            | 0,8 %              |
| Rhône-Alpes                | 118          | 347            | 0,6 %              |
| Nord-Pas-de-Calais         | 94           | 316            | 0,9 %              |
| Haute-Normandie            | 88           | 216            | 1,3 %              |
| Lorraine                   | 85           | 258            | 1,3 %              |
| Midi-Pyrénées              | 77           | 258            | 1,3 %              |
| Centre                     | 76           | 227            | 1,2 %              |
| Pays de la Loire           | 63           | 262            | 1,0 %              |
| Picardie                   | 60           | 197            | 1,3 %              |
| Languedoc-Roussillon       | 55           | 207            | 1,3 %              |
| Limousin                   | 55           | 369            | 7,6 %              |
| Bretagne                   | 51           | 185            | 0,9 %              |
| Alsace                     | 36           | 73             | 0,5 %              |
| Auvergne                   | 27           | 102            | 1,1 %              |
| Champagne-Ardenne          | 23           | 101            | 0,9 %              |
| Bourgogne                  | 19           | 69             | 0,6 %              |
| Franche-Comté              | 13           | 26             | 0,3 %              |
| Poitou-Charentes           | 12           | 25             | 0,2 %              |
| Basse-Normandie            | 11           | 59             | 0,6 %              |
| Corse                      | 2            | 11             | 0,6 %              |
| Total France               | 1 579        | 5 041          | 1,1 %              |

À la Réunion, la bagasse (résidu de la fabrication du sucre à partir de la canne à sucre, est utilisée comme combustible alternatif au charbon dans les centrales thermiques de Bois Rouge (1992, portée à 108 MWh en 2004) et du Gol (1995, portée à 122 MWh en 2006) ; ces centrales brûlent de la bagasse pendant la saison de récolte de la canne et sucre, et du charbon (ainsi que des huiles usées) le reste du temps ; la bagasse représente 10 % de la production d'électricité de l'île ; un projet d'évolution des cultures vers des variétés à vocation uniquement énergétique permet d’espérer, à terme, la substitution de l’énergie actuellement produite de charbon, par l’énergie « bagasse », sans baisse de revenu pour les planteurs.
À la Guadeloupe, la centrale à bagasse du Moule a été inaugurée en 1999 ; il est prévu qu'elle couvre jusqu'à 35 % des besoins d'électricité de l'île en brûlant 180 000 tonnes de bagasse et 165 000 tonnes de charbon colombien pour produire 220 000 tonnes de vapeur pour la sucrerie de Gardel, 15 GWh d'électricité pour les besoins de la sucrerie et 360 GWh pour la distribution publique.
Le Fonds Chaleur, ou Fonds Chaleur Renouvelable, est un dispositif de soutien financier mis en place par l'État dans le cadre du Grenelle de l'Environnement pour développer la production de chaleur à partir des énergies renouvelables (biomasse, géothermie, solaire thermique…). Il est destiné à l’habitat collectif, aux collectivités et à toutes les entreprises (agriculture, industrie, tertiaire). Il est géré par l'ADEME. Il a été doté d'un milliard d'euros pour la période 2009-2011.
Dans le cadre du Fonds chaleur, l'ADEME lance depuis 2008 des appels à projets intitulés BCIAT : Biomasse Chaleur Industrie, Agriculture et Tertiaire. Le BCIAT contribue au financement des installations de production d'énergie à partir de la biomasse d'une capacité supérieure à 1 000 tep/an, avec un objectif indicatif de 125 000 tep par an. Malgré un écart avec l’objectif initial, le BCIAT 2011 permet de maintenir le cap et les projets soutenus par l’ADEME depuis 2007 représenteront à terme une consommation supplémentaire de biomasse de 633 000 tep/an pour répondre aux besoins énergétiques des industriels français. 8 unités bénéficiaires des BCIAT 2009 et 2010 sont entrées en fonctionnement fin 2011 ; 22 projets ont été retenus en 2012.
Par ailleurs, la CRE organise des appels d'offres, dont :
- appel d'offres portant sur des installations de production d'électricité à partir de biomasse (janvier 2010) : 16 dossiers ont été déposés, pour une puissance totale de 440 MW (dont 3 projets pour 191,5 MW dans la région PACA)[132].

Exemples de réalisations :
- Dalkia (filiale de Veolia Environnement à 66 % et d'Électricité de France (EDF) à 34 %) a été retenu dans le cadre du 4e appel à projets de la CRE (cogénération), pour construire et exploiter la centrale Brest Métropole Océane. Cette unité valorisera 150 000 tonnes de bois par an, alimentera le réseau de chaleur de la ville et des entrepôts frigorifiques, et évitera le rejet de 70 000 tonnes de CO2 par an. Dalkia réalisera aussi deux projets pour les papetiers Arjo Wiggins à Bessé-sur-Braye et Seyfert Paper à Descartes : au total 400 000 tonnes de bois valorisées et 200 000 tonnes de CO2 évitées par an[A 3].
- GDF Suez construit la centrale cogénération biomasse de Lacq (Pyrénées-Atlantiques), retenue dans le 4e appel à projets de la CRE ; la mise en service est prévue en 2016. Cofely Services, filiale de GDF Suez et exploitant de la centrale, a signé un contrat de vingt ans avec Sobegi, la société gestionnaire du site industriel d'Induslacq où est implantée la centrale, pour fournir de la vapeur aux usines environnantes ; la centrale produira également 89 GWh d'électricité par an. Elle nécessitera la fourniture de 160 000 tonnes de biomasse par an[133].

#### Géothermie

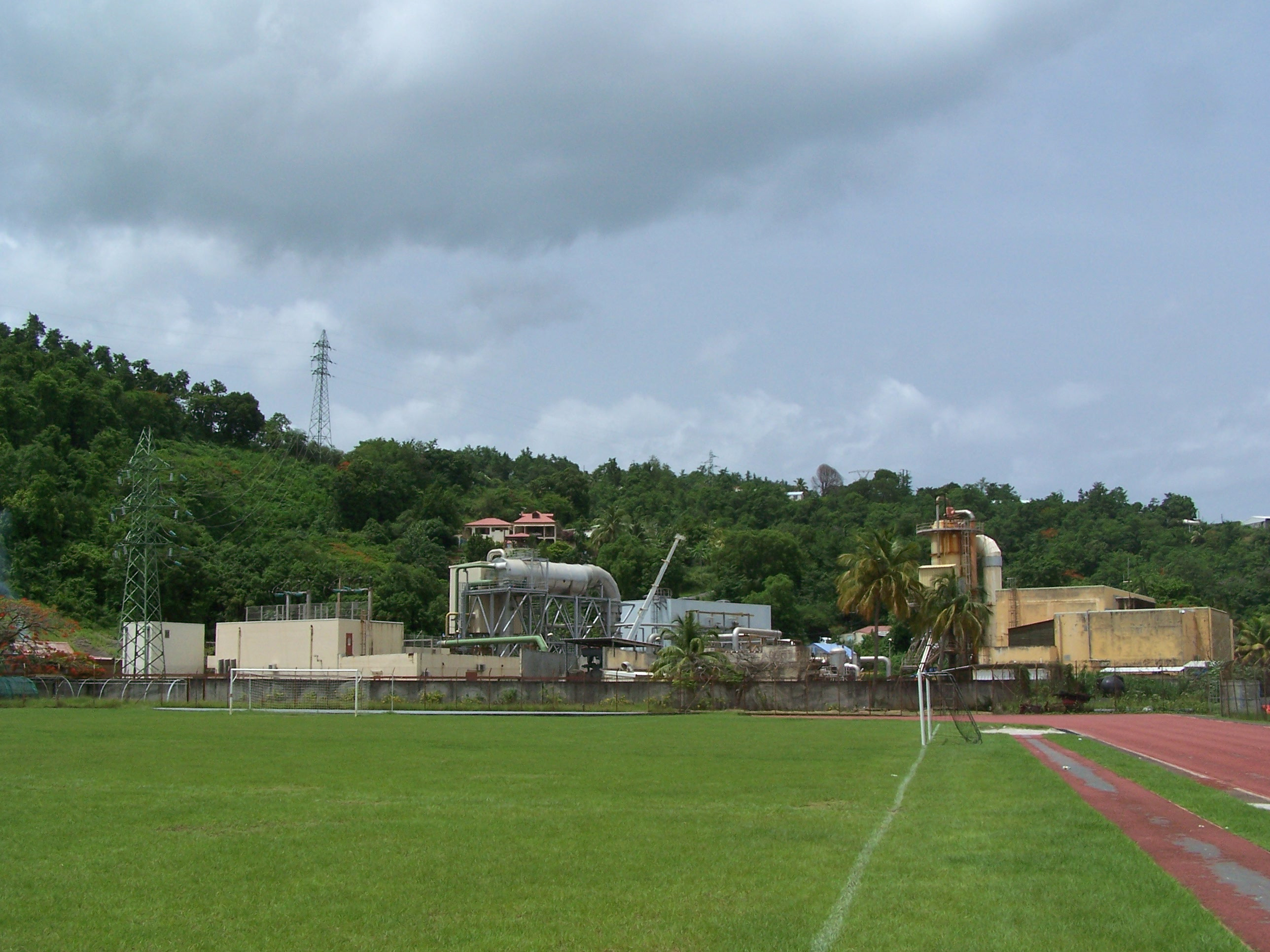
Centrale géothermique de Bouillante, photo : 2013.

L'énergie géothermique, bien qu'encore modeste en France, semble avoir un potentiel important ; la puissance installée à fin 2015 est de 17 MW ; la Programmation pluriannuelle de l’énergie (PPE) publiée fin octobre 2016 prévoit une hausse de cette puissance de 8 MW d’ici fin 2018 et de 53 MW d’ici 2023.
Les principaux sites existants ou en projet sont :
- la Centrale géothermique de Bouillante en Guadeloupe (15 MW), construite en deux étapes : 1986 (5 MW) puis 2005 ; elle a longtemps été exploitée par Géothermie Bouillante, filiale du BRGM, sans parvenir à l’équilibre économique, faute d’investissements suffisants ; faute de pression suffisante dans le réservoir géothermique, Bouillante ne tourne qu’à 10-11 MW de puissance effective ; depuis fin 2015, la société d’exploitation a un nouvel actionnaire majoritaire : Ormat Technologies, développeur américain de projets géothermiques depuis trente ans à travers le monde, qui détient 60 % des parts du site, alors que le BRGM en conserve 20 % et la Caisse des dépôts, les 20 % restants. Ormat compte investir 70 millions d’euros pour porter la capacité installée à 45 MW d'ici 2021[126] ;
- un peu plus au sud, sur la commune de Vieux-Habitants, la société guadeloupéenne Teranov a obtenu en mai 2016 un permis exclusif de recherche ; sur ce site sera construit le démonstrateur du projet Geotref ; sur l’île de Saint-Kitts, au nord de la Guadeloupe, Teranov a conclu un partenariat public privé avec le fournisseur d’électricité local afin de réaliser une centrale ; par contre, l’ambitieux programme envisagé sur l’île de la Dominique est au point mort après l'abandon d'EDF et Engie[126].
- un projet Géothermie à La Réunion lancé en 1985 et abandonné en 2010 ;
- le projet d'exploitation de la géothermie profonde à Soultz-sous-Forêts dans le Bas-Rhin, lancé en 1987 en collaboration entre la France, l'Allemagne et l'Union européenne, a abouti en 2008 à la production des premiers kWh grâce à des forages à 5 000 m de profondeur ; la centrale avait une puissance nette de 1,5 MW ; après d'importants travaux, la production a été relancée en juillet 2016 avec l'objectif de produire 11 GWh/an[126].
- les partenaires français du projet de Soultz commencent à appliquer à une échelle industrielle les acquis scientifiques du pilote : à Rittershoffen, la centrale géothermique Ecogi, financée par Électricité de Strasbourg, l’amidonnier Roquette Frères et la Caisse des dépôts, a été inaugurée fin 2016 afin d’alimenter en vapeur l’usine Roquette de Beinheim ; plusieurs autres projets sont en cours, si bien que l'Alsace devrait compter huit centrales géothermiques en 2020 avec une puissance totale de 20  à   30 MWe et 150 MWth[126].
- le Ministère de l'Écologie a reçu une vingtaine de projets en géothermie haute température[134]. Six permis ont été délivrés en 2013 et cinq en 2014, dont la majeure partie à Fonroche Géothermie : Landes, Pyrénées-Atlantiques (permis d’Arzacq), Ardèche, Drôme (permis de Val de Drôme), Bouches-du-Rhône, Gard (permis de Vistrenque), Cantal, Haute-Loire, Puy-de-Dôme (permis de Cézallier) et Allier (permis d’Allier-Andelot). La société Electerre de France a reçu un permis dans le Puy-de-Dôme. La majorité des permis sont accordés en Alsace, dans le nord du Bas-Rhin. Huit permis ont été déposés par plusieurs industriels, et le groupe Électricité de Strasbourg (ES) détient seul ou en association cinq permis à haute température[126].
- le groupement Geodeep, créé en juin 2014, réunit 17 entreprises françaises actives dans la géothermie en vue de développer l'exportation du savoir-faire français et de créer un fonds de garantie du risque géologique[126].

#### Énergies marines
La France dispose d'une importante façade maritime et de vastes territoires ultramarins (plus de dix millions de kilomètres carrés), où existent des potentiels énergétiques parmi les plus importants au monde en termes de ressources d'énergie marine.

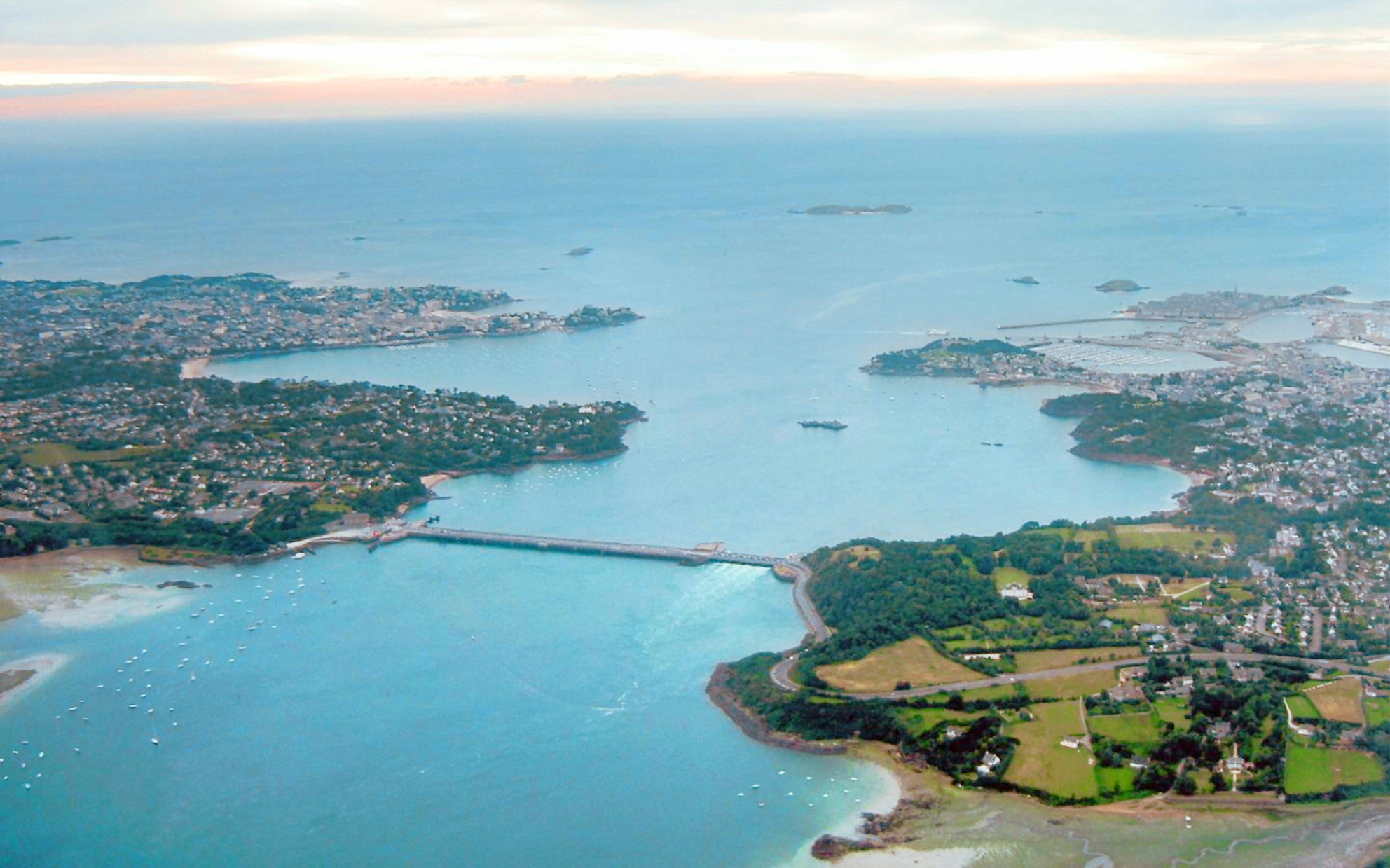
Le barrage de la centrale marémotrice de la Rance.

L'énergie marémotrice est déjà exploitée depuis 1966 par l'usine marémotrice de la Rance, en Bretagne, qui a été la première du genre au monde et est restée pendant 45 ans la plus grande du monde ; d'une puissance de 240 MW elle produit 540 GWh par an. Un projet beaucoup plus ambitieux consistant à exploiter l'énergie des marées dans la baie du mont Saint-Michel, qui bénéficie de la plus grande amplitude des marées en Europe, par une digue de 40 km avec 800 turbines ou, selon une autre source, 150 groupes de 20 MW qui auraient pu produire 12,8 TWh/an, n'a jamais pu être réalisé à cause de son impact considérable sur l'environnement.
L'énergie hydrolienne connait un début de développement : EDF évalue le potentiel hydrolien de la France à 3 000 MW, soit 20 % du potentiel européen, et souligne les atouts de cette énergie : prévisibilité et compacité (la densité de l'eau étant près de 1 000 fois supérieure à celle de l'air, les hydroliennes sont beaucoup plus compactes que les éoliennes pour une même puissance). EDF prépare une première expérimentation devant l'île de Bréhat avec une hydrolienne de 16 mètres de diamètre développant 0,5 MW, construite par la société irlandaise Openhydro et la DCNS ; le parc de Paimpol-Bréhat devrait à terme être équipé de quatre hydroliennes (2 MW). Plusieurs autres expérimentations et projets sont en cours (voir article hydrolienne).
Un premier appel à manifestation d'intérêt a été lancé à Cherbourg fin septembre 2013 par François Hollande : il concerne trois ou quatre « parcs pilotes d'hydroliennes » de cinq à dix hydroliennes chacun, qui pourront être installées dans le raz Blanchard (devant le Cotentin) et dans le passage du Fromveur (devant le Finistère). Les projets retenus seront subventionnées à hauteur de 30 millions d'euros chacun, et leur production sera vendue au prix standard des énergies marines (173 €/MWh). L'Allemand Siemens pourrait se montrer intéressé ainsi qu'EDF, GDF Suez et Alstom, ces deux derniers industriels ayant déjà une hydrolienne d'1 MW en cours de test en Écosse en 2013. EDF a de son côté inauguré une hydrolienne-pilote devant l'île de Bréhat (Côtes-d'Armor), construit par le chantiers navals DCNS et posé à 35 m de fond.
L'énergie des vagues peut être exploitée par des houlo-générateurs ou houlomoteurs : EDF a lancé un projet pilote de machine houlomotrice au large de l’île de la Réunion.
L'éolien en mer peut être rangé dans les énergies marines ; il est traité dans le chapitre "Éolien".
L'énergie thermique des mers, exploitant la différence de température entre les eaux superficielles et les eaux profondes des océans, a fait l'objet d'une étude en 1980, abandonnée en 1986. Une réalisation est en projet à La Réunion : le CHU de Saint-Pierre, ville de la côte sud de l’île, a retenu un projet pilote conduit par la direction des systèmes énergétiques insulaires d’EDF, consistant à utiliser, pour la climatisation des locaux de l’hôpital, la thalassothermie, ou Swac (Sea Water Air Conditioning), technologie qui se développe pour répondre aux besoins de climatisation des bâtiments. Cette solution permet d’économiser plus de 90 % de l’électricité nécessaire à la climatisation. L’eau de mer profonde est naturellement froide, avec une température de 5 à 7 °C lorsqu’on se situe entre −800 et −1 000 mètres. Pompée, elle refroidit une eau douce qui circule dans les climatiseurs. Elle retourne ensuite à l’océan à une température compatible avec le milieu naturel (environ 12 °C). L’île de La Réunion présente un profil idéal : à une distance de 3 à 15 km des côtes, les zones sont déjà suffisamment froides.
L'énergie osmotique, basée sur les différences de salinité entre eaux douces et salées dans les estuaires, ne fait pas l'objet de projet en France ; elle est expérimentée en Norvège, au Japon et aux États-Unis.

### Déséquilibres régionaux
Alors que la Bretagne est une région très consommatrice d'électricité (27 % de la consommation régionale d'énergie contre 25 % sur l'ensemble de la France, hausse de 13 % depuis 2005), le taux d'autonomie de sa production d'électricité n'est que de 18 % en 2018 alors que le « pacte électrique breton », signé en 2010 par les différents acteurs de la filière (État, région, collectivités territoriales), prévoyait d'atteindre, grâce aux énergies renouvelables, une autonomie de production de 34 % en 2020. Malgré les investissements d'un montant de 242 millions d'euros engagés sur cinq ans par RTE pour sécuriser le réseau électrique, la Bretagne n'est toujours pas à l'abri de coupures de courant en cas de grand froid. Le pacte électrique breton prévoyait, pour soutenir le réseau en cas de besoin, la construction de la centrale à cycle combiné gaz de Landivisiau, dans le Finistère ; ce projet avait été attribué par appel d'offres à Direct Énergie, devenu depuis filiale de Total, mais il n'a toujours pas pu être réalisé du fait d'interminables procédures judiciaires lancées par des associations de défense de l'environnement.
Une autre zone fragile est le département des Alpes-Maritimes.

### Production dans les systèmes isolés

#### Particularités des systèmes isolés
Les « petits systèmes isolés » du réseau métropolitain (Corse, DROM, COM - autrefois nommés DOM-TOM), appelés « zones non interconnectées » (ZNI), ont des caractéristiques spécifiques (absence d'interconnexion directe avec le réseau général, petite taille du réseau et de la clientèle, éloignement de la métropole, climats différents et ressources naturelles différentes de celles de la métropole…) qui justifient des modalités de gestion spécifiques, et sur certains points des choix techniques spécifiques ; sur le plan juridique également, des lois et règlements ad hoc s'appliquent (cf chapitre Réglementation).
Chacun de ces systèmes doit produire son électricité à partir des ressources locales, en général plus coûteuses que celles de la métropole car de plus petite taille, et les compléter par des moyens classiques tels que des groupes Diesel ou des centrales à charbon, pour l'approvisionnement desquels il faut importer des combustibles à des prix supérieurs à ceux des contrats des grandes centrales de métropole, du fait de la faible taille des cargaisons commandées et parfois aussi de l'éloignement. Ainsi, en Corse et en outre-mer, le coût de revient de l'électricité est, dans le meilleur des cas, deux fois plus élevé que son prix de vente au tarif garanti par la péréquation tarifaire. Un système de compensation a été créé pour compenser ces surcoûts : la contribution au service public de l'électricité (CSPE). Établie par la loi, cette contribution est payée par tous les consommateurs d'électricité en France et versée dans un fonds géré par la Caisse des dépôts et consignations qui la répartit entre les producteurs qui ont supporté ces surcoûts (EDF pour l'essentiel).
EDF a créé le service EDF SEI (Systèmes Énergétiques Insulaires) pour gérer ces systèmes : il produit, achète, transporte et distribue l'électricité dans les systèmes électriques isolés français suivants : la Corse, les DOM (archipel de la Guadeloupe, Guyane, Martinique, La Réunion), et les collectivités d'outre-mer de Saint-Martin, Saint-Barthélémy (rattachées chez EDF SEI à l'archipel de la Guadeloupe) et l'archipel de Saint-Pierre-et-Miquelon.
EDF s'est doté d'une filiale à 100 % : « EDF Production Électrique Insulaire » (EDF PEI) pour moderniser son parc de centrales thermiques en Corse et en outre-mer : dans les prochaines années, EDF PEI prévoit de produire près de 1 000 MW. EDF intervient également dans l'éolien à travers sa filiale EDF Energies Nouvelles et dans les équipements de production d’eau chaude et de chauffage et d’électricité solaire à partir d’énergies renouvelables à travers « Giordano Industries », dont « EDF Énergies Nouvelles » détient 25 % du capital.
Les autres collectivités d'outre-mer : Polynésie française et Wallis-et-Futuna, ainsi que Mayotte, devenue DOM en 2011, et la Nouvelle-Calédonie, qui dispose d'un statut particulier de large autonomie, ont des assemblées et des gouvernements qui édictent leurs propres règles. Chacun de ces territoires a sa ou ses sociétés d'électricité.
Enfin, les Terres australes et antarctiques françaises et l'Île de Clipperton, qui n'ont pas de population permanente, sont administrées directement par l'État.

#### Bilan électrique en Outre-mer
En 2016, les cinq DOM (Guadeloupe, Guyane, Martinique, Mayotte et Réunion) ont produit 7,9 TWh, soit 1,5 % de la production nationale (métropole + DOM) ; la production d'électricité a reculé de 0,8 % en 2017 ; elle repose pour l'essentiel (79 % au total, mais seulement 35 % en Guyane contre 95 % en Martinique et à Mayotte, 85 % en Guadeloupe et 78 % à la Réunion) sur les centrales thermiques classiques fonctionnant à partir de combustibles fossiles importés (pétrole et charbon), mais aussi en partie avec des combustibles renouvelables locaux, en particulier la bagasse à la Réunion et en Guadeloupe. Le mix énergétique des centrales bi-combustibles charbon-bagasse varie fortement selon la disponibilité de la bagasse ; ce sont des centrales de cogénération, qui produisent à la fois de la chaleur pour le fonctionnement de la sucrerie et de l'électricité injectée sur le réseau ; il existe aussi quelques unités à biogaz. Chaque DOM exploite ses particularités géographiques pour produire son électricité : la Réunion et la Guyane disposent de ressources hydrauliques (pluviométrie importante, relief et cours d'eau) qui assurent respectivement 14 et 59 % de la production, et la Guadeloupe de ressources géothermiques et éoliennes. Les cinq DOM ont tous un fort ensoleillement qui a permis le développement du solaire photovoltaïque, fournissant environ 5 % de l'électricité et même 8 % à la Réunion.
Les particularités de la demande des DOM sont l'absence d'industries électro-intensives et de chauffage électrique et le développement de la climatisation ; la consommation d'électricité a stagné en 2017 (-0,1 %), atteignant 7,2 TWh ; les secteurs résidentiel et tertiaire représentent respectivement 47 et 41 % de la consommation finale ; les autres secteurs (industrie, agriculture et transports), qui pèsent 31 % en métropole, se partagent seulement 12 % dans les DOM.
|                                                   | 2011  | 2011 | 2012  | 2012 | 2013  | 2013 | 2014  | 2014 | 2015  | 2015 | Var.2015 /2011 |
|                                                   | GWh   | %    | GWh   | %    | GWh   | %    | GWh   | %    | GWh   | %    | %              |
| Production d'électricité                          |       |      |       |      |       |      |       |      |       |      |                |
| Électricité primaire                              | 1 245 | 16,7 | 1 616 | 21,3 | 1 685 | 22,2 | 1 576 | 20,6 | 1 643 | 21,2 | +32 %          |
| dont : hydraulique                                | 890   | 12,0 | 1 066 | 14,0 | 1 073 | 14,1 | 953   | 12,4 | 1 010 | 13,0 | +13,5 %        |
| dont : éolien                                     | 57    | 0,8  | 70    | 0,9  | 73    | 1,0  | 71    | 0,9  | 70    | 0,9  | +23 %          |
| dont : photovoltaïque                             | 242   | 3,2  | 430   | 5,7  | 458   | 6,0  | 477   | 6,2  | 480   | 6,2  | +98 %          |
| dont : géothermie                                 | 56    | 0,8  | 50    | 0,7  | 81    | 1,1  | 75    | 1,0  | 83    | 1,1  | +48 %          |
| Thermique classique                               | 6 190 | 83,3 | 5 973 | 78,7 | 5 917 | 77,8 | 6 091 | 79,4 | 6 111 | 78,8 | −1,3 %         |
| Production totale brute                           | 7 435 | 100  | 7 588 | 100  | 7 603 | 100  | 7 667 | 100  | 7 755 | 100  | +4,3 %         |
| Consommation branche énergie (% de la production) |       |      |       |      |       |      |       |      |       |      |                |
| Conso producteurs d'énergie                       | 68    | 0,9  | 63    | 0,8  | 52    | 0,7  | 50    | 0,7  |       |      |                |
| Conso interne centrales élec.                     | 362   | 4,9  | 356   | 4,7  | 354   | 4,6  | 341   | 4,5  |       |      |                |
| Pertes et ajustements                             | 659   | 8,9  | 736   | 9,7  | 698   | 9,2  | 690   | 9,0  |       |      |                |
| Total conso branche énergie                       | 1 089 | 14,6 | 1 155 | 15,2 | 1 112 | 14,6 | 1 104 | 14,4 | 1 090 | 14,1 | +0,1 %         |
| Consommation finale d'électricité                 |       |      |       |      |       |      |       |      |       |      |                |
| Résidentiel                                       | 2 856 | 45,0 | 2 912 | 45,3 | 2 938 | 45,3 | 2 938 | 44,8 | 2 998 | 45,0 | +5,0 %         |
| Tertiaire                                         | 2 948 | 46,5 | 3 002 | 46,7 | 2 796 | 43,1 | 2 943 | 44,9 | 2 980 | 44,7 | +1,1 %         |
| Industrie, agric., transports                     | 542   | 8,5  | 518   | 8,0  | 758   | 11,7 | 681   | 10,4 | 686   | 10,3 | +27 %          |
| Consommation finale                               | 6 346 | 100  | 6 433 | 100  | 6 491 | 100  | 6 563 | 100  | 6 664 | 100  | +5,0 %         |

#### Politique énergétique pour les systèmes isolés
Les collectivités locales des régions isolées sont particulièrement sensibilisées aux problématiques d'indépendance énergétique et de lutte contre le changement climatique, qui passent par les politiques d'économie d'énergie et de développement des énergies renouvelables. Par exemple, La Réunion s'est donné comme objectif d'atteindre l'autonomie électrique à l’horizon 2030, grâce en particulier au développement de l'utilisation de la bagasse et des énergies marines.
En Corse et outre-mer, un quart de l'électricité est issue des énergies renouvelables (25 % en 2012). Afin de renforcer leur développement, EDF travaille sur :
- les énergies à puissance garantie (géothermie, biomasse, biogaz, énergie thermique des mers), dont l'avantage est de pouvoir faire face aux variations de consommation d'électricité ; ces énergies peuvent donc compléter, voire se substituer progressivement au thermique pour assurer la production électrique de base ;
- les énergies intermittentes, comme l'éolien et le solaire : l'enjeu est de faire reculer les limites techniques actuelles pour leur insertion sur les réseaux électriques insulaires (leur caractère aléatoire est un facteur de risque pour l'équilibre ces réseaux) ; dans ce but, EDF développe des modèles de prévision des productions et expérimente un stockage d'énergie de grande capacité (1 MW, à La Réunion) ;
- le renforcement de la sécurité des réseaux électriques.

Afin d'encourager les comportements d’efficacité énergétique, de réduire les émissions de gaz à effet de serre et de faciliter l'intégration des énergies intermittentes (éolien, solaire) dans les réseaux insulaires, exposés à des risques de déstabilisation lors des variations trop amples et trop rapides, EDF a lancé le projet Millener, soutenu par l’Union Européenne via les fonds FEDER, l’État via l’ADEME dans le cadre des Investissements d’Avenir et les Collectivités Territoriales de Corse : il s'agit d'expérimenter les techniques de « réseaux électriques intelligents » (smart grids) en testant sur trois îles (Corse, Ile de la Réunion, Guadeloupe) et pendant trois ans, deux types de dispositifs de gestion énergétique chez des particuliers volontaires : 1 000 Énergie Box, ou passerelles énergétiques, et 500 installations de stockage d’énergie associées à des panneaux photovoltaïques.
Afin d'éviter les risques de déstabilisation du réseau, un plafond a été fixé pour les énergies renouvelables intermittentes : leur puissance maximale ne doit pas dépasser 30 % de la puissance de pointe de la demande. Cette limite étant déjà atteinte, le développement du photovoltaïque, qui peut atteindre 30 % en pointe mais ne produit que 5 % de l'énergie électrique, est bloqué ; le SER propose donc l'instauration d'un nouveau tarif dans les DOM pour les installations de puissance inférieure à 100 kWc associant autoconsommation, stockage, service réseau et maîtrise de l’énergie.
La loi sur la transition énergétique adoptée en 2015 fixe pour les départements d'outre-mer l'objectif de produire plus de la moitié de leur électricité à partir d'énergies renouvelables en 2020 contre 28 % en moyenne en 2014, avec de fortes disparités : 6 % à la Martinique, 62 % en Guyane, grâce notamment à l'hydroélectricité, 18 % en Guadeloupe et 38 % à La Réunion. Le coût de production de l'électricité y est bien plus élevé qu'en métropole, qui bénéficie du nucléaire amorti et de l'interconnexion des réseaux ; selon le dernier rapport de la Commission de régulation de l'énergie, il était compris entre 200 et 250 €/MWh, contre moins de 40 €/MWh sur le marché de gros en métropole. Dans les îles, le solaire et l'éolien se comparent au charbon ou au fuel importés. Le remplacement du charbon par de la biomasse (bagasse) dans les centrales d'Albioma devrait contribuer à se rapprocher de l'objectif, mais le développement des énergies intermittentes est plus compliqué : EDF SEI (SEI pour Systèmes Energétiques Insulaires) estime qu'au-delà de 30 % de la capacité électrique installée, elles risquent de déstabiliser le réseau ; cette limite imposée est contestée par les producteurs de solaire et d'éolien, et EDF pourrait la revoir sensiblement à la hausse, à 35 % en 2018 et entre 40 et 45 % en 2023, grâce à un système de stockage centralisé en cours de tests et à la baisse des coûts des batteries. La géothermie et l'énergie des mers ont un potentiel important, et les 130 000 chauffe-eau solaires installés à La Réunion ont permis d'éviter l'installation de deux ou trois turbines à combustion.
Le groupe Albioma (ex-Séchilienne-Sidec) assure une part importante de la production d’électricité outre-mer, avec ses centrales thermiques au charbon et à la bagasse (le résidu fibreux de la canne à sucre) : 30 % en moyenne (hors Mayotte) et même 53 % à La Réunion. EDF SEI estime que la montée en puissance de la biomasse sera le principal contributeur à l’atteinte des objectifs d'énergies renouvelables dans les DOM. En 2014, 59 % de la production électrique d'Albioma provenait du charbon, et jusqu’à 80 % à La Réunion. Mais le potentiel d’amélioration est élevé. Les usines d’Albioma comptent parmi les rares au monde à être capables de brûler indifféremment de la biomasse et du charbon, ce qui devrait permettre de faire tomber la proportion de charbon à 55 % en 2015 et à 20 % en 2023. À elle seule, cette évolution permettrait de faire passer la part des énergies renouvelables dans l’électricité des DOM de 28 % en 2013 à 47 % en 2023. Albioma prévoit d’investir pour cela 350 millions d’euros sur dix ans, à la fois pour remplacer le charbon par de la biomasse dans ses centrales existantes et pour construire de nouvelles centrales 100 % biomasse ; le potentiel de la bagasse étant déjà atteint, il faudra utiliser la paille de canne à sucre et des déchets verts provenant de la collecte sélective et de l’exploitation forestière ; pour démarrer la transition, à la Martinique ou à La Réunion, Albioma utilisera des pellets de bois importés.

#### Corse et départements et régions d'outre-mer
- Corse :
- Guadeloupe :
- Guyane :
- Martinique :
- La Réunion :
- Saint-Pierre-et-Miquelon :

#### Autres collectivités d'outre-mer
- Mayotte :
- Polynésie française :
- Wallis-et-Futuna : l'électricité est fournie au moyen d'une centrale Diesel par la société EEWF (Eau et Électricité de Wallis-et-Futuna), filiale d'Eau et Électricité de Nouvelle-Calédonie (EEC), elle-même filiale de GDF-Suez[145].
- Nouvelle-Calédonie :

### Impact environnemental
L'impact le plus important de la production d'électricité sur l'environnement réside dans les émissions de gaz à effet de serre causées par la combustion de charbon ou de gaz.

#### Émissions de gaz à effet de serre
En 2023, les émissions de gaz à effet de serre liées à la consommation d'électricité s'élèvent à 14,9 MtCO2éq, dont 14,3 Mt dues à la production d'électricité en France (contre 23,2 Mt en 2022) et 0,6 Mt dues aux importations (contre 4,3 Mt en 2022). En prenant en compte les émissions sur le cycle de vie, elles s'élèvent à 20 Mt dues à la production d'électricité en France (contre 29,7 Mt en 2022) et 0,7 Mt dues aux importations (contre 4,8 Mt en 2022). Les émissions de gaz à effet de serre dues à la production d'électricité proviennent surtout des centrales à gaz (11,2 Mt) ; la combustion des déchets ménagers a émis 1,8 Mt, celle du fioul 1,3 Mt et celle du charbon 0,7 Mt.
En 2022, la baisse de la production d'électricité décarbonée, du fait des contraintes pesant sur la production nucléaire et hydraulique, entraine un recours accru aux centrales thermiques, d'où une augmentation des émissions de gaz à effet de serre liées à la production d’électricité, qui ont atteint 25 MtCO2éq contre 21,5 MtCO2éq en 2021, tout en restant inférieures à celles de 2016 et 2017. Ces émissions sont dues surtout aux centrales à gaz (18,5 Mt), à charbon (2,8 Mt), aux déchets ménagers (2 Mt) et au fioul (1,7 Mt). Les émissions dues à la production d’électricité représentent environ 5 % des émissions territoriales en France, contre 19 % au niveau de l’Union européenne ; l'électricité produite en France est parmi les plus décarbonées d'Europe, au troisième rang derrière la Suède et la Finlande.
En 2021, les émissions de CO2 dues à la production d'électricité ont retrouvé leur niveau de 2019, à 18,8 MtCO2e contre 17,1 MtCO2e en 2020, du fait de l’augmentation de 3 % du volume d’électricité produit à partir de moyens fossiles, en particulier de celle à base de charbon qui a progressé de 2,4 TWh par rapport aux niveaux historiquement bas de 2020. Le mix électrique de 2021 est décarboné à 92,2 %, légèrement plus qu'en 2020 (92,1 %) grâce à l'augmentation de la part du nucléaire (69 % contre 67 %) et du solaire (2,7 % contre 2,5 %) et malgré le recul des parts de l'éolien (7,0 % contre 7,9 %) et de l'hydraulique (12,0 % contre 13,1 %). La production d’électricité représentait environ 4,6 % des émissions de gaz à effet de serre en France en 2020, tous secteurs confondus, estimées par le CITEPA à 396 millions de tonnes. L'intensité carbone de la production d'électricité en France est de 36 g/kWh en 2021 (34 g/kWh en 2020), très inférieure à la moyenne européenne : 216 g/kWh et à celle de l'Allemagne : 296 g/kWh en 2020.
En 2020, les émissions de CO2 dues à la production d'électricité ont baissé de 9 %. La crise sanitaire a entrainé une diminution des besoins en électricité, et la production s’est donc significativement ajustée à la baisse. La production d’origine nucléaire a baissé en 2020, passant de 70 % à 67 % en proportion de la production totale d’électricité. Mais cette diminution a été compensée partiellement par les productions d’origine hydraulique, éolienne et solaire qui ont progressé respectivement de +8 %, +17 % et +2 %. La baisse des émissions de CO2 associées à la production électrique constatée en 2020 s‘explique donc directement par la baisse de la production à partir des moyens les plus polluants tels que le charbon et le gaz, production en retrait de 11 %. Les émissions dues à l’autoconsommation (62 % de gaz, 18 % de fioul, 17 % d’incinération de déchets ménagers et 3 % de charbon) sont évaluées à 3,2 Mt de CO2, en baisse de 11 %. Contrairement à d’autres pays européens, la France n’a pas augmenté sa part d’électricité décarbonée de manière significative depuis 1993 (fluctuant entre 90 % et 95 % ; 92 % en 2020), car la production nucléaire baisse progressivement depuis 2005 du fait d’une moindre disponibilité du parc de production (maintenances, visites décennales) ; seule la production solaire et éolienne terrestre progresse depuis vingt ans. La production d’électricité représentait environ 4,8 % des émissions totales de CO2 en France en 2019. Les émissions de CO2 dues à la production d'électricité (hors autoconsommation) s'élevaient à 17,1 Mt en 2020 contre 18,7 Mt en 2019 ; leur principale source est le gaz naturel (13,5 Mt).
En 2019, les émissions de CO2 dues à la production d'électricité ont reculé de 6 %, tombant de 20,4 Mt à 19,2 Mt, niveau proche de celui de 2015, après trois années de hausse due à la conjonction de la baisse de la production nucléaire et de celle de l'hydraulique, puis une chute de 28 % en 2018. Elles proviennent des centrales thermique fossiles pour 17,5 Mt (gaz : 14,8 Mt, charbon : 1,5 Mt, fioul : 1,2 Mt) et des UIOM pour 1,7 Mt ; le recul de 2019 provient surtout des centrales à charbon : −4,1 Mt, en partie compensé par une augmentation des émissions des centrales à gaz : +2,8 Mt.
En 2016, elles avaient augmenté de 21,8 % ; cette remontée découlait de l'augmentation de la production thermique fossile causée par les arrêts pour contrôle de plusieurs réacteurs nucléaires imposés par l'ASN. Ces émissions restaient cependant inférieures de 12 % à celles de 2013 ; on constate depuis 2008 une tendance globale à la diminution de ces émissions, proches à cette époque de 35 Mt.
La production d'électricité est responsable en 2016 de 11 % des émissions due à la combustion d'énergie en France, taux particulièrement bas comparé à la moyenne de l'Union européenne de 34 % et à la moyenne mondiale de 40 %.
Les émissions unitaires de CO2 pour la production d'électricité sont inférieures à 80 g de CO2 par kilowatt-heure en 2017 contre plus de 300 g pour l'Union européenne à 28 ; elles sont élevées dans les pays où la filière charbon est encore importante, comme l’Allemagne : 480 g et la Pologne : 800 g ; seule la Suède fait mieux que la France, grâce à sa production hydroélectrique (45 %) et nucléaire (39 %).
Une centrale électrique à charbon émet 0,87 tCO2/MWh pour une centrale à charbon, tandis qu'une autre à gaz émet 0,36 tCO2/MWht.

#### Autres émissions nocives
- oxydes d'azote, souvent désignés par le terme générique « NOx » : le protoxyde d'azote N2O est un puissant gaz à effet de serre ; parmi les oxydes d’azote, les principaux polluants atmosphériques sont NO et NO2, qui proviennent essentiellement de la combustion des combustibles fossiles ; le NO2 est très toxique, surtout pour les asthmatiques ; par ailleurs, il intervient indirectement dans l'effet de serre ; enfin, NO et NO2 contribuent au phénomène de pluies acides.
- dioxyde de soufre (SO2) : la pollution atmosphérique en dioxyde de soufre issue de l'industrie provient principalement de la consommation de combustibles fossiles ; il est toxique par inhalation ou ingestion ; c'est une des principales causes des pluies acides ;
- particules fines

La directive européenne 96/61/CE du Conseil du 24 septembre 1996 (codifiée par la directive 2008/01/CE du 29 janvier 2008) relative à la prévention et à la réduction intégrées de la pollution, dite IPPC, vise à prévenir et réduire toutes les pollutions chroniques et risques de pollution chronique émises par 50 000 installations européennes estimées les plus polluantes. En France, la directive est transposée dans la législation relative aux installations classées pour la protection de l’environnement (articles L.511-1 et suivants du Code de l'environnement en vigueur depuis le 22 septembre 2000).
Les producteurs d'électricité ont investi des sommes considérables dans la mise aux normes de leurs centrales thermiques ; cependant, la prochaine étape d'abaissement des seuils d'émission de NOx va entraîner la fermeture de la plupart des centrales à charbon françaises.

#### Déchets nucléaires
En France, à partir des critères internationalement reconnus, différents types de déchets ont été définis par l'Autorité de sûreté nucléaire, chacun nécessitant une gestion différente :
- les déchets de haute activité (HAVL) et les déchets de moyenne activité et à vie longue (MAVL) : ce sont principalement les déchets issus du cœur du réacteur, hautement radioactifs ; et dont la radioactivité reste notable pendant des centaines de milliers, voire millions d'années (mais pas à un niveau « hautement radioactif » – à échelle géologique, ces déchets se transforment en « faible activité vie longue » (FAVL)).
- les déchets de faible et moyenne activité à vie courte (FMA-VC) : ce sont principalement les déchets technologiques (gants, combinaisons, outils, etc.) qui ont été contaminés pendant leur utilisation en centrale ou dans une installation du cycle. Leur nocivité ne dépasse pas trois cents ans.
- les déchets de très faible activité (TFA) : ce sont principalement des matériaux contaminés provenant du démantèlement de sites nucléaires : ferraille, gravats, béton… Ils sont peu radioactifs mais les volumes attendus sont plus importants que ceux des autres catégories.

Les déchets de haute activité sous forme chimique solide et stable (généralement des oxydes) dégagent de la chaleur et sont donc entreposés dans des piscines d'eau ou dans des installations ventilées sur les sites de la Hague et de Marcoule.
Un processus de séparation sélective, effectué dans l'usine de la Hague, puis de vitrification produit un volume de colis de déchets hautement radioactifs d'environ 100 m3 par an.
La France n'a pas encore défini de mode de gestion de long terme pour les déchets à haute activité et à vie longue. La loi Bataille du 30 décembre 1991 a organisé les recherches jusqu'en 2006 pour encadrer trois axes de recherche :
1. Transmutation et/ou séparation chimique ;
2. Stockage des déchets radioactifs en couche géologique profonde définitif ou réversible ;
3. Entreposage nucléaire en surface ou subsurface.

Le stockage en couche géologique profonde est étudié par l'Agence nationale pour la gestion des déchets radioactifs (ANDRA).
La loi du 28 juin 2006 confirme ce rôle de l'ANDRA et lui demande d'étudier la mise en service industriel d'un stockage réversible en couche géologique en 2025 (projet Cigéo).
Les deux autres axes de recherche sont confiés par la loi Bataille au CEA jusqu'en 2006. La loi du 28 juin 2006 a confié à l'Andra la responsabilité des études sur l'entreposage nucléaire.
Le projet de centre de stockage profond de déchets radioactifs Cigéo est conçu pour stocker les déchets hautement radioactifs et à durée de vie longue produits par l’ensemble des installations nucléaires actuelles, jusqu’à leur démantèlement, et par le traitement des combustibles usés utilisés dans les centrales nucléaires. Ce principe du stockage profond a été retenu par la loi, après 15 ans de recherche et un débat public, comme seule solution sûre à long terme pour gérer ce type de déchets sans en reporter la charge sur les générations futures. Il est implanté à Bure, dans l’Est de la France, à la limite de la Meuse et la Haute-Marne. Entré en phase pré-industrielle en 2011, le projet Cigéo pourrait accueillir les premiers déchets en 2025 après une série de rendez-vous définis par la loi :
- organisation d’un débat public, prévu en 2013 ;
- dépôt de la demande d’autorisation de création par l’Andra en 2015 ;
- entre 2015 et 2018 :
  - instruction de cette demande par les autorités compétentes et avis des collectivités ;
  - loi sur les conditions de la réversibilité du stockage ;
  - enquête publique ;
  - en fonction des résultats des étapes précédentes, autorisation de création de Cigéo.

Les déchets FMA sont stockés en France sur un site de surface. Ils sont d'abord solidifiés pour éviter la dispersion de la radioactivité, puis enrobés de béton, de résine ou de bitume pour éviter toute possibilité de réaction chimique et bloquer le déchet dans son conteneur. Ils sont finalement placés dans des conteneurs métalliques ou en béton, de bonne résistance mécanique et manipulables sans dispositions particulières de radioprotection.
Les conteneurs sont stockés en surface dans deux sites de l'Andra :
- le Centre de stockage de la Manche, situé sur la commune de La Hague, qui a accueilli les colis de déchets de 1969 à 1994 ; il est aujourd’hui en phase de surveillance[148] ;
- le Centre de stockage de l'Aube situé sur la commune de Soulaines-Dhuys, qui accueille depuis 1992 les déchets français pour environ 40 ans. Sa capacité de stockage est d'un million de mètres cubes. Il est aujourd'hui en phase d'exploitation.

Les déchets TFA, principalement issus du démantèlement, sont compactés et conditionnés en big-bags ou en caissons métalliques. Ils sont rangés dans des alvéoles creusés dans l'argile, dont le fond est aménagé pour recueillir d'éventuelles eaux infiltrées pendant toute la durée du stockage.

### Coûts de production
Les coûts de production sont des informations difficilement accessibles, car relevant du secret commercial. Cependant, dans le secteur électrique, fortement réglementé et contrôlé, les organismes de régulation et de contrôle ont accès à ces données et fournissent des informations assez complètes, voire parfois très détaillées ; c'est le cas en particulier pour le nucléaire et les énergies renouvelables.

#### Nucléaire
La Cour des Comptes a publié le 31 janvier 2012 un rapport très complet, qui fait référence, sur « Les coûts de la filière électronucléaire » ; en 430 pages, il étudie de façon exhaustive tous les aspects de la question, en étudiant les coûts en 2010 ; parmi les informations les plus importantes, on note :
- le coût total de construction des 58 réacteurs actuellement en fonctionnement[CCn 2] : 83,2 milliards d'euros 2010[n 8], plus 12,8 milliards d'euros d'intérêts intercalaires[CCn 3] (intérêts payés pendant la période de construction sur les emprunts contractés pour son financement), soit au total 96 milliards d'euros 2010 ; il conviendrait d'y ajouter les investissements de maintenance (remplacements de composants tels que les générateurs de vapeur, etc.), mais la Cour n'en a pas trouvé d'inventaire exhaustif et cite seulement leurs montants annuels, qui croissent rapidement de 584 M€ (€ 2010) en 2003 à 1 748 M€ en 2010[CCn 4] ;
- le coût du combustible nucléaire : 5,23 €/MWh[CCn 5] ; ce coût inclut, en plus des achats, à AREVA ou à d'autres fournisseurs, d'assemblages combustibles prêts à l'utilisation, le coût de portage du stock, c'est-à-dire le coût financier de l'immobilisation de trésorerie que représente le combustible en réacteur et le stock de sécurité (4 ans de consommation au total) ; par contre, il ne comprend pas les coûts de l'aval du cycle (retraitement, stockage de longue durée), examinés plus loin ; on peut remarquer que le coût de combustible ne représente qu'une part modeste dans le coût complet du kilowatt-heure ; de plus, il comprend une part majoritaire de valeur ajoutée sur le sol français (fluoration, enrichissement, fabrication des assemblages) : le poids des importations de minerais est donc très faible ;
- le total des charges d'exploitation (combustible, personnel, sous-traitance, impôts et taxes, coûts centraux) : 22 €/MWh[CCn 6] ;
- les coûts prévisionnels de démantèlement : 18,4 Mds €[CCn 7] (cumul sur l'ensemble du parc, calculé par EDF selon la méthode des coûts de référence) ; la Cour compare cette évaluation avec des évaluations faites par d'autres pays et remarque que celle d'EDF est la plus faible ; EDF répond que ces évaluations ne sont guère comparables, soit parce que les centrales ne sont pas de la même filière, soit surtout parce qu'il s'agit de centrales construites en un ou deux exemplaires pour un exploitant régional (cas des États-Unis), alors que les réacteurs français, construits en série selon la méthode des paliers, permettront des économies substantielles grâce à l'effet de série ;
- les coûts prévisionnels de gestion des combustibles usés : 14,8 Mds €[CCn 8] ;
- les coûts prévisionnels de gestion des déchets : 23 Mds €[CCn 9] ;
- les coûts de l'EPR[CCn 10] : estimé fin 2008 par EDF à 54,3 €/MWh pour un EPR de série ; pour celui de Flamanville, tête de série pénalisée par de multiples problèmes et surtout par un allongement extrême de sa durée de construction, accroissant considérablement les intérêts intercalaires, le coût complet est évalué entre 70 et 90 €/MWh ; la réévaluation du cout de la centrale de 8,5 à 10,5 Milliards d'euros en 2015 laisse à penser que le coût du mégawatt-heure de cette centrale sera encore plus élevé[149] ;
- le coût complet du nucléaire[CCn 11] : entre 33,1 et 49,5 €/MWh selon quatre méthodes d'évaluation différentes, la plus basse étant un coût comptable abaissé par l'amortissement avancé des centrales actuelles, la plus élevée résultant d'une approche économique plus représentative du coût à long terme de l'ensemble du parc existant. En prenant en compte le programme d'investissements annoncé par EDF depuis 2010 et renforcé après l'accident nucléaire de Fukushima, le coût complet atteindrait selon la Cour 54,2 €/MWh[CCn 12].

Le rapport insiste beaucoup sur les nombreuses incertitudes qui pèsent sur les estimations de coûts prévisionnels ainsi que sur l'évolution future des coûts, en particulier ceux d'investissement. Il note cependant que les incertitudes sur les coûts de démantèlement et les dépenses de fin de cycle pèsent peu sur le coût global futur du nucléaire, qui dépendra beaucoup plus des décisions stratégiques qui seront prises sur :
- la durée de vie des réacteurs actuels : 40 ans ou 60 ans ; la plupart des réacteurs construits aux États-Unis avant ceux du parc français actuels ont déjà été autorisés à poursuivre leur exploitation jusqu'à 60 ans ; une telle décision permettrait bien évidemment des économies d'investissement considérables ;
- le choix des filières qui remplaceront le parc actuel : 3e génération (EPR) ou 4e génération (réacteur à neutrons rapides refroidi au sodium, réacteur nucléaire à sels fondus, etc.).

La Cour des Comptes a publié le 27 mai 2014, sur demande de l'Assemblée Nationale, un rapport d'actualisation de ses évaluations de 2012 : il en résulte que l'estimation du « coût courant économique » du nucléaire a augmenté de 21 % en trois ans, passant de 49,6 €/MWh en 2010 à 59,8 €/MWh en 2013 (+16 % en euros constants) ; cette augmentation est presque entièrement due à l’évolution des charges, en particulier des investissements de maintenance, qui représente plus de la moitié de l'augmentation totale ; les autres charges ont augmenté d'environ 10 %, soit +5 % en euros constants ; le programme dit de « grand carénage » d'EDF prévoit de mener pour 55 milliards d'euros de travaux de maintenance et de modernisation de ses 58 réacteurs nucléaires, d'ici 2025, pour améliorer leur sûreté et pouvoir prolonger leur durée de vie au-delà des 40 ans initialement prévus. La Cour insiste sur sa recommandation au gouvernement de prendre position sur le prolongement de la durée d'exploitation des réacteurs au-delà de quarante ans, car l'évolution future du coût du nucléaire dépendra avant tout de ce facteur, alors qu'aux États-Unis 73 réacteurs ont déjà reçu l'autorisation d'aller jusqu'à soixante ans.

#### Énergies renouvelables

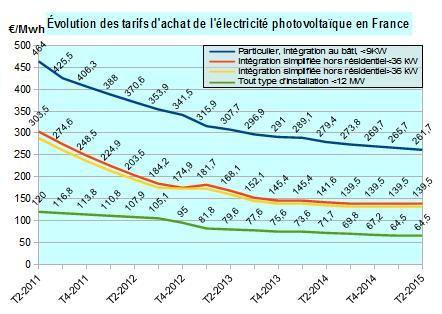
Évolution des tarifs d'achat de l'électricité photovoltaïque en France (source des données : Commission de régulation de l'énergie).

Un autre rapport de la Cour des Comptes, publié en juillet 2012 pour examiner les suites données aux recommandations sur la CSPE de son rapport public annuel de 2011, fournit un panorama très complet des coûts de ces énergies (du moins, indirectement à travers les prix auxquels les opérateurs - EDF en particulier - sont légalement obligés de les acheter - à comparer aux prix du marché de gros, qui fluctuent aux alentours de 50 €/MWh, autrement dit 5 c/kWh) :
- éolien[CCc 2] : 8,5 c/kWh (soit 85 €/MWh) pendant dix ans pour les éoliennes terrestres, 23 c/kWh (soit 230 €/MWh) pour les éoliennes en mer ;
- photovoltaïque[CCc 3] : 288,5 à 464 €/MWh pour les toitures résidentielles, 288,5 à 402 €/MWh pour les toitures non-résidentielles ;
- biomasse[CCc 4] : 4,34 c/kWh + 7,7 à 12,5 c de prime d'efficacité ;
- biogaz[CCc 4] : 8,12 c/kWh à 9,745 c + prime d'efficacité de 0 à 4 c ;
- méthanisation[CCc 5] : 11,2 à 13,37 c/kWh + primes de 0 à 6,6 c ;
- petite hydraulique[CCc 6] : 6,07 c/kWh + prime de régularité 0,5 à 1,68 c ;
- géothermie[CCc 2] : 20 c/kWh + prime d'efficacité de 0 à 8 c (DOM : 13 c + prime de 0 à 3 c) ;
- cogénération[CCc 7] : 8 à 13 c/kWh selon le prix du gaz ; la cogénération, production simultanée de chaleur et d'électricité, bien que ne relevant pas a priori des énergies renouvelables, est considérée comme un procédé bénéfique pour l'environnement parce qu'il permet d'atteindre des rendements élevés, donc d'économiser l'énergie (économie de l'ordre de 35 %) ; la chaleur est souvent utilisée pour alimenter un réseau de chaleur, ou pour un process industriel ou autre : de nombreux hôpitaux ont une centrale de cogénération.

Le graphique ci-joint présente l'évolution des tarifs d'achat du solaire photovoltaïque depuis le 2e trimestre 2011 : en deux ans et demi, le tarif particuliers (inférieur à 9 kW, intégration au bâti) a baissé de 37,3 % et celui qui s'applique aux installations à intégration simplifiée au bâti, hors résidentiel (inférieur à 36 kW) de 52,1 %.
D'après une étude de 2015 de l'Agence de l'environnement et de la maîtrise de l'énergie (Ademe), la production d'énergie renouvelable dans l'Hexagone pourrait potentiellement atteindre 1 268 TWh par an, toutes filières vertes confondues (éolien, solaire, biomasse, géothermie, hydraulique, énergies marines), soit trois fois la demande annuelle d'électricité prévue au milieu du siècle : 422 TWh ; un choix énergétique avec 100 % d'énergies renouvelables serait à peine plus coûteux qu'une combinaison avec 50 % de nucléaire et 40 % de renouvelable. Damien Siess, directeur adjoint à la production et aux énergies durables de l'Ademe, déclare au Monde que « Les renouvelables sont aujourd'hui plus chères que le nucléaire, mais leur coût ne cesse de baisser. C'est l'inverse pour le nucléaire, qui est aujourd'hui peu cher mais dont le coût est à la hausse, en raison notamment des normes de sécurité exigées pour les nouveaux réacteurs comme l'EPR. » Le délégué général de l'Union française de l'électricité, Jean-François Raux, juge que l'étude n'est pas mal faite, mais que ce scénario « ne règle pas la question de la stratégie bas carbone pour le système énergétique global, puisqu'il ne porte que sur l'électricité ».
En mars 2017, le quatrième appel d'offres photovoltaïque lancé par la Commission de régulation de l'énergie (CRE) a obtenu un prix moyen d'achat de l'électricité autour de 62,5 €/MWh pour des centrales au sol, prix nettement inférieur à celui de l'éolien, d'environ 80 €/MWh.

#### Financement des énergies renouvelables
Comme le montrent les prix cités ci-dessus, la plupart des énergies renouvelables avaient initialement un coût très supérieur au prix du marché de gros. Leur développement n'est donc possible, au moins dans une phase d'amorçage, que moyennant un système de subventions. En France, comme dans la plupart des pays européens, le système de financement public qui a été choisi repose sur une obligation d'achat imposée par la loi aux fournisseurs d'électricité, à des tarifs d'achat fixés par décret, avec en compensation un dédommagement égal au surcoût de ces tarifs par rapport aux prix de marché. Le gouvernement a choisi, vu l'état précaire des finances publiques, de financer ces dédommagements non par l'impôt, mais par un supplément de prix prélevé sur les factures d'électricité, dénommé Contribution au service public de l'électricité (CSPE) ; créée par la loi no 2003-8 du 3 janvier 2003 relative aux marchés du gaz et de l'électricité et au service public de l'énergie, la CSPE poursuit également plusieurs autres objectifs : compensation des surcoûts de production dans les ZNI (zones non interconnectées, à savoir la Corse et l'Outre-Mer), de ceux de la cogénération, des tarifs sociaux.
Au début de 2010, à la suite de la flambée des demandes d'achat d'électricité photovoltaïque reçues par EDF en novembre-décembre 2009, le gouvernement a décrété un moratoire des demandes d'achat, puis, sur la base d'un rapport de l'Inspection Générale des Finances (IGF), a adopté à l'automne 2010 une série de mesures qui ont globalement réussi à assainir la filière.
Dans son rapport annuel public 2011, la Cour des Comptes consacrait un chapitre à la CSPE, constatant son insuffisance pour couvrir les surcoûts imposés aux producteurs d’électricité (fin 2010, le déficit cumulé atteignait 2,8 Mds € et pesait sur le fonds de roulement d’EDF) ; elle formulait plusieurs recommandations, en particulier : réexaminer le financement du soutien au développement des énergies renouvelables et des autres charges du service public de l’électricité, par le consommateur d’énergie et non par le consommateur d’électricité uniquement. En effet, le dispositif actuel, faisant supporter le surcoût des EnR aux seuls consommateurs d'électricité, affaiblit la compétitivité de cette énergie par rapport aux énergies émettrices de gaz à effet de serre, ce qui va directement à l'encontre du but poursuivi. Dans l'idéal, la CSPE devrait être affectée aux factures de gaz et de produits pétroliers et non à l'électricité.

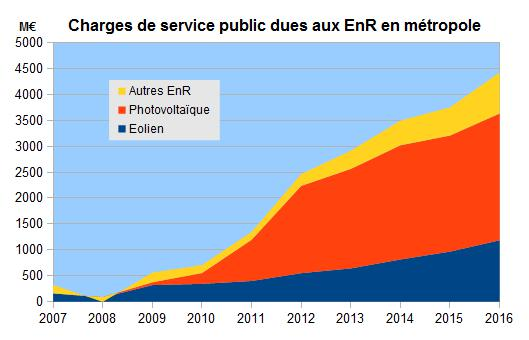
Charges de service public dues aux énergies renouvelables en métropole

Les surcoûts des EnR, que la CRE désigne comme « charges de service public dues aux contrats d’achat d’EnR », sont passés de 323 M€ en 2007 à 3 156 M€ en 2013 ; la CRE, dans sa proposition pour 2015, estime qu'ils atteindront 3 722 M€ en 2014 et 4 041 M€ en 2015, dont 62 % pour le photovoltaïque.
Le détail des surcoûts découlant des achats d'EnR est le suivant :
| M€ | 2007  | 2008  | 2009  | 2010  | 2011    | 2012    | 2013    | 2014pr  | 2015pr  | % 2015 |
| --- | ----- | ----- | ----- | ----- | ------- | ------- | ------- | ------- | ------- | ------ |
| Éolien | 158,8 | 80,9  | 319,2 | 343,4 | 399,7   | 550,0   | 641,8   | 854,6   | 966,5   | 25,8   |
| Photovoltaïque | 1,1   | 7,8   | 54,3  | 208,9 | 794,9   | 1 683,2 | 1 919,9 | 2 146,6 | 2 239,7 | 59,7   |
| Hydraulique | 111,3 | −70,0 | 115,5 | 80,7  | 151,8   | 228,4   | 351,4   | 459,2   | 545,3   | 14,5   |
| Biomasse | 16,6  | 9,2   | 20,9  | 29,5  | 151,8   | 228,4   | 351,4   | 459,2   | 545,3   | 14,5   |
| Biogaz | 10,1  | 4,3   | 25,1  | 30,0  | 151,8   | 228,4   | 351,4   | 459,2   | 545,3   | 14,5   |
| Incinération o.m.*                                                                                                   | 24,6  | −37,0 | 26,0  | 13,5  | 151,8   | 228,4   | 351,4   | 459,2   | 545,3   | 14,5   |
| Total charges EnR | 322,5 | −4,9  | 561,1 | 706,7 | 1 346,4 | 2 461,6 | 2 913,1 | 3 460,4 | 3 751,5 | 100,0  |
| * Incinération o.m. : Incinération des ordures ménagères. Sources : 2007-2010 : Cour des Comptes ; 2011-2013 : CRE,. |       |       |       |       |         |         |         |         |         |        |

Pour compléter ces données, les charges EnR des zones non interconnectées pour 2015 sont estimées à 289,8 M€, dont 270,3 M€ pour le photovoltaïque.
Au total, sur la France entière, les charges 2013 dues aux EnR atteignaient 3 156,1 M€, dont 2 143,7 M€ pour le photovoltaïque, soit 68 % ; en 2014, elles passeront à 3 722,5 M€, dont 2 393 M€ de photovoltaïque, soit 62 %, et en 2015 à 4 041,4 M€, dont 2 510 M€ de photovoltaïque, soit 62,1 %.
Les coûts d'achat moyen par EDF (environ 90 % du total) pour les diverses EnR sont en 2010, 2011 et 2012 :
| €/MWh          | 2010  | 2011  | 2012  | variation 2012/10 |
| Éolien         | 84,1  | 85,3  | 87,4  | +3,9 %            |
| Photovoltaïque | 538,2 | 519,3 | 498,1 | −7,5 %            |
| Hydraulique    | 60,2  | 64,4  | 63,4  | +5,3 %            |
| Biomasse       | 98,4  | 107,3 | 119,1 | +21,0 %           |
| Biogaz         | 86,1  | 92,6  | 102,6 | +19,2 %           |
| Incinération   | 52,7  | 53,6  | 55,9  | +6,1 %            |

Les coûts moyens d'achat ci-dessus intègrent l'ensemble des contrats signés depuis la création du système ; ils sont donc différents des tarifs appliqués aux nouvelles installations, en particulier pour le photovoltaïque, dont les tarifs baissent : au 4e trimestre 2013, le tarif d'achat est de 29,1 c€/kWh (291 €/MWh) pour une installation intégrée au bâti.
En comparaison, les prix de marché utilisés pour calculer les surcoûts étaient en moyenne de 47,9 €/MWh en 2010, 48,5 €/MWh en 2011 et 45,5 €/MWh en 2012 mais ils ont atteint 82,45 €/MWh en février 2012 contre 38,96 €/MWh en mai 2012.
L'accroissement du surcoût des énergies renouvelables est très rapide ; les prévisions pour 2020 sont de 6,5 (EDF) à 8,4 milliards d'euros (CRE), dont :
- éolien terrestre : 926 à 1 291 M€ ;
- éolien en mer : 1172 à 2 572 M€ ;
- photovoltaïque : 2080 à 2 778 M€ ;
- biomasse + biogaz : 1196 à 1 667 M€.

Le montant de la CSPE était de 10,5 €/MWh au 2e semestre 2012 ; 13,5 €/MWh en 2013, 16,5 €/MWh en 2014 et 19,5 €/MWh en 2015, alors que le montant prévisionnel calculé par la CRE était de 25,93 €/MWh ; mais la loi plafonnant ses augmentations à 3 €/MWh par an, il est passé à 19,5 €/MWh.
Le prix moyen toutes taxes comprises de l'électricité en France pour les ménages consommant entre 2 500 et 5 000 kWh au premier semestre 2014, tiré de la base de données d'Eurostat, était de 15,85 c€/kWh ; la CSPE de 16,5 €/MWh, soit 1,65 c€/kWh, en vigueur en 2014 représentait donc 10,4 % de la facture moyenne, et les 10 €/MWh relatifs au photovoltaïque représentent 6,3 % de la facture ; en 2015, la CSPE de 19,5 €/MWh représentera environ 11,8 % de la facture moyenne ; selon la CRE, la CSPE représentera en moyenne, pour l'ensemble des ménages, 15 % de la facture d'électricité en 2015, etla part des énergies renouvelables dans la CSPE 2015 sera de 10,97 €/MWh.
En Allemagne, où l'EEG-Umlage, équivalent de la CSPE (mais consacrée uniquement au financement du surcoût des EnR) atteint 53 €/MWh depuis le 1er janvier 2013, ce qui représente un coût de 20 milliards d'euros par an pour les consommateurs d'électricité, les négociations pour la formation d'un gouvernement d'union CDU-SPD s'orientent vers une révision en baisse des objectifs de production d'éolien en mer pour 2020 à 6,5 GW au lieu de 10 GW, et vers une réduction des aides à l'éolien terrestre et aux autres énergies renouvelables, qui seront réorientées vers un système de primes qui remplacerait le système actuel de prix d'achat garanti : les producteurs de ces énergies vendront leur électricité sur le marché et recevront une prime au kilowatt-heure ; la chancelière Angela Merkel a déclaré : « Nous devons surtout freiner l'explosion des coûts. ».
Le commissaire européen à la Concurrence Joaquin Almunia a présenté le 9 avril 2014 un projet de "nouvelles lignes directrices concernant les aides d’État à la protection de l'environnement et de l'énergie " destiné à mettre fin progressivement au régime dérogatoire à la règle de la libre concurrence qui interdit les aides d'état, dont bénéficiaient les énergies renouvelables afin de favoriser leur montée en puissance ; la Commission estime que ce système a fait son temps, a rempli son objectif puisque les énergies renouvelables assurent désormais 14 % de l'approvisionnement énergétique européen, et a provoqué des « bulles » et des abus, notamment du fait des tarifs garantis pour le photovoltaïque. Elle propose donc pour la période 2014-2020 :
- d'interdire le système de prix garantis pour toutes les installations solaires de plus de 500 kW et éoliennes de plus de 3 MW ;
- de privilégier désormais un système d'appel d'offres sans discrimination entre énergies renouvelables (le solaire l'emportera dans les régions ensoleillées, l'éolien dans les régions ventées, la biomasse dans les régions forestières, etc.) afin de réintégrer l'électricité verte dans les mécanismes de marché ;
- des régimes plus souples mais complexes sont prévus pour les technologies non matures ;
- les soutiens aux biocarburants de première génération seront interdits à l'horizon 2020 ;
- de maintenir le régime dérogatoire dont bénéficient les industries les plus énergivores pour plafonner leur contribution au financement des énergies renouvelables : 65 secteurs (ciment, aluminium, etc.) ; au terme d'un intense lobbying, les électro-intensifs allemands ont obtenu le maintien du volume d'exemption à la taxe sur les énergies renouvelables (EEG) qui s'élèvera cette année à 5 milliards d'euros ; le ministre de l’Économie et de l’Énergie, Sigmar Gabriel, a déclaré que « cela représente un coût de 40 euros par an pour un ménage de trois personnes, mais le maintien de plusieurs centaines de milliers d'emplois ». La France a demandé une période d'adaptation jusqu'à 2018.

À compter du 1er janvier 2016, le système des tarifs d’achat réglementés dont bénéficient les énergies renouvelables va disparaître, pour faire place à un dispositif de vente sur le marché, assorti d’une prime ; ce nouveau dispositif, imposé par Bruxelles, s’appliquera aux installations de puissance installée supérieure à 500 kilowatts, hors filières émergentes comme l’éolien en mer ; l’éolien terrestre bénéficiera d’un délai supplémentaire, probablement de deux ans ; le solaire photovoltaïque, qui dépend des appels d’offres pour les grandes centrales, sera concerné dès 2016, ainsi que la biomasse, la géothermie et le biogaz. Pour vendre leur électricité sur le marché, de nombreux producteurs d’énergie verte vont devoir se tourner vers un intermédiaire : l’agrégateur, car les producteurs doivent fournir des prévisions, et subissent des pénalités en cas d'erreur ; or, dans les renouvelables, il est difficile d’établir des estimations fiables, surtout pour les petits producteurs ; les agrégateurs, qui achètent de l’électricité à plusieurs producteurs, voient leurs risques d’erreur minimisés grâce à la diversification de leur portefeuille. Parmi les agrégateurs, outre EDF et Engie, les acteurs allemands vont mettre à profit leur expérience.
En mai 2022, alors que la flambée des prix de l'électricité permet aux producteurs d'électricité renouvelable de réaliser des surprofits, la Direction générale de l'Énergie et du Climat (DGEC) annonce un déplafonnement unilatéral de l'ensemble des contrats solaires ou éoliens qui plafonnaient les montants que les producteurs devaient reverser à l'État, en cas d'envolée des prix de l'électricité. Cela concerne 15 à 20 % des contrats passés par l'État avec la filière, qui stipulent que les producteurs reversent à l'État leurs profits réalisés lorsque les prix de marché dépassent le prix cible du contrat, mais seulement dans la limite des subventions qu'ils ont déjà perçues. Cette décision devait rapporter un revenu estimé à 31 milliards d'euros pour les finances publiques au titre de 2022 et 2023. L'article 38 de la loi de finance qui modifie ces contrats prévoit de fixer un prix seuil à partir duquel les producteurs pourraient garder les surprofits réalisés, tout ce qui dépassait de ce niveau étant réservé à l'État. Mais l'arrêté d'application pris par le gouvernement en décembre 2022 fixe ce prix seuil à 44,78 euros, niveau jugé trop bas par les intéressés, selon qui aucun tarif de référence des contrats concernés n'est aussi bas. En mars 2023, les trois syndicats professionnels des énergies renouvelables, du solaire et de l'éolien déposent devant le Conseil d'État une requête en annulation de cet arrêté.

### Scénarios à long terme
Le 22 octobre 2015, l'Agence de l'environnement et de la maîtrise de l'énergie a publié une étude présentant 14 scénarios à l'horizon 2050 avec des parts d'énergies renouvelables (EnR) allant de 40 à 100 % ; le coût de l’électricité passerait de 103 €/MWh en supposant 100 % d’EnR avec un accès facilité au capital à 138 €/MWh avec 80 % d’EnR, coûts élevés et acceptabilité restreinte. Le scénario central avec 100 % d'EnR en 2050 (63 % d'éolien, 17 % de solaire, 13 % d'hydraulique, 7 % d'autres EnR : géothermie, biomasse, énergies marines) aboutirait à un coût d'électricité de 119 €/MWh, à peine supérieur aux 117 €/MWh du scénario avec 40 % d'EnR et 55 % de nucléaire. Pour arriver à ce résultat, les auteurs de l'étude ont supposé que le coût du nucléaire passerait à 80 €/MWh contre 42 €/MWh en 2015 et que celui des EnR baisserait fortement : 60 €/MWh pour le solaire au sol, 107 €/MWh pour les éoliennes en mer flottantes. La consommation d'électricité est supposée baisser de 465 TWh en 2014 à 422 TWh en 2050. La gestion de l’intermittence des EnR serait résolue par plusieurs moyens : l’intelligence des systèmes (par exemple : recharge des appareils électriques au moment où le soleil brille), le stockage intrajournalier utilisant des batteries ou des moyens hydrauliques (stations de transfert d’énergie par pompage), et le stockage intersaisonnier à l’aide du power to gaz (transformation de l’électricité en gaz).
Selon le blog du journaliste scientifique Sylvestre Huet, cette étude est critiquable pour sa méthode (simulation d'un parc théorique, sans prise en compte du parc existant antérieurement ni du cheminement pour arriver à ce parc théorique), sur les coûts d'investissement hypothétiques ou irréalistes, sur l'hypothèse d'une réduction de la consommation d'électricité à 422 TWh en 2050 contre 474 TWh en 2014 (corrigé des écarts de température) alors que des hypothèses contradictoires donnent 12 % de croissance de la population, plusieurs millions de voitures électriques en circulation, des exportations d'excédents de production éolienne et solaire qui pourraient, selon ces hypothèses, atteindre 16 GW alors que les pays voisins seraient eux aussi en excédents simultanément, et les rendements des dispositifs de stockage seraient surestimés.

## Ajustement offre-demande

### Présentation générale

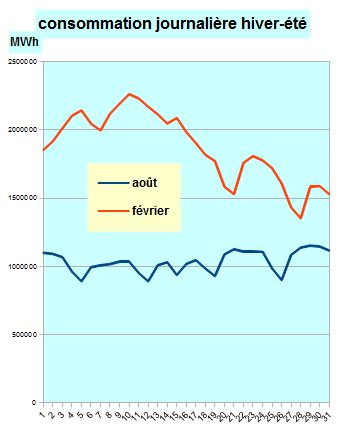
Consommations journalières en France un mois d'hiver (février 2012) et un mois d'été (août 2012). Source : RTE.

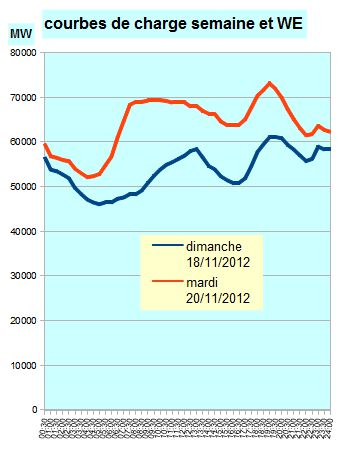
Courbes de charge d'un jour de semaine et d'un jour de week-end en France (puissances instantanées en mégawatts). Source : RTE.

L'électricité ne se stocke pas en tant que telle, et les dispositifs de stockage indirects existants (batteries, STEP, etc.) sont coûteux ou peu performants ; il est donc nécessaire d'équilibrer en permanence, en temps réel, l'offre et la demande : les groupes de production doivent à chaque instant adapter leur production à la puissance appelée par les consommateurs.
L'entité responsable de cet équilibrage, fonction tout à fait essentielle pour le système, est RTE, en particulier à travers le Centre national d'exploitation système (CNES ou « dispatching » national).
La consommation d'électricité varie en fonction de plusieurs paramètres, dont les deux principaux sont :
- la période de l'année, avec trois cycles :
  - un cycle annuel, avec une pointe de consommation en janvier ou février et un creux au 15 août ; le graphique hiver-été montre l'ampleur de cette variation saisonnière,
  - un cycle hebdomadaire, comprenant cinq jours ouvrables assez semblables et un week-end où la consommation est nettement plus basse ; ces creux des week-ends sont très visibles sur le graphique hiver-été ; le graphique semaine-weekend permet de visualiser de façon plus précise la différence de forme de courbe de charge entre un jour de semaine et un dimanche,
  - un cycle journalier, avec une pointe le matin vers 9 h et une deuxième le soir vers 19 h : le graphique semaine-weekend fait bien apparaître ces deux pointes ;
- la température, dont les variations se traduisent par des modifications de l'utilisation du chauffage électrique en hiver ou de la climatisation en été ;
- la nébulosité (taux de couverture nuageuse), en modifiant les effets du rayonnement solaire dans les habitations a également une influence sur l'utilisation de l‘éclairage et sur le chauffage.

La consommation est aussi affectée par l'activité économique (diminution en temps de crise, creux les week-ends ou lors de vacances), et par les offres commerciales d'effacement incitant certains clients à réduire leur puissance électrique consommée. Des événements exceptionnels peuvent perturber le profil de la consommation (intempéries, grands événements sportifs), mais leur impact précis reste difficile à prévoir.
La prévision de la consommation pour le lendemain est d'abord construite à partir d'un historique des consommations journalières.
Sur la base de cette prévision, un processus similaire à des enchères est organisé chaque jour : les producteurs d'énergie communiquent leurs propositions de prix pour chacune de leurs centrales (du moins les grosses centrales dites "dispatchables", c'est-à-dire dont la production peut être modulée en fonction de la demande) et pour chaque demi-heure de la journée suivante. Ces prix sont fixés par les producteurs, au moins en théorie, sur leur coût marginal (pour l'essentiel : coût de combustible).

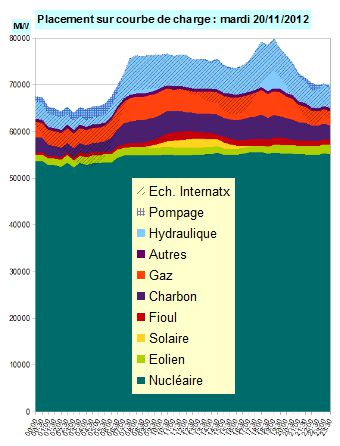
Placement des centrales sur la courbe charge en France le mardi 20 11 2012 (en hachures : exportations et pompage).

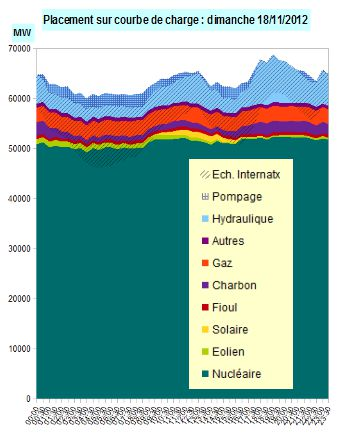
Placement des centrales sur la courbe charge en France le dimanche 18 11 2012 (en hachures : exportations et pompage)RTE.

Le dispatching national effectue alors le « placement des centrales sur la courbe de charge », qui consiste, pour chaque demi-heure, à empiler les centrales par ordre de prix croissant (préséance économique, en anglais merit order), jusqu'à couverture complète de la demande prévisionnelle. Le prix du kilowatt-heure pour chaque demi-heure est celui de la dernière centrale ainsi placée : toutes les centrales seront rémunérées à ce prix. À la base du diagramme sont placées les centrales à production fatale (laquelle serait perdue si on ne l'utilisait pas immédiatement) : hydraulique au fil de l'eau, éoliennes, solaire ; ensuite vient le nucléaire, dont le coût marginal est très bas : 5,23 €/MWh et dont le fonctionnement est rigide : durée de démarrage supérieure à un jour, modulation de puissance limitée à quelques pourcents ; puis viennent les centrales thermiques charbon et gaz, classées en fonction du coût de leur combustible ; en dernier viennent les centrales dites « de pointe », les plus souples mais plus coûteuses : turbines à combustion, centrales hydroélectriques à réservoir et centrales de pompage-turbinage.
Les graphiques ci-contre donnent des exemples réels de placement sur courbe de charge : un mardi et un dimanche ; le choix s'est porté sur des jours froids (hiver), de façon que tous les moyens de production se voient bien sur les graphiques ; sur un jour plus moyen, il serait beaucoup moins fait appel aux centrales charbon, fioul et gaz, surtout le dimanche. La production totale ne couvre pas seulement la consommation finale française, mais aussi les exportations et le pompage (figurés par des hachures et des quadrillages) ; on note que le pompage, limité aux heures creuses en semaine, s'étend à la plus grande partie de la journée le dimanche.

### Intégration des énergies intermittentes
Certaines énergies renouvelables présentent un caractère intermittent : leur production varie fortement en fonction des conditions météorologiques, voire s'arrête complètement pendant des durées pouvant dépasser une semaine : c'est le cas de l'éolien et du solaire, ainsi que, dans une moindre mesure, de l'hydroélectricité au fil de l'eau.
L'intégration de ces sources d'énergies dans le système électrique nécessite des dispositifs de régulation pour compenser ces variations : stockages (barrages hydroélectriques, centrales de pompage-turbinage, batteries, hydrogène, etc.), contrats d'effacement, smart grids, centrales de pointe telles que les turbines à combustion.
En 2023, la puissance installée des centrales de pompage-turbinage (STEP) atteint 5,1 GW. Celle des batteries atteint 807,4 MW contre 490,7 MW en 2022 et 316 MW en 2021. Leur contribution à la flexibilité du système électrique se concentre sur l’échelle intra-journalière, puisque ces moyens permettent d’absorber le surplus d’énergie produite au cours de l’après-midi ou de la nuit et de le restituer au moment des pics de consommation du matin et du soir. Les STEP hebdomadaires, grâce à leurs stocks de volumes plus larges, peuvent également être utilisées pour déplacer une partie de l’énergie produite au cours du week-end vers les jours de semaine. Elles peuvent également contribuer à lisser les variations de production éolienne au cours d’une semaine donnée.
En 2021, le parc de stockage par batteries atteint 456 MW dont 106 MW sur le réseau de transport (RTE). Les batteries stationnaires installées en France participent essentiellement à la fourniture de certaines réserves de court terme, notamment la réserve primaire. Les scénarios du rapport Futurs énergétiques 2050 de RTE prévoient plusieurs dizaines de gigawatts de batteries installées à l’horizon 2050 et l'utilisation de l’hydrogène produit par électrolyse ou du méthane de synthèse en tant que stockage d’énergie pour fournir de la flexibilité au système sur des échéances au-delà de la semaine ; dans le scénario sans nouveau nucléaire, 30 GW de nouvelles capacités thermiques alimentées par ces combustibles décarbonés seraient nécessaires pour assurer la sécurité d’approvisionnement.
L'expérimentation RINGO, dont la mise en service est prévue de juin 2021 à juin 2022 (selon les sites) consiste à piloter automatiquement un réseau de batteries pour stocker localement les excédents de production du parc éolien de Bellac (Haute-Vienne) : le parc a une capacité maximale de 110 MW alors que la ligne qui évacue sa production a une capacité maximale de 100 MW ; la batterie de Bellac, d'une capacité de 30 MWh, peut stocker les 10 MW excédentaires pendant les pics de vent. Simultanément, deux autres batteries situées en Vingeanne (Côte d’Or) et à Ventavon (Hautes-Alpes), proches de parcs éoliens et solaires, déchargent leur électricité sur le réseau pour compenser. Le système s’appuie sur des données numériques reçues en temps réel à partir des sites de productions renouvelables et sur l’état du réseau ; un algorithme national prépare les séquences de stockage/déstockage par anticipation et un automate local pilote en temps réel.
EDF annonce en mars 2018 un programme de huit milliards d'euros pour développer dans le monde 10 GW de nouvelles capacités de stockage d'ici à 2035, dont 6 GW pour le soutien au réseau électrique, en particulier avec des stations de pompage (STEP) telles que le projet de 1 GW qu'il envisage sur la Truyère, ainsi qu'avec des batteries géantes telles que celle de Mac Henry aux États-Unis et celle de West Burton (49 MW) au Royaume-Uni. Le deuxième axe de développement (4 GW) concerne les batteries à installer chez les clients particuliers ou entreprises pour optimiser l'autoconsommation d'énergie photovoltaïque, pour laquelle il a déjà lancé des offres en France, en Italie, au Royaume-Uni et en Belgique, ou encore la vente ou la location de kits solaires avec batteries en Afrique.
Selon une étude publiée en juin 2015 par le think tank allemand Agora Energiewende, les centrales nucléaires françaises présentent assez de flexibilité pour que la France intègre 40 % d'électricité renouvelable dans son mix énergétique d'ici à 2030. Les réacteurs les plus anciens, comme ceux de Fessenheim, ne sont pas techniquement capables d'assurer un suivi de charge pour abaisser leur puissance, mais les réacteurs plus récents sont équipés pour ce faire. L'analyse de la courbe de production des centrales indique que le parc nucléaire français peut déjà moduler sa puissance de façon très importante plusieurs fois par semaine. Ainsi, en juin 2013, il a pu réduire sa puissance jusqu'à 40 % (17 GW) en quelques heures, alors que la courbe de charge était déjà basse, autour de 45 GW, comme c'est le cas en été ; les 58 réacteurs français totalisent une puissance installée de 63,1 GW. Le système électrique français dispose en outre d'un important potentiel de flexibilité, grâce à sa capacité hydraulique installée, la plus importante en Europe après celle de la Norvège ; s'y ajoutent d'autres options disponibles, comme les échanges transfrontaliers, la gestion de la demande, le stockage voire l'écrêtement de la production d'origine renouvelable. Incorporer 40 % de renouvelables en France implique un redimensionnement du parc nucléaire et une modification de son exploitation de court terme vers un régime davantage flexible.
La flexibilité du nucléaire peut atteindre 21 GW : chaque réacteur peut baisser sa production deux fois par jour jusqu'à 20 % de sa puissance, et ce, en une demi-heure ; les réacteurs disponibles fonctionnent habituellement à pleine puissance, mais peuvent baisser leur puissance en tant que de besoin, par exemple lorsque la production éolienne ou solaire est particulièrement élevée ; en cumulant des baisses sur plusieurs réacteurs, on peut atteindre dans la quasi-totalité des cas une capacité de modulation de plus de 20 GW ; l'objectif est d'avoir toujours deux réacteurs sur trois capables de manœuvrer, sachant que la marge de manœuvre est plus faible pour les réacteurs qui sont proches de leur arrêt-rechargement.
En janvier 2020, la start-up vendéenne Lhyfe, fondée en 2017, lève huit millions d'euros auxquels s'ajoutent trois millions d'euros d'aides et d'avances remboursables (collectivités, Bpifrance) pour industrialiser un procédé de production d'hydrogène par électrolyse. La première unité pilote de production d'hydrogène devrait être construite en 2021, directement branchée à un parc de huit éoliennes situé à Bouin, en Vendée. Des projets de plus grande envergure sont envisagés avec des opérateurs des futurs parcs éoliens en mer, qui ont manifesté leur intention de produire en grande quantité de l'hydrogène au large.
RTE estime que l'utilisation « d'automates de zones » pour écrêter la production d'énergies renouvelables d'environ 200 heures par an permettrait d'économiser 7 milliards d'investissements dans le réseau de transport.

### Mécanismes d'effacement
De nombreux mécanismes d'effacement ont été mis en place afin de contribuer à la résolution des situations tendues ; on peut les classer en deux catégories :
- effacement industriel : réduction de la consommation d'un site industriel (par arrêt d'un process ou par bascule sur un mode d'autoconsommation), ou de plusieurs sites par l'intermédiaire d'un agrégateur ;
- effacement diffus : agrégation de petits effacements unitaires de consommation d’électricité, réalisés au même moment chez des particuliers ou des professionnels, par l’intermédiaire d’un agrégateur ou d’un fournisseur[X 8].

Les modalités de ces effacements ont été progressivement diversifiées et étendues à tous les segments de marché ; des dispositifs d'échange de ces effacements sur les marchés ont été mis en place en 2014 via le mécanisme NEBEF (notification d’échange de blocs d’effacement). En 2021, le volume moyen d’offres d’effacement déposées sur le mécanisme d’ajustement s’élève à 583 MW contre 733 MW en 2020 et 874 MW en 2018 ; le volume total d’effacement réalisé sur le mécanisme d’ajustement s’établit à 19,9 GWh, à son plus haut niveau depuis 2018, et les effacements sur NEBEF à 67 GWh, près de cinq fois plus qu'en 2020. La rémunération des effacements NEBEF varie notamment en fonction de l’évolution des prix spot, dont l'augmentation fulgurante au cours de l’année 2021 a favorisé le recours à ce mécanisme, en particulier en décembre (32,6 GWh).
Selon RTE, la France est « le premier pays européen à avoir mis en place un cadre législatif et réglementaire reconnaissant le rôle des opérateurs d'effacement et favorisant leur participation directe aux marchés ». La société française Voltalis a équipé 100 000 sites en France de ses boîtiers dits « intelligents », permettant de couper un chauffage électrique ou un chauffe-eau pendant une brève période de temps, afin d'apporter de la flexibilité au réseau électrique en permettant d'éviter d'allumer des centrales thermiques et de mieux intégrer les énergies renouvelables. La consommation ainsi évitée pendant la pointe de consommation hivernale est estimée entre 100 et 200 MW. Cette technologie permet aux particuliers d'économiser jusqu'à 15 % de leur consommation d'énergie, selon Voltalis, qui se rémunère par le biais du mécanisme d'ajustement ainsi que par des subventions, attribuées chaque année par une procédures d'appels d'offres. Elle a obtenu en janvier 2020 un prêt de 20 M€ de la Banque européenne d'investissement (BEI), assorti d'une garantie de la Commission européenne. Ce prêt doit lui permettre d'équiper 150 000 foyers supplémentaires.
La plateforme en ligne Écowatt, créée en 2020 par RTE, informe les consommateurs en temps réel, et jusqu'à trois jours à l'avance, sur la situation du système électrique ; les volontaires peuvent recevoir un SMS d'alerte en cas de risque de coupure. RTE compte sur cette « météo de l'électricité » pour susciter des effacements volontaires pendant les périodes les plus tendues. Au 4 décembre 2022, RTE déclare avoir décompté 700 000 téléchargements de l'application.

### Mécanisme de capacité
La mise en place d’une « obligation de capacité » à compter de 2017, prévue par la loi NOME, vise à sécuriser l’alimentation électrique française lors des périodes de très forte consommation : elle impose aux fournisseurs d'électricité une obligation de contribuer à la sécurité d’alimentation en fonction de la consommation en puissance à la pointe ; le mécanisme de capacité permet également de valoriser la disponibilité de l’offre au travers de certificats de capacité. La Commission européenne a approuvé sous conditions, le 8 novembre 2016, la mise en œuvre du mécanisme de capacité français ; les nouvelles règles du mécanisme ont été approuvées le 29 novembre 2016 par la ministre chargée de l’énergie et la Commission de régulation de l'énergie pour application dès 2017. Les capacités certifiées totalisent 92,4 GW pour 2021 et 90,6 GW pour 2022 et 81,5 GW pour 2023, dont 7,9 GW de capacités d'interconnexion certifiées par RTE pour 2021 et 7,6 GW pour 2022. Le prix de référence marché a progressé de 9 342,7 €/MW pour 2018 à 17 365,3 €/MW pour 2019, 16 583,9 €/MW pour 2020, 39 095,4 €/MW pour 2021 et 23 899,9 €/MW.
Les capacités certifiées pour 2020 se répartissaient en 56,1 % de nucléaire, 16,4 % d'hydraulique (fil de l'eau, lac et pompage), 12,2 % de thermique fossile, 3,2 % d'éolien, 0,3 % de solaire, 0,4 % de biomasse, 7,1 % de multifilières et 2,1 % d'effacements.

## Transport et distribution
En France, la partie amont du transport de l'électricité entre les sites de production et de consommation (réseau à très haute tension : 400 kV et 225 kV, pour le transport sur de grandes distances et les interconnexions avec les pays voisins, et réseau à haute tension : 150, 90 et 63 kV, pour la répartition régionale) est assurée par Réseau de transport d'électricité (RTE), et la partie aval (réseau de distribution à moyenne et basse tension) par Enedis, anciennement appelée ERDF (Électricité réseau distribution France) jusqu'au 31 mai 2016 ; ces deux entreprises sont filiales d'EDF à 100 %. D'autres distributeurs assurent environ 5 % de la distribution : il s'agit des entreprises locales de distribution (ELD), dont la plupart ont un statut de régie municipale, quelques-uns s'étant transformés en société d'économie mixte (SEM).
En décembre 2020, RTE et Enedis prévoient d'investir plus de 100 G€ sur quinze ans pour adapter et renforcer le réseau face à l'essor des énergies renouvelables. Il faudra raccorder les nouveaux points de production, comme les parcs éoliens en mer, qui ne sont pas dans les mêmes zones que les anciens (centrales à charbon, réacteurs nucléaires arrêtés, etc.). Le développement du solaire photovoltaïque, par nature très décentralisé, nécessitera également de renforcer le réseau à certains endroits. Enfin, les flux générés par les renouvelables étant beaucoup plus variables, les réseaux devront être optimisés. Outre l'adaptation à la transition, RTE commence à remplacer ses infrastructures, dont une bonne partie date des années 1950, d'où un pic d'investissements important d'ici à 2030.
En 2023, confronté à une quasi-saturation des infrastructures électriques dans certains départements, Enedis prévoit d'installer 80 nouveaux postes sources d'ici à 2030. Alors que le gouvernement veut faire passer le rythme d'installation de parcs éoliens et solaires de 3,8 GW en 2022 à 5 GW par an, les délais de raccordement atteignent en moyenne 13 à 14 mois ; Enedis espère parvenir à gagner deux à trois mois. Mais la création d'un poste source prend trois ans de concertation, puis un à deux ans de construction. En attendant, certains gros producteurs décident d'investir dans leurs propres postes sources, ou d'installer des batteries sur leur parc solaire pour s'accommoder d'un câble de raccordement acheminant moins de puissance qu'espéré. Enedis propose de raccorder des capacités légèrement supérieures aux capacités du poste source : la production excédentaire est perdue, mais le raccordement proposé aux producteurs peut être moins onéreux et surtout plus rapide. Dans son nouveau plan d'investissement pour 2040, Enedis estime qu'il devra passer à un rythme de 700 millions à 1 milliard d'euros par an pour raccorder les énergies renouvelables, contre un rythme actuel de 200 à 300 millions d'euros.

### Transport
Le plan d'investissement de RTE pour la période 2024-2040 atteint 100 milliards d'euros, alors que le précédent, pour 2019-2035, n'était que de 35 milliards d'euros. Son principal objectif est de raccorder les nouveaux sites de production et de consommation d'électricité prévus en France : les giga-usines de batteries électriques, les grandes fermes éoliennes en mer, les réacteurs nucléaires de nouvelle génération, ainsi que les champs d'éoliennes et panneaux solaires à terre qui, raccordés par le distributeur Enedis, envoient leur production sur les autoroutes électriques de RTE. Les autres objectifs sont d'adapter le réseau aux évolutions de consommation et de renouveler les installations vieillissantes et les adapter aux effets du réchauffement climatique. En février 2025, RTE détaille ce plan d'investissements : 40 000 km de lignes à haute tension, soit 40 % du réseau français, seront renouvelées ; les réseaux en mer (raccordement des fermes éoliennes offshore) représentent près de 40 % des investissements ; le principal chantier du réseau terrestre sera le renouvellement de 23 500 km de lignes à haute tension, pour 20 milliards d'euros ; elles seront remplacées à puissance identique, avec des pylônes ou câbles plus résistants aux tempêtes, fortes chaleurs et autres événements climatiques extrêmes ; 14 milliards d'euros seront consacrés à augmenter la puissance des 16 500 km de lignes à très haute tension (400 kV), construites à partir des années 1970 pour le nucléaire.
Au 31 décembre 2022, le réseau de RTE atteignait 105 817 km de circuits, le plus vaste réseau européen, dont 98 762 km de lignes aériennes et 7 055 km de lignes souterraines. Au cours de l'année 2023, le réseau de transport aérien s'est accru de 8,3 km de lignes neuves et 341,6 km de lignes renouvelées, alors que 424,6 km de lignes ont été déposées et 225,3 km ont été corrigées. Sur le réseau de transport souterrain, 287,1 km de lignes neuves ont été mises en service, 17,9 km de lignes ont été déposées et 33,7 km ont été déposées.
Les principales évolutions du réseau en 2022 concernent la mise en service du raccordement du parc éolien en mer de Saint-Nazaire, la poursuite des travaux pour le raccordement du parc éolien en mer de Fécamp, l’accroissement des capacités d’interconnexion avec les pays voisins ainsi que l’adaptation du réseau pour accueillir des volumes croissants de production renouvelable et la mise en souterrain de lignes en région parisienne pour libérer du foncier en vue des Jeux olympiques de 2024. Le raccordement au réseau les parcs éoliens en mer (18 GW prévus en 2030) est une composante majeure des programmes d'investissement de RTE : 15 projets sont en cours et un projet a été terminé en 2022, celui du  raccordement du parc éolien de Saint-Nazaire (480 MW) ; les travaux de raccordement se poursuivent en 2024 pour trois autres parcs éoliens posés, Saint-Brieuc, Fécamp et Courseulles-sur-Mer, pour une capacité de 1,4 GW et pour trois parcs éoliens flottants pilotes (Faraman, Leucate et Gruissan), pour une capacité de 84 MW.
Les principaux investissements de 2021 (1 578 M€) ont porté sur la poursuite des travaux de raccordement d’éolien en mer (Saint Nazaire, Fécamp et Saint-Brieuc), de l’interconnexion à courant continu entre la France et l’Italie « Savoie – Piémont » et la montée en puissance de ceux concernant la mise en souterrain des liaisons Seine – Plessis Gassot en vue des JO de Paris 2024. Les principales mises en service de l'année sont celles de l’interconnection France-Angleterre « IFA2 » et des liaisons 400 kV Avelin-Gavrelle, ainsi que le raccordement de la centrale à gaz de Landivisiau. Le projet de programme d’investissement 2022 envoyé par RTE au régulateur s’élève à 1 858 M€, dont les principaux chantiers sont la poursuite des projets de raccordement des parcs éoliens en mer posés et flottants, ainsi que la finalisation de l’interconnexion Savoie-Piémont. Des investissements d'environ 8 milliards d'euros seront consacrés d'ici 2035 pour raccorder près de 10 GW de parcs éoliens en mer, dont celui de Saint-Nazaire (480 MW) en 2022, ceux de Saint-Brieuc (496 MW), Fécamp (497 MW) et Faraman (flottant ; 24 MW) en 2023, ceux de Leucate (flottant ; 30 MW), Courseulles-sur-mer (448 MW) et Gruissan (flottant ; 30 MW) en 2024 et ceux de Dieppe (496 MW) et Yeu-Noirmoutier (496 MW) en 2025.
RTE a présenté en septembre 2019 son plan d'investissement 2020-2035 : il prévoit un fort accroissement du montant moyen annuel d'investissements (+50 %). Au total, 33 milliards d'euros doivent être mobilisés sur quinze ans, dont 8 milliards d'euros pour remplacer ses équipements anciens et 13 milliards d'euros pour s'adapter à l'évolution du mix électrique, la géographie des moyens de production étant fortement modifiée par la transition énergétique. 7 milliards d'euros doivent être engagés pour le raccordement des parcs d'éoliennes en mer dont le coût était jusqu'ici couvert par le budget de l'État. Les 5 milliards restants relèvent des projets d'interconnexion avec l'étranger et de l'installation de 1 000 automates capables d'optimiser le fonctionnement du réseau. Le réseau de transport d’électricité français est un des réseaux les plus âgés d’Europe (en moyenne, âgé d’environ 50 ans). Au cours du plan 2020-2035, le renouvellement du réseau existant va s’affirmer comme un enjeu crucial pour la qualité de l’approvisionnement en électricité et le rythme de renouvellement devra être augmenté.
La liaison THT Cotentin-Maine a été mise en service en avril 2013, après sept ans de concertation et un an de travaux, avec un investissement de 440 M€ ; elle permet d’insérer sur le réseau français l'énergie produite par l'EPR de Flamanville et par les énergies marines renouvelables (parcs éoliens en mer et hydroliens), mais aussi de sécuriser l’alimentation électrique du Grand Ouest. RTE poursuit ses investissements pour alimenter l’est de la région PACA (car le Var, les Alpes-Maritimes et Monaco ne produisent que 10 % de l’électricité qu’ils consomment), et diminuer les risques de coupures, dans le cadre du « filet de sécurité PACA » qui porte sur la création de trois nouvelles liaisons souterraines 225 kV, dont l’une constitue le record mondial de longueur d’un seul tenant ; les travaux ont commencé en juin 2012. Ce « filet de sécurité PACA » a été inauguré en avril 2015.
RTE a publié un rapport sur le raccordement des hydroliennes : il souligne la rareté des points d'atterrage envisageables pour les câbles de ces raccordements, la quasi-totalité du littoral concerné étant en zones de grande sensibilité environnementale (zones Natura 2000, sites classés, réserves naturelles...) ; le raccordement en mer représentera un défi technique dans des zones de forts courants marins (le raz Blanchard est le troisième courant de renverse le plus fort au monde) ; le réseau terrestre existant présente une capacité d’accueil de l’ordre de 1,5 GW, mais devra être renforcé au regard du gisement total actuellement estimé, ce qui impliquera des délais importants.
Les pertes d'énergie liées au réseau de transport de l'électricité (RTE) varient entre 2 et 3,5 % de la consommation française en 2012, suivant les saisons et les heures de la journée. En moyenne, le taux s'établit à 2,5 %, ce qui représente environ 11,5 TWh (térawattheure) par an.
RTE lance en janvier 2020 le projet « Ringo » pour étudier la possibilité de régulariser la quantité d'énergie injectée sur les réseaux en installant des batteries qui stockeraient les excédents de production des énergies renouvelables intermittentes afin d'éviter d'avoir à construire de nouvelles lignes à haute tension. Trois sites expérimentaux de stockage d'électricité seront construits en 2020-2021 à Vingeanne, en Côte-d'Or, avec une capacité maximale de 12 MW, à Bellac, près de Limoges (Haute-Vienne), avec 10 MW, et à Ventavon dans les Hautes-Alpes, avec 10 MW. RTE a déjà investi dans une autre solution innovante : un projet piloté par GRTgaz, situé à Fos-sur-Mer, qui utilisera de l'électricité pour produire de l'hydrogène ; ce système permet de stocker l'électricité pendant une plus longue période de temps.

Lignes Haute tension RTE
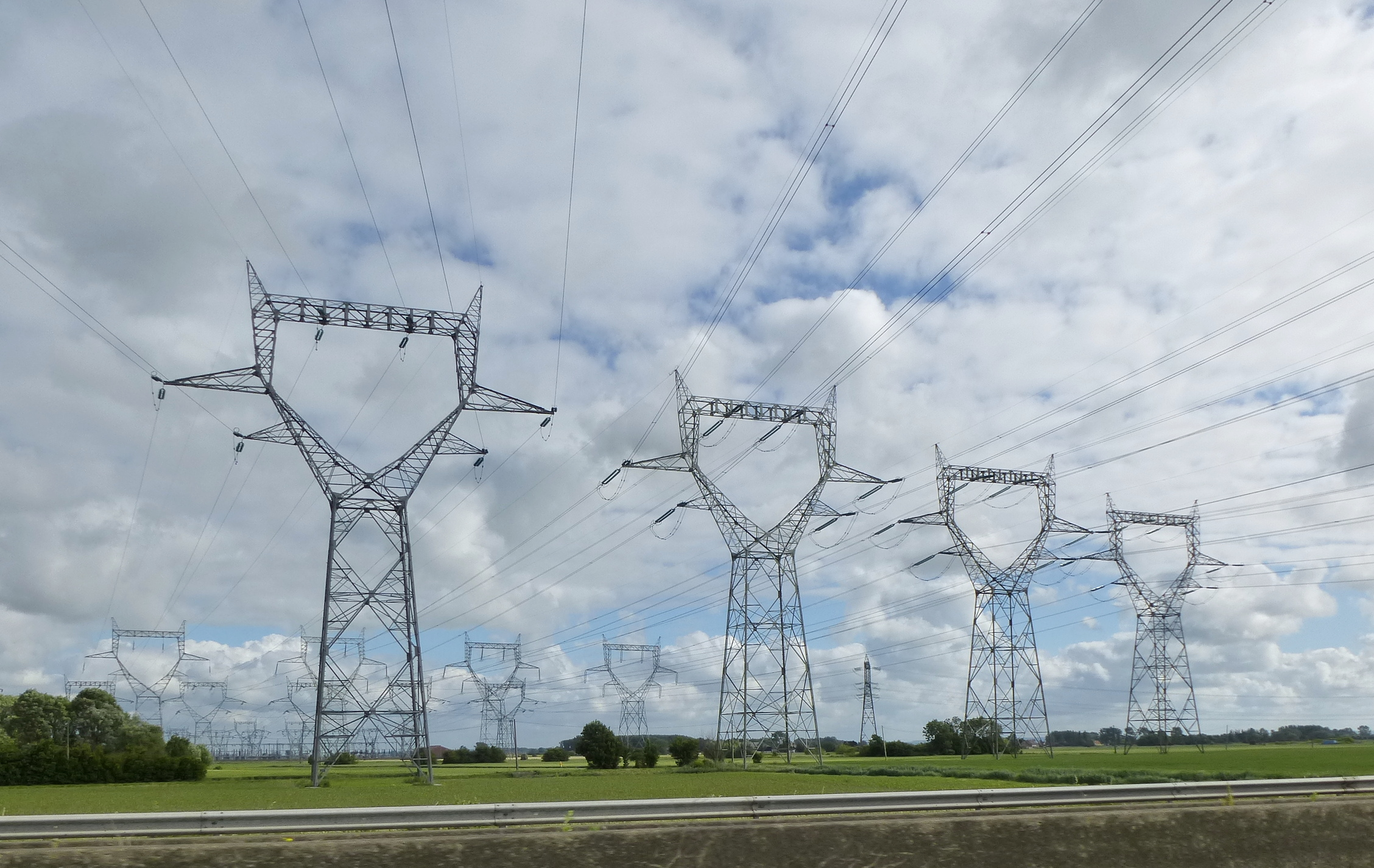
Lignes THT évacuant l'électricité produite par la centrale nucléaire de Gravelines, à la traversée de l'autoroute A16, juin 2014
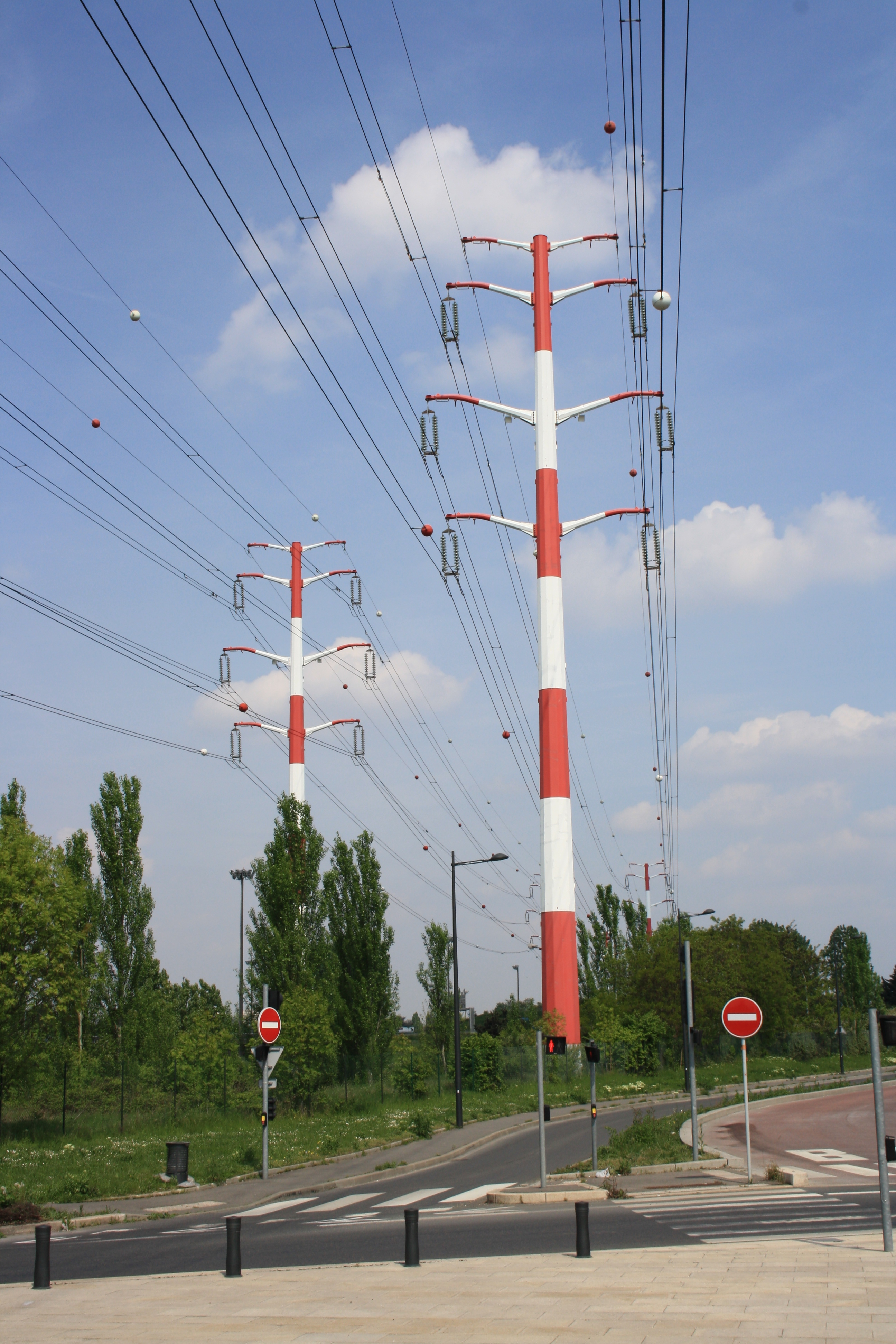
Ligne haute tension à Fresnes près de Paris, avril 2011
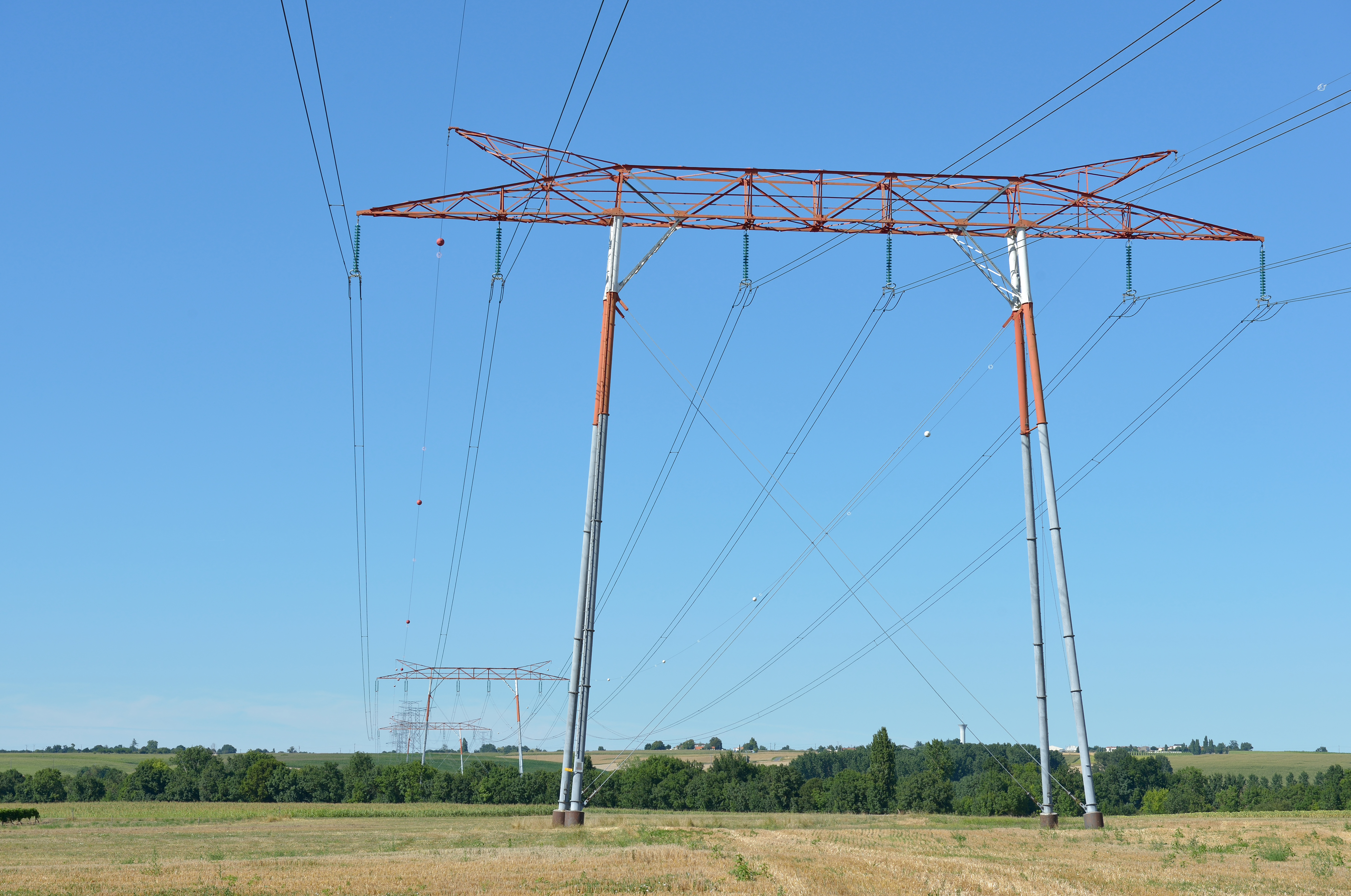
Pylônes "Trianon" d'une ligne à haute tension a Courcoury Charente-Maritime, août 2013
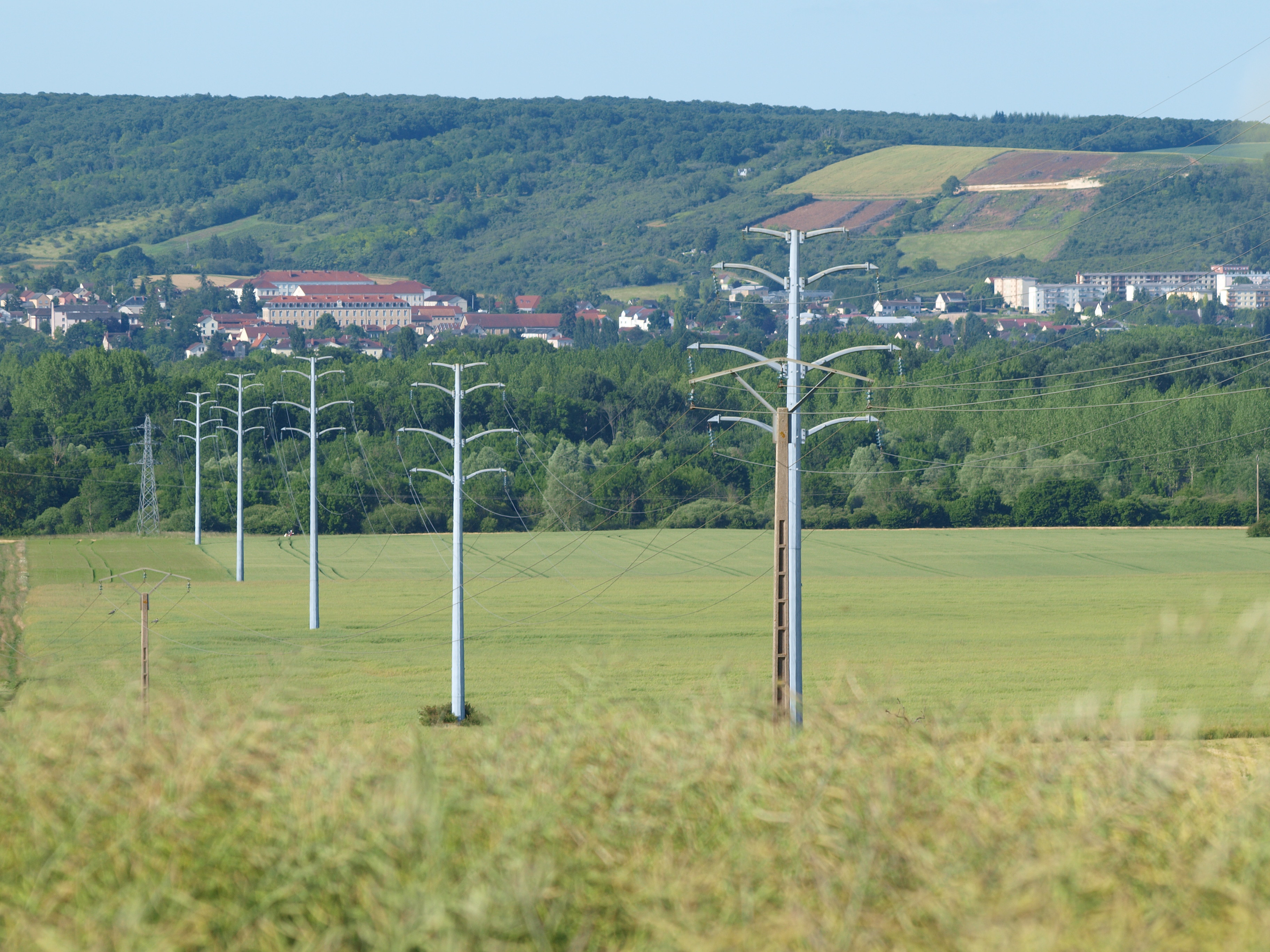
Ligne haute tension à Paroy-sur-Tholon (Yonne)

### Distribution
Le réseau de distribution d'Enedis dépasse 1 300 000 km pour desservir 35 millions de clients : 351 700 km de réseau aérien HTA (20 kV), 261 500 km de réseau souterrain HTA, 276 900 km de réseau souterrain BT (basse tension 230 V / 400 V) et 415 100 km de réseau aérien BT ; Enedis gère également 2 240 postes sources Enedis HTB/HTA (interfaces avec le réseau de RTE) et 750 400 postes de transformation HTA/BT (interfaces entre le réseau 20 kV et le réseau BT).
Les pertes moyennes sur le réseau de distribution sont d'environ 6 % dont 3,5 % de pertes techniques (principalement par effet Joule) et 2,5 % de pertes par suite de fraudes ou erreurs de comptage.

Sous-stations et transformateurs Enedis
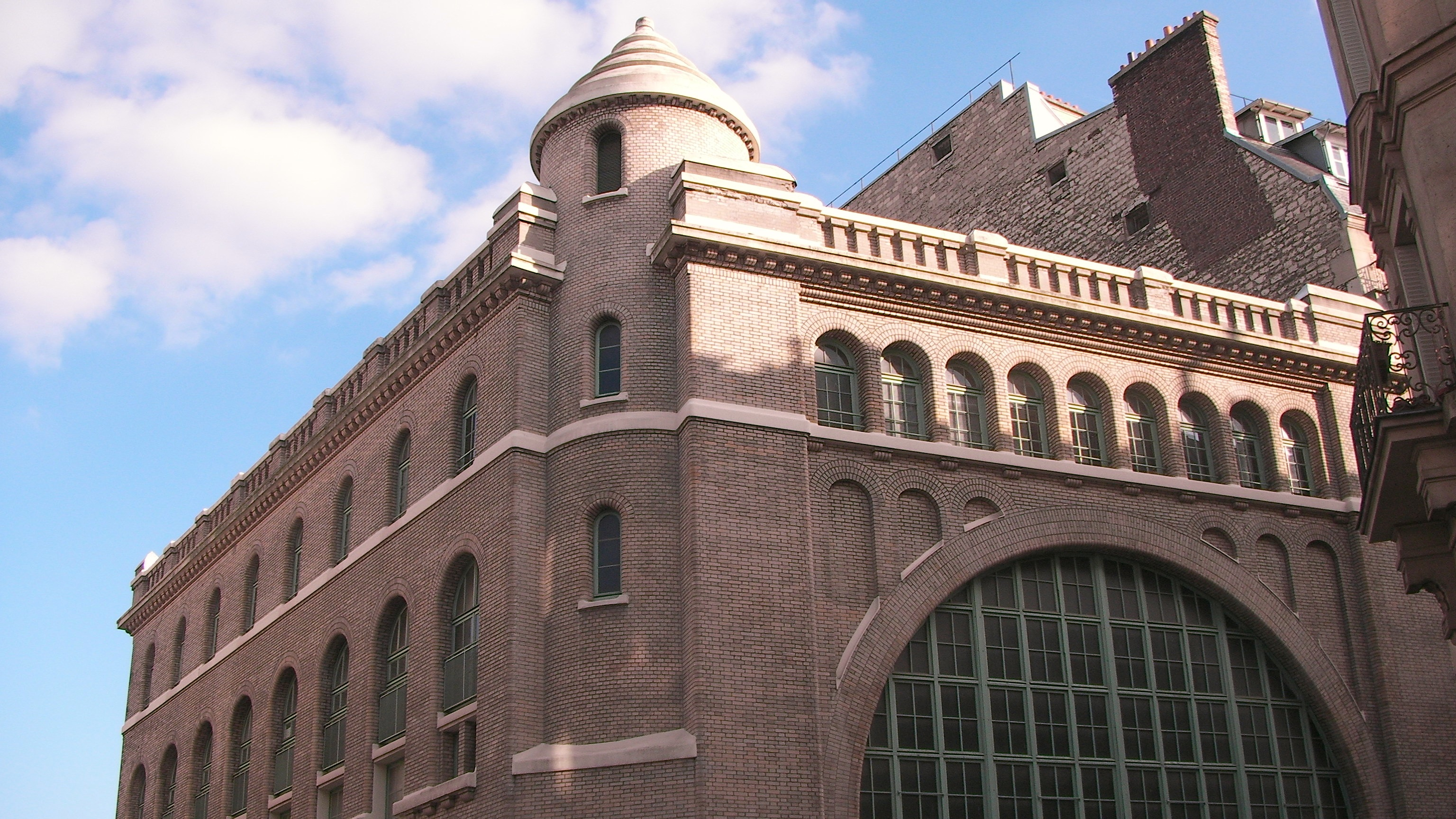
Sous-station électrique Bastille Paris, rue de La Cerisaie.
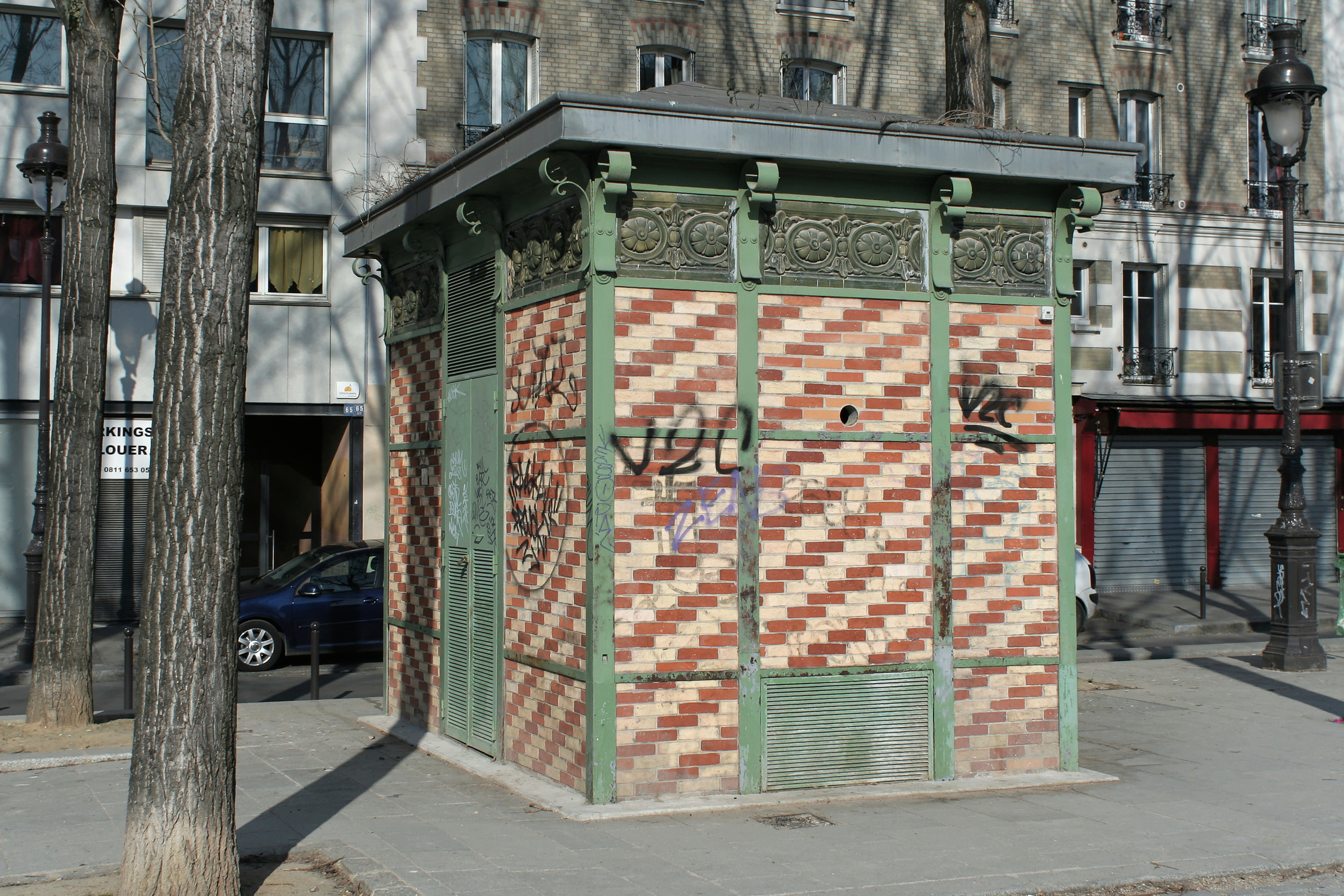
Sous-station du Quai de la Seine (Paris), édicule 04.
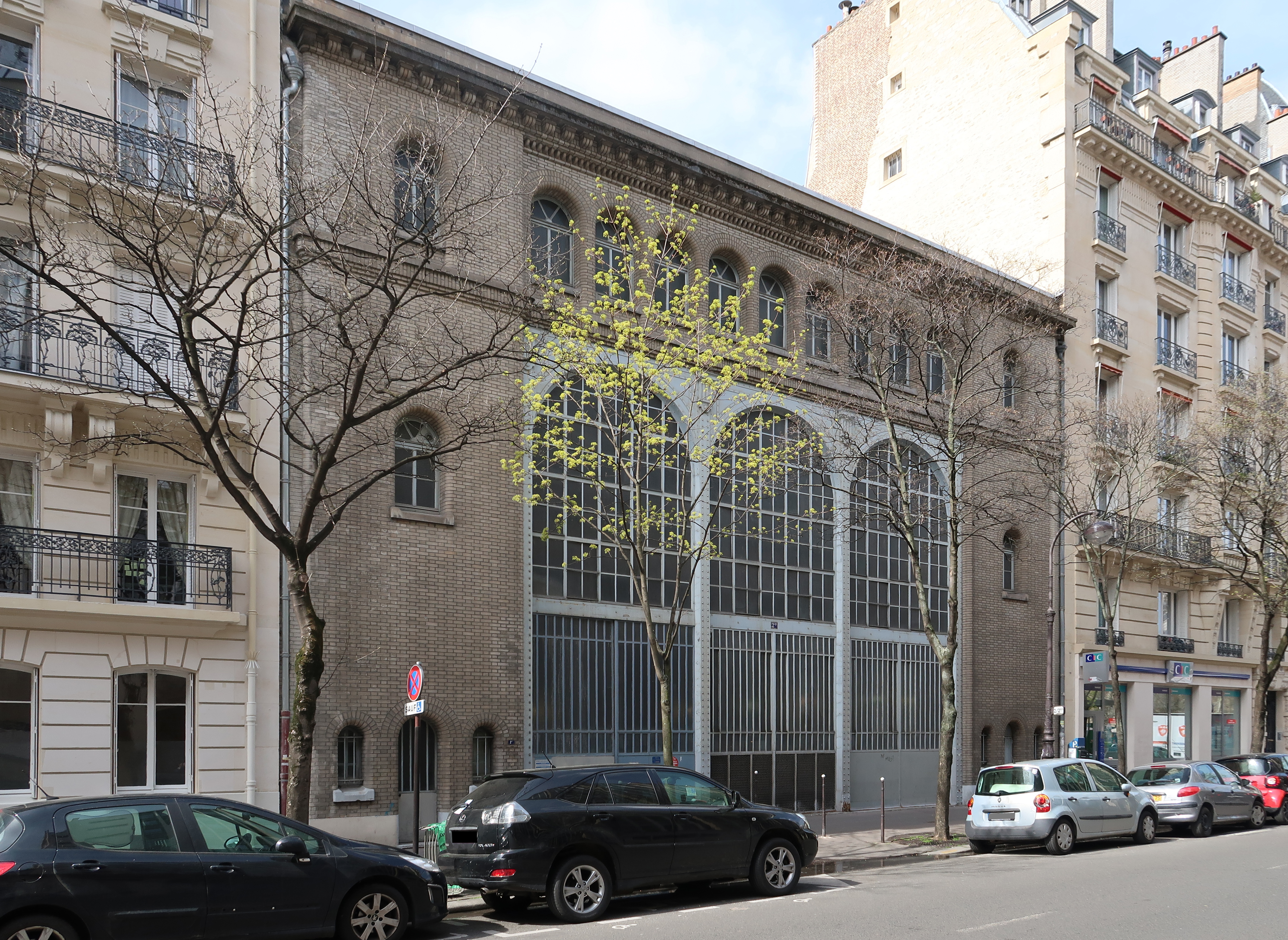
Station Auteuil (Paris 16e).
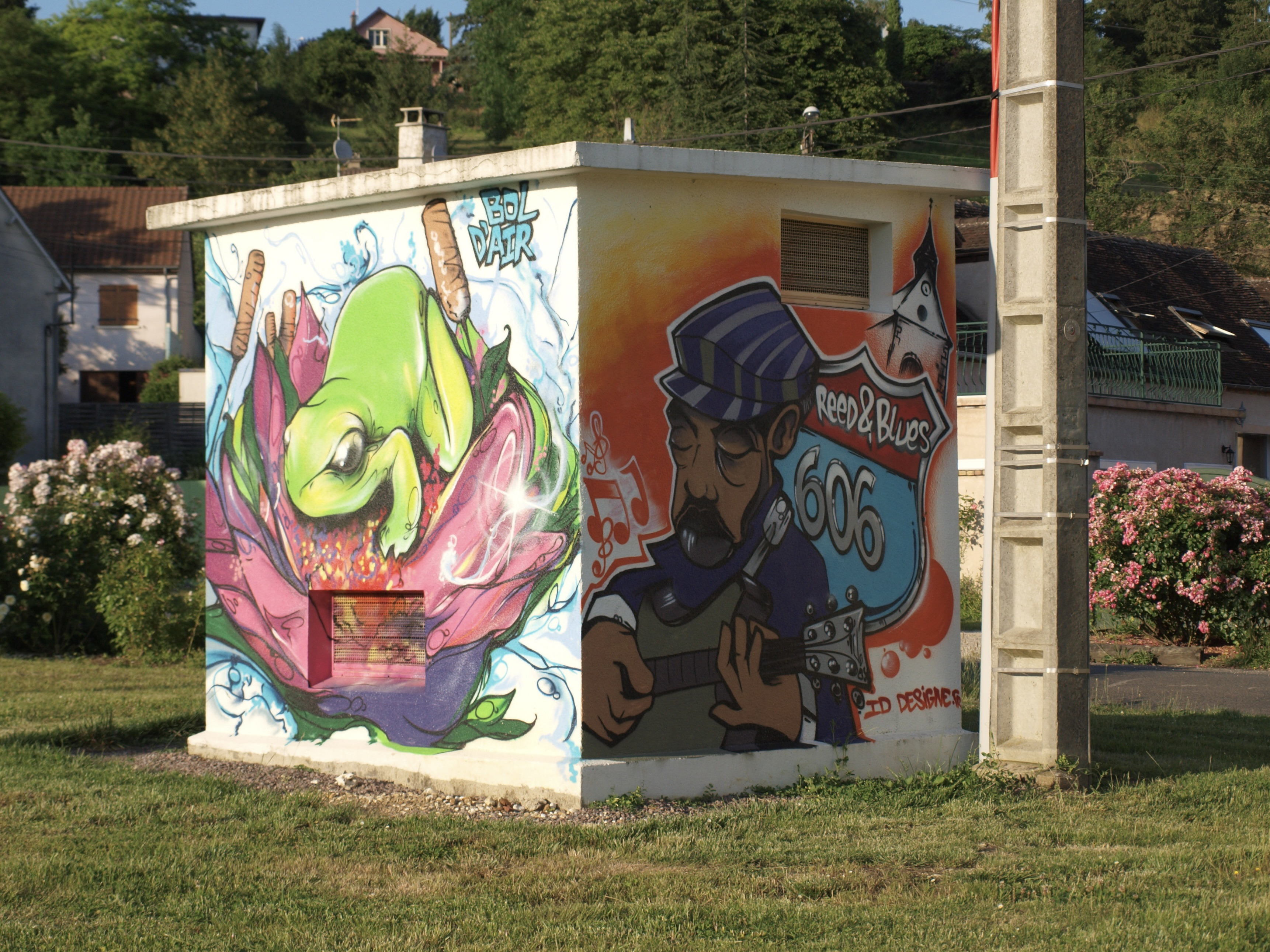
Transformateur à Rosoy (Yonne).

## Consommation
L'électricité représentait 25,3 % de la consommation finale d'énergie en France en 2022 ; sa part dans la consommation finale du secteur résidentiel était de 39,5 %, dans celle de l'industrie de 34,4 % et dans celle du secteur tertiaire de 57,3 %.
Selon l'Agence internationale de l'énergie, la consommation d'électricité par habitant s'élève en 2022 à 6,9 MWh en France, soit 1,92 fois la moyenne mondiale : 3,6 MWh en 2021, mais inférieure de 1,4 % à celle de l'Allemagne : 7,0 MWh et de 48,5 % à celle des États-Unis : 13,4 MWh.
En 2024, la consommation d’électricité en France métropolitaine, corrigée des aléas climatiques, s'élève à 449,2 TWh, en hausse de 0,7 % par rapport à 2023, mais en baisse de 6 % par rapport à la moyenne 2014-2019. La consommation électrique des grands consommateurs industriels a augmenté d’environ 2,4 % par rapport à l’année 2023, mais demeure inférieure de 12,7 % à la moyenne de la période 2014-2019.
En 2023, la consommation d’électricité en France métropolitaine, corrigée des aléas climatiques, s'élève à 445,4 TWh, en baisse de 3,2 % par rapport à 2022 et de 6,9 % par rapport à la moyenne 2014-2019 ; cette baisse, encore plus prononcée que pendant la crise du Covid-19, peut s'expliquer par des prix de l’énergie élevés, une inflation générale forte et les incitations à la sobriété énergétique. La baisse de la consommation est particulièrement forte dans l'industrie : -4,3 % par rapport à 2022 et -13,4 % par rapport à la moyenne 2014-2019.
En 2022, la consommation corrigée des aléas climatiques et des effets calendaires s'élève à 459,3 TWh, en baisse de 1,7 % par rapport à 2021 ; c'est le niveau le plus faible depuis 2005. La forte hausse des prix de l'électricité ainsi que les appels à la sobriété énergétique ont impulsé un décrochage vis-à-vis des valeurs historiques de consommation, apparu à partir du mois de septembre, où la consommation (corrigée de l’aléa météorologique) a été inférieure de 5,5 % à la moyenne des mois de septembre des années 2014-2019, puis ce décrochage s'est amplifié pour représenter 9 % sur le dernier trimestre. La consommation de la grande industrie a baissé de 15 % sur les quatre derniers mois de l'année. La réduction de la consommation brute (non corrigée des effets du climat) est encore plus marquée : elle s’élève en 2022 à 452,8 TWh, en baisse de 4 % par rapport à 2021 et de 4 % par rapport à 2019. L’année 2022 a été l’année la plus chaude depuis le début du XXe siècle ; la température moyenne sur l’année se situe 1,6 °C au-dessus des normales saisonnières calculées sur la période 1991-2020.
La consommation brute d'électricité en France métropolitaine s'est élevée à 472 TWh en 2021, en hausse de 5,1 % par rapport à 2020, à cause de la reprise économique et de températures globalement plus fraîches qu'en 2020, année la plus chaude depuis 1900. Après correction des effets température et calendrier, la consommation est de 468 TWh en 2021, en augmentation de 1,7 %, après la forte baisse de 3,5 % causée en 2020 par la pandémie de Covid-19, qui a continué à réduire la consommation jusqu'en octobre 2021 par rapport à la moyenne des années précédentes.
L'étude de la consommation corrigée nécessite d’exclure du périmètre le secteur de l’énergie, ce dernier étant fortement affecté en 2011-12 par le remplacement de l'enrichissement de l'uranium par diffusion gazeuse (usine Georges-Besse) par la centrifugation à l'usine Georges-Besse II du Tricastin, qui consomme cinq fois moins d'électricité, transition réalisé progressivement du début 2011 à la mi-2012.
| TWh                   | 2001  | 2005  | 2010  | 2011  | 2012  | 2013  | 2014  | 2015  | 2016  | 2017  | 2018  | 2019  | 2020  | 2021  |
| --------------------- | ----- | ----- | ----- | ----- | ----- | ----- | ----- | ----- | ----- | ----- | ----- | ----- | ----- | ----- |
| Consommation brute    | 449,9 | 483,2 | 513,1 | 478,8 | 489,5 | 494,8 | 465,2 | 476,1 | 483,2 | 482,0 | 478,4 | 473,7 | 449,4 | 472,1 |
| Consommation corrigée | 424,0 | 448,1 | 471,4 | 476,4 | 476,7 | 480,5 | 478,4 | 480,6 | 478,8 | 479,9 | 479,8 | 476,5 | 461,6 | 468,0 |

### Consommation par secteur
| TWh                                                                               | 1970   | 1980   | 1990   | 2000   | 2008   | 2009   | 2010   | 2011   | 2012   | 2013   | 2014   | 2015   |
| --------------------------------------------------------------------------------- | ------ | ------ | ------ | ------ | ------ | ------ | ------ | ------ | ------ | ------ | ------ | ------ |
| Sidérurgie                                                                        | 10,3   | 12,4   | 10,5   | 11,1   | 11,8   | 8,8    | 10,5   | 11,2   | 10,6   | 10,4   | 10,6   | 10,4   |
| Industrie (hors sidérurgie)                                                       | 62,1   | 83,0   | 105,0  | 127,4  | 120,9  | 108,1  | 110,5  | 108,0  | 107,8  | 106,9  | 106,0  | 105,7  |
| Résidentiel-Tertiaire*                                                            | 41,1   | 105,3  | 172,2  | 236,5  | 288,8  | 289,5  | 302,8  | 292,3  | 300,4  | 305,7  | 293,9  | 298,6  |
| Agriculture                                                                       | 2,6    | 4,2    | 5,0    | 6,0    | 6,6    | 7,4    | 7,6    | 8,0    | 8,4    | 8,8    | 8,2    | 8,1    |
| Transports urbains et ferroviaires                                                | 5,1    | 6,0    | 7,5    | 9,4    | 10,4   | 10,1   | 10,0   | 10,0   | 10,2   | 10,2   | 10,0   | 10,2   |
| TOTAL                                                                             | 121,3  | 211,0  | 300,2  | 390,4  | 438,5  | 423,9  | 441,4  | 429,4  | 437,4  | 442,0  | 428,8  | 432,9  |
| Répartition en %                                                                  |        |        |        |        |        |        |        |        |        |        |        |        |
| Sidérurgie                                                                        | 8,5 %  | 5,9 %  | 3,5 %  | 2,9 %  | 2,7 %  | 2,1 %  | 2,4 %  | 2,6 %  | 2,4 %  | 2,4 %  | 2,5 %  | 2,4 %  |
| Industrie (hors sidérurgie)                                                       | 51,2 % | 39,3 % | 35,0 % | 32,6 % | 27,6 % | 25,5 % | 25,0 % | 25,2 % | 24,6 % | 24,2 % | 24,7 % | 24,4 % |
| Résidentiel-Tertiaire*                                                            | 33,9 % | 49,9 % | 57,4 % | 60,6 % | 65,9 % | 68,3 % | 68,6 % | 68,1 % | 68,7 % | 69,2 % | 68,6 % | 69,0 % |
| Agriculture                                                                       | 2,2 %  | 2,0 %  | 1,7 %  | 1,5 %  | 1,5 %  | 1,7 %  | 1,7 %  | 1,9 %  | 1,9 %  | 2,0 %  | 1,9 %  | 1,9 %  |
| Transports urbains et ferroviaires                                                | 4,2 %  | 2,9 %  | 2,5 %  | 2,4 %  | 2,4 %  | 2,4 %  | 2,3 %  | 2,3 %  | 2,3 %  | 2,3 %  | 2,3 %  | 2,4 %  |
| Source : Ministère de l'Écologie (base de données Pégase) . * corrigée du climat. |        |        |        |        |        |        |        |        |        |        |        |        |

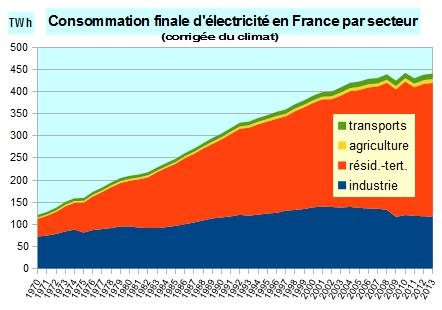
Consommation finale d'électricité en France (source des données : base de données Pégase du ministère de l'Écologie).

En 45 ans, la consommation d'électricité a été multipliée par 3,6, celle du secteur résidentiel-tertiaire par 7,3 et celle de l'agriculture par 3,1 ; celle de l'industrie ne s'est accrue que de 70 % et celle des transports de 99 %. La part de l'industrie (sidérurgie comprise) est passée de près de 60 % en 1970 à 26,8 % en 2015, alors que celle du résidentiel-tertiaire est passée de 34 % à 69 %. La désindustrialisation et la tertiarisation de l'économie se lisent clairement dans ces chiffres.
L'impact de la crise de 2008 est très visible : l'industrie décroche en 2009 (−10,5 %) ; par contre, le résidentiel-tertiaire marque à peine le pas, et progresse de 3,3 % de 2008 à 2015.
La décomposition du secteur résidentiel-tertiaire en résidentiel et tertiaire n'est disponible que depuis 2010, mais a été reconstituée rétrospectivement jusqu'à 2002 :
| en Mtep | 2002 | 2010 | 2011 | 2012 | 2013 | 2014 | 2015 | % 2015* |
| Résidentiel | 11,3 | 13,9 | 13,2 | 13,6 | 13,8 | 13,0 | 13,3 | 35,8 %  |
| Tertiaire | 9,6  | 12,1 | 11,9 | 12,1 | 12,5 | 12,2 | 12,4 | 33,3 %  |
| Source : Ministère de l'Écologie, Bilan énergétique France 2013 - Données corrigées du climat * part dans la consommation finale d'électricité 2015. |      |      |      |      |      |      |      |         |

Selon RTE, la répartition sectorielle de la consommation d’électricité en 2021 n’a pas été affectée par la crise sanitaire et reste comparable à celles de 2020 et 2019 : résidentiel 37,6 %, entreprises et professionnels 46,3 %, grande industrie 16,1 %. La consommation des clients raccordés aux réseaux de distribution (PMI/PME, professionnels et particuliers) a progressé de près de 5 % par rapport à 2020, pour se rapprocher des niveaux d’avant-crise. La consommation de la grande industrie a connu une augmentation de près de 8 % par rapport à 2020, pour atteindre 66,4 TWh, encore en retrait de près de −4 % des 69,1 TWh de 2019 ; la reprise de l'activité est très marquée dans la sidérurgie (+20 %) et les transports ferroviaires (+14 %). D'autres secteurs sont restés en retrait, comme la construction automobile, pénalisée par les pénuries de composants liées au contexte sanitaire, aux tensions sur le commerce international et aux aléas climatiques.
Un petit nombre d'installations industrielles représentent une part très importante de la consommation totale : ainsi, l'usine d'aluminium de Dunkerque (ex-Pechiney Dunkerque, rachetée par Rio Tinto, puis par Sanjeev Gupta) consomme à elle seule l'équivalent d'une demi-tranche nucléaire

### Pointe de consommation et thermosensibilité
La croissance de la consommation d'électricité entraîne aussi une croissance spécifique des pointes de consommation, observées en général en hiver vers 19 h. Cette pointe nécessite la mise en œuvre de moyens de production adaptés afin de répondre à la demande instantanée. La France a consommé pour la première fois une puissance supérieure à 100 GW les 6 et 7 février 2012,. La pointe de consommation de 2021, à 88,4 GW le 11 janvier, est dans la moyenne des 20 dernières années ; la pointe estivale est à 55 GW le 22 juillet.
La consommation est particulièrement sensible au froid : en hiver, la consommation augmente de 2 400 MW par degré de baisse de température ; la thermosensibilité hivernale est associée au chauffage électrique qui se répartit à 70 % pour les logements et 30 % pour le tertiaire ; en 2013, un peu plus d'un tiers des logements français étaient chauffés à l'électricité, soit 9,8 millions de logements environ. Ainsi, RTE estime à 5 000 MW l'augmentation de la consommation d'électricité en Europe lorsque la température baisse de 1 °C en hiver. La France représente près de la moitié de cette augmentation, avec une hausse de consommation électrique de 2 400 MW par degré Celsius en moins (contre 600 MW pour la Grande-Bretagne, 500 MW pour l'Allemagne et 300 MW pour l'Italie),. La part du chauffage électrique dans les logements résidentiels neufs a chuté de 73 % en 2008 à 29 % en 2015, dont 20 % de pompes à chaleur et 9 % de chauffage électrique par effet Joule.
L'application de la norme RT2012 a pour effet :
- de réduire la part du chauffage électrique dans les bâtiments neufs, au bénéfice des pompes à chaleur et surtout du gaz naturel ; il en résulte une moindre progression de la consommation d'électricité, mais pas forcément de la pointe de consommation, étant donné que le coefficient de performance des pompes à chaleur diminue en périodes froides ;
- de réduire la part des ballons électriques à accumulation dans la production d'eau chaude sanitaire, en particulier au profit des chauffe-eau thermodynamiques, qui ont progressé de 140 % entre 2011 et 2013, aux dépens également des chauffe-eau solaires, en baisse de 24 % car plus coûteux et plus contraignants à installer (orientation, inclinaison du toit...)[P 6].

### Économies d'énergie
La moindre progression du chauffage électrique et des chauffe-eau à accumulation ralentit la progression des consommations.
La participation de l'éclairage à la pointe de consommation devrait décroître fortement grâce au remplacement des ampoules halogènes par des ampoules plus performantes. Dans le secteur tertiaire, l'éclairage est le 3e poste de consommation, représentant 17 % de la consommation, soit 23 TWh ; les progrès sont attendus de la diffusion des technologies émergentes (LED, fluorescence) et de systèmes performants de gestion (détection de présence, variation d'intensité lumineuse en fonction de la lumière naturelle) ; selon l'ADEME, les gisements d'économie d'énergie sont considérables : jusqu'à 77 % en milieu scolaire ; des réglementations mises en place en 2012-2013 pour limiter l'éclairage nocturne des bâtiments, publicités et enseignes vont réduire les consommations.
Des potentiels d'économies considérables ont été identifiés dans le froid alimentaire : fermeture des meubles frigorifiques de vente dans la distribution, isolation, etc. ; les économies d'énergie pourraient atteindre 2,2 TWh.
La directive européenne sur l'écoconception et celle sur l'étiquetage énergétique apportent des progrès substantiels : la consommation des appareils de froid domestique a baissé de plus de 50 % entre 1993 et 2009. Le règlement sur les moteurs électriques industriels de juillet 2009 pourrait engendrer des économies de 135 TWh/an d'ici à 2020 en Europe ; au total, les directives sur l'efficacité énergétique pourraient diminuer les consommations européennes de 13 % d'ici 2020, soit plus de 400 TWh ; RTE estime entre 16 et 22 % les économies dues à l'efficacité énergétique de 2013 à 2030.

### Développement des usages de l'électricité
Les transferts entre énergies pour les usages thermiques dans le bâtiment favorisent l'électricité, à la fois grâce aux évolutions technologiques (pompes à chaleur, micro-ondes, induction, etc.) et du fait des évolutions des prix : depuis 2000, pour les clients particuliers, le prix de l'électricité a augmenté de 40 % alors que ceux du gaz et du fioul ont plus que doublé ; de nouveaux usages de confort et de loisir consommateurs d'électricité se sont fortement développés ; de même, dans le tertiaire, la progression rapide des usages électriques : technologies de l'information et de la communication, systèmes de surveillance et de sécurité, appareils de santé, centres de traitement et de stockage de données.
Le développement des véhicules électriques et hybrides rechargeables pourrait avoir des profils très différents selon les hypothèses envisagées : leur part dans le parc automobile français en 2030 pourrait varier entre 3 % et 16 %. L'impact en puissance de la charge de ces véhicules représente un enjeu majeur pour la sûreté du système électrique ; le Livre vert sur les infrastructures de recharge des véhicules électriques recommande de privilégier les recharges lentes (3,7 kW) pour les places de stationnement où les véhicules stationnent plus de 90 % du temps ; « les recharges accélérées et rapides devront être considérées comme des solutions minoritaires, voire exceptionnelles ». Un enjeu très important consiste à déplacer le rechargement en dehors des pics de consommation par des signaux tarifaires, afin d'éviter le biais naturel qui porterait les automobilistes à lancer la charge de leur véhicule dès leur retour à domicile, c'est-à-dire en pleine heure de pointe.
Le transport routier représente 29 % des émissions annuelles de gaz à effet de serre en France en 2022. C’est l’un des seuls secteurs dont les émissions ont augmenté depuis 1990 (+10 %). Le développement massif de la mobilité électrique dans les années qui suivront semble être une certitude. En 2022, les véhicules tout électriques et hybrides rechargeables ont représenté 18,5 % du marché contre 15 % en 2021 et les véhicules particuliers 100 % électriques ont représenté une part de marché de 14 %. Environ 2,8 MtCO2éq d'émissions ont été évitées depuis 2013 grâce à l’électrification des véhicules légers (tout électriques), dont la moitié sur 2021 et 2022. La fabrication des batteries dans des pays où le mix énergétique, et le mix électrique en particulier, est moins carboné, pourrait améliorer encore ce bilan. Le développement des infrastructures publiques de recharge suit celui des véhicules électriques : en 2022, une borne de recharge publique était disponible pour huit véhicules électriques en circulation, ratio qui dépasse l’objectif de la Commission d'une borne pour dix véhicules.
Le secteur des bâtiments résidentiels et tertiaires représente environ 13 % des émissions territoriales de la France. La part de marché des pompes à chaleur a fortement augmenté sur la décennie 2010, pour atteindre près d’un tiers des nouveaux logements en 2021 et près de 60 % dans les maisons individuelles neuves. La rénovation thermique des bâtiments progresse : près de 700 000 logements ont été rénovés en 2021 et autant en 2022.
Au total, les transferts d'usages et les nouveaux usages d'ici à 2030 sont estimés par RTE entre 4 et 9 % de la consommation de 2013.
En 2018, RTE anticipe une stabilité de la consommation à l'horizon 2023, tandis qu'EDF anticipe une croissance modérée.
À l'horizon 2035, RTE prévoit une évolution stable ou en baisse dans les quatre scénarios de son bilan prévisionnel 2017.
Selon le scénario dit « avec mesures supplémentaires » retenu par la Stratégie nationale bas carbone, la consommation nationale d’électricité, hors pertes de réseau, est amenée à augmenter à partir du début des années 2030 jusqu'à plus de 600 TWh en 2050.
Dans le cadre de l'électrification des usages fossiles, le Haut-commissariat au plan prévoit que la consommation d'électricité passe de 460 TWh en 2020 à 650 à 700 TWh en 2050, soit une augmentation de 40 à 45 %. La part de l'électricité dans l'énergie finale consommée par le pays passera de 25 % en 2020 à 50 % en 2050.
Le prérapport Futurs énergétiques 2050, publié fin octobre 2021 par RTE, fournit trois scénarios de l'évolution de la consommation d'énergie d'ici 2050. Dans le scénario de référence, elle passerait de 475 à 645 TWh, soit une hausse de 36 %. La croissance démographique et l'évolution de l'activité économique provoqueront une hausse de la demande de 47 TWh, l'électrification des usages réclamera un surplus de 324 TWh (dont 85 TWh dans les transports et 65 TWh dans l'industrie), pas entièrement compensé par l'amélioration de l'efficacité énergétique (−200 TWh). Le scénario « sobriété » limiterait la consommation d'électricité à 555 TWh et le troisième scénario, dit de « réindustrialisation lourde », où la part de l'industrie manufacturière dans le PIB passerait de 10 à 12 ou 13 %, porterait la consommation à 752 TWh.
En juin 2023, RTE révise ses prévisions en forte hausse : la consommation d'électricité pourrait se situer en 2035 entre 580 et 640 TWh contre 460 TWh en 2022, alors qu'en 2021, le gestionnaire de réseau tablait sur une consommation de 540 TWh en 2035 dans son scénario médian. Depuis lors, l'Union européenne a renforcé ses ambitions de transition énergétique par l'adoption du paquet européen « Fit for 55 » ; l'accélération des projets de relocalisation industrielle a encore accru les besoins. De plus, le gouvernement est en train de revoir à la baisse le potentiel de biomasse pour produire du biogaz, du fait de la concurrence des usages entre la production alimentaire, la production d'énergie et l'usage des forêts, qui constituent aussi des puits de carbone. Selon RTE, il faut atteindre un minimum de 250 TWh de production renouvelables en 2035, soit plus du double des 120 TWh actuels. Dans le nucléaire, RTE table prudemment sur un niveau de production de 360 TWh à l'horizon 2035, mais remarque que retrouver les taux de disponibilité du parc des années pré-Covid conduirait à atteindre 380 TWh, tandis qu'une réussite de toutes les actions de maximisation du productible pourrait conduire jusqu'à 400 TWh maximum. RTE ne compte guère sur la sobriété, car un sondage qu'elle a commandé à Ipsos révèle que 86 % des Français qui vivent dans une maison individuelle n'ont pas envie d'emménager dans un logement collectif et qu'il y a beaucoup de réticence à envisager une diminution de la taille des logements ou un renoncement à la voiture individuelle.

## Importations et exportations
La France est exportatrice nette d'électricité depuis 1980 environ. Sur la période 1990-2022, le pays a en moyenne un solde exportateur net d'environ 55 TWh par an.
En 2021, selon l'Agence internationale de l'énergie (AIE), la France est le deuxième exportateur mondial d'électricité, avec un solde exportateur de 44,89 TWh, derrière le Canada (47,38 TWh), mais en 2022, son solde est devenu importateur (14,94 TWh). En 2023, il redevient exportateur de 50,34 TWh.
En 2023, la France est au premier rang des exportateurs en Europe (50,1 TWh d’exportations nettes), suivie de la Suède (28,6 TWh) et de la Norvège (17,3 TWh).

### Marché européen de l'électricité
L'Union européenne a entrepris la construction du marché européen de l'énergie dont le marché européen de l'électricité constitue une composante majeure ; les principales étapes de cette construction ont été :
- libéralisation des marchés de l'électricité : directive 96/92/CE en 1997 ;
- deuxième paquet énergie (2003) : règlement (CE) no 1228/2003 sur les conditions d'accès au réseau pour les échanges transfrontaliers d'électricité ;
- troisième paquet énergie (2007) : règlement (CE) no 713/2009 instituant une agence de coopération des régulateurs de l’énergie, et règlement (CE) no 714/2009 sur les conditions d’accès au réseau pour les échanges transfrontaliers d’électricité.

L'organisation Réseau européen des gestionnaires de réseau de transport d'électricité (ENTSO), issue de la fusion de six associations régionales préexistantes, regroupe l'ensemble des opérateurs de systèmes de transport d'électricité de l'Union européenne et d'autres pays qui lui sont connectés (41 membres de 34 pays) ; la réglementation sur les échanges transfrontaliers d'électricité établie par le 3e « Paquet Énergie » voté par le Parlement européen et mise en application depuis mars 2011 charge ENTSO-E de promouvoir l'achèvement et le fonctionnement du marché intérieur de l'électricité et du commerce transfrontalier et d'assurer la gestion optimale, la coordination et une saine évolution technique du réseau de transport d'électricité européen.
La France est le pays le plus thermosensible : la consommation d'électricité y augmente de 2 400 MW par degré Celsius en hiver, contre trois fois moins en Grande-Bretagne et en Allemagne, et quatre à sept fois moins en Espagne et en Italie, dont la thermosensibilité est par contre plus élevée qu'en France en été à cause de la climatisation importante des bâtiments.
Un épisode exceptionnel de prix spot négatifs s'est produit le 16 juin 2013 : la combinaison d'une demande faible et d'un excédent de production de sources peu flexibles (nucléaire français entre 5 et 8 heures du matin, éolien et solaire allemands entre 13 et 17 heures, qui ont représenté près de 60 % de la production allemande sur cette plage horaire) a fait chuter les prix à −41 €/MWh en moyenne sur la journée, et même à −200 €/MWh entre 5 et 8 heures du matin et −100 €/MWh entre 14 et 16 heures. Depuis, ce phénomène s'est développé du fait de l'accroissement de la capacité installée éolienne : en 2020, l'Allemagne a connu près de 300 heures à prix négatifs et la France 102 heures. En 2021, la France a encore connu 64 heures à prix négatifs. Dès que la production éolienne est abondante, l’effet à la baisse sur les prix est immédiat sur une zone plus ou moins étendue selon l’intensité de l’épisode ; les prix allemands, également très volatils, évoluent fortement à la baisse lorsque la production éolienne est abondante.
L’intégration des marchés européens de l’électricité a connu une nouvelle étape en 2015 avec le couplage de l'Italie et de la Slovénie, après l’extension en 2014 du couplage par les prix aux pays de la zone North West Europe (Royaume-Uni, pays scandinaves et pays baltes) en février, puis à la péninsule ibérique en mai. Ce couplage permet de créer une zone d’échange unique, et par conséquent des zones de prix identiques lorsque les capacités d’interconnexion ne limitent pas les échanges transfrontaliers.
En 2022, le « système électrique continental synchrone » est étendu en urgence à l'Ukraine et à la Moldavie pour soutenir la stabilité du réseau électrique dans ces régions après l'invasion de l'Ukraine par la Russie de 2022.

### Interconnexions
Le développement des interconnexions internationales est un enjeu majeur pour la construction du marché européen de l'énergie ; elles permettent des compensations entre les excédents transitoires ou structurels des uns et les déficits des autres. Le Schéma décennal de développement du réseau (SDDR), publié en 2019, prévoit un doublement de la capacité d’interconnexion de la France, passant d’une quinzaine de gigawatts en 2019 à une trentaine de gigawatts à l’horizon 2035. Les projets d’interconnexion ont été classés en trois paquets cohérents : le « paquet 0 » consiste à mener à bien les trois projets en cours en 2019 et réalisés depuis : deux avec le Royaume-Uni, IFA2 (2 GW) et Eleclink (1 GW), et un avec l’Italie, Savoie-Piémont (1,2 GW) ; le « paquet 1 » rassemble toutes les interconnexions qui apparaissent « sans regret », c’est-à-dire dont la justification est acquise dans tous les scénarios d’évolution de mix énergétique : renforcement engagé avec l’Espagne via la ligne Golfe de Gascogne, renforcements avec l’Allemagne et la Belgique, peu coûteux par rapport aux bénéfices qu’ils apportent ; le « paquet 2 » regroupe les autres projets, suspendus à des conditions politiques (suites du Brexit), économiques (montant des subventions européennes, évolution des paysages énergétiques) ou techniques.

#### Espagne
L'interconnexion France-Espagne par l’est des Pyrénées entre Baixas (près de Perpignan) et Santa Llogaia d'Àlguema (près de Figueras), liaison en courant continu de 2 GW sur 65 km entièrement souterraine (320 kV), décidée lors du sommet franco-espagnol de Saragosse le 27 juin 2008, a été mise en service en 2015, après la fin des essais en cours depuis la fin 2014, permettant de porter la capacité physique d’export depuis la France vers l’Espagne de 1 400 à 2 800 MW. Son coût de 700 M€ est financé en partie (225 M€) par l'Union européenne. L'inauguration de l'interconnexion en février 2015 préparait la mise en service commerciale en juin 2015 ; les interconnexions existantes étaient saturées les deux tiers du temps entre les deux pays, surtout dans le sens de la France vers l’Espagne. EDF table, grâce à ce nouveau débouché, sur quelques dizaines de millions d'euros de marge supplémentaire par an car, en moyenne, les prix spot sont nettement plus élevés en Espagne (42,70 €/MWh en 2014) qu'en France (34,60 €/MWh). L'Espagne bénéficie en revanche de prix plus bas dans les périodes où ses quelque 30 GW de capacités installées dans le solaire et l'éolien tournent à plein.
La Commission européenne a annoncé le 25 janvier 2018 le déblocage de 578 millions d'euros pour soutenir le projet d'interconnexion électrique sous-marine entre la France et l'Espagne dans le golfe de Gascogne, qu'elle juge « hautement prioritaire ».
Le 14 septembre 2021, RTE annonce que le ministère de la Transition écologique a validé, après trois ans de concertation avec les élus et les citoyens, le tracé de la future ligne électrique entre les postes de transformation de Cubnezais (près de Bordeaux) et de Gatika (près de Bilbao), soit environ 400 km de long, dont 300 sous la mer.
Le projet Golfe de Gascogne est prévu pour une mise en service partielle en 2027 et complète en 2028 ; cette liaison portera les capacités d’échanges d’électricité entre la France et l’Espagne à près de 5 000 MW.

#### Italie
Le projet de nouvelle liaison avec l'Italie, dit « projet Savoie-Piémont », est en construction par RTE et son homologue italien Terna ; cette liaison souterraine de 190 km en courant continu augmentera la capacité d’interconnexion France-Italie de 1 200 MW. Les travaux en France ont débuté en 2014. Une première liaison a été mise en service en novembre 2022, d’une capacité de 600 MW. La seconde liaison, également de 600 MW, devrait être mise en service en 2023. Cette liaison souterraine à courant continu, longue de 95 km du côté français, s’intègre aux infrastructures routières existantes. Elle traverse 66 km d’autoroutes, 18 km de routes départementales, six viaducs, trois tunnels et une galerie hydraulique, et emprunte le tube du tunnel routier du Fréjus sur 6,5 km.

#### Royaume-Uni
RTE et son homologue britannique National Grid travaillent sur un projet de nouvelle interconnexion entre la France et l’Angleterre, la liaison IFA 2000 inaugurée en 1986 de 2 GW s'avérant aujourd'hui insuffisante.
La liaison IFA-2, également sous-marine, mise en service le 22 janvier 2021, relie Bellengreville (Calvados) à la côte sud de l'Angleterre, à Fareham, à hauteur de l'île de Wight ; longue de 200 km avec une puissance de 1 000 MW en courant continu.
Le chantier d'une nouvelle liaison de 1 000 MW en courant continu a été lancé en mars 2017 par Getlink (ex-Eurotunnel). Les 51 km de câbles sont posés dans le tunnel sous la Manche ; ils appartiennent à la société Eleclink, filiale à 100 % de Getlink, qui prélève un péage sur l'électricité transportée. Les premiers tests de transmission d'électricité par le câble ont commencé dans la nuit du 31 août au 1er septembre 2021. La mise en service commerciale a été réalisée le 25 mai 2022.
Par ailleurs, le projet FAB Link d'une interconnexion de 1 400 MW passant par l'île d'Aurigny a été approuvé en juillet 2015 par le régulateur britannique Ofgem. Ses promoteurs ont toutefois décidé en 2020 de le reporter. Ofgem a révisé le projet et informé FAB Link Ltd en mars 2022 que son projet reste dans l'intérêt des consommateurs britanniques.
L’île de Jersey, déjà alimentée depuis le Cotentin par deux liaisons sous-marines 90 kV, est raccordée par une troisième alimentation 90 kV souterraine mise en service en 2014 (voir Channel Islands Electricity Grid).

#### Irlande
Les gestionnaires de réseaux de transport français et irlandais, RTE et EirGrid respectivement, ont signé le 3 décembre 2019 un accord avec la Commission européenne : ils recevront une subvention de 530 millions d'euros pour le projet Celtic Interconnector, dont le coût total est évalué à 930 millions d'euros. Les travaux devraient démarrer en 2023. Le câble sous-marin, d'une longueur de 575 kilomètres entre Cork et Landerneau, aura une capacité de 700 MW. Le projet Celtic a fait l’objet d’une déclaration d’utilité publique en août 2022 et a obtenu l’ensemble des autorisations nécessaires à sa construction. Les travaux ont débuté en 2023 pour une mise en service début 2027.

#### Belgique
RTE et Elia, son homologue belge, ont décidé conjointement de renforcer l’interconnexion entre Avelin, au sud de l’agglomération lilloise, et Avelgem, près de Tournai en Belgique, une des cinq interconnexions entre la France et la Belgique et une artère maîtresse des transits d’électricité européens, en équipant les lignes existantes de nouveaux câbles, innovants et plus performants. Le renforcement de cette ligne permet de sécuriser l’approvisionnement en électricité des deux pays en augmentant la capacité de transport d’électricité de 1 000 MW environ par paire de câbles. Les travaux de renforcement des pylônes et des fondations ont commencé en octobre 2018 et le remplacement des conducteurs électriques en août 2021. Le renforcement de 2 GW de la liaison existante Avelin-Avelgem a été achevé en 2022.

#### Allemagne
Les interconnexions entre la France et l'Allemagne ont été saturées pendant plus de la moitié du temps en 2013, soit cinq fois plus qu'en 2009 ; en 2014, ce taux a légèrement reculé, mais reste proche de 50 % : le besoin d'un renforcement des capacités d'échange entre les deux pays est donc très net.

#### Andorre
Une nouvelle liaison transfrontalière a été mise en service en 2014 avec la principauté d’Andorre reliant Hospitalet (France) à Grau-Roig (Andorre) (liaison directe 150 kV).

### Échanges internationaux d'électricité de la France

#### Contexte
Les échanges contractuels recensés dans les bilans quantitatifs annuels publiés par RTE diffèrent des échanges physiques retracés dans les données diffusées par les ministères. Le solde global est identique, mais des compensations peuvent être effectuées entre contrats, et une livraison d'électricité définie contractuellement entre la France et l'Allemagne peut, selon l'état du réseau, passer physiquement par la Belgique, la Suisse ou d'autres pays.

#### Situation actuelle

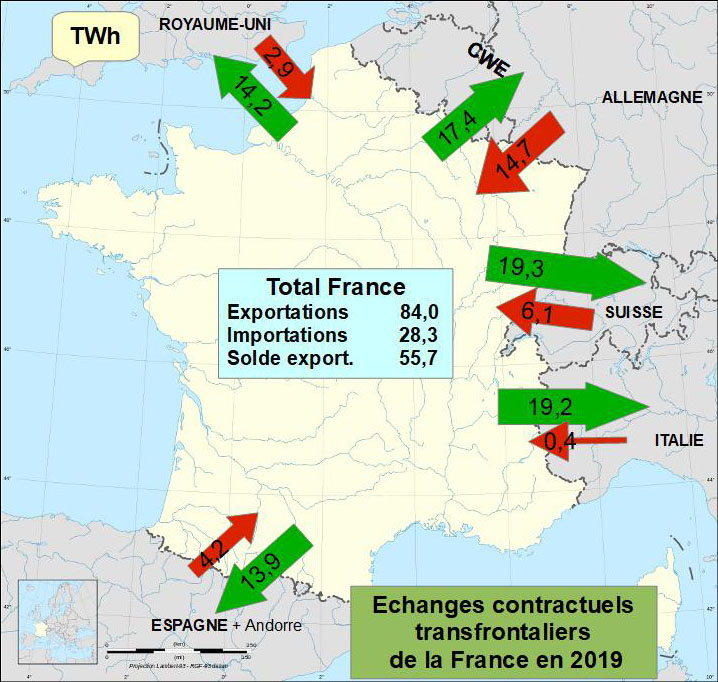
Échanges contractuels transfrontaliers d'électricité de la France en 2019 (source des données : RTE).

En 2024, la France a battu son record d'exportation d'électricité, le portant à 89 TWh, largement au-dessus du précédent record de 77 TWh qui datait de 2002. Les principaux facteurs explicatifs sont les niveaux de production en forte augmentation du nucléaire et des énergies renouvelables, combinés à la faiblesse persistante de la consommation d'électricité, qui devrait être inférieure d'environ 6 % à la moyenne des années 2014-2019. Les soldes exportateurs atteignent 27,2 TWh vers l'Allemagne et la Belgique, 22,3 TWh vers l'Italie, 20,1 TWh vers le Royaume-Uni, 16,7 TWh vers la Suisse et 2,8 TWh vers l'Espagne. La valorisation totale des exportations d'électricité françaises a atteint le niveau inédit de 5 milliards d'euros, contre 1 à 3 milliards d'euros par an depuis le début des années 2000. RTE remarque cependant que ce montant reste faible en comparaison du coût des importations de combustibles fossiles : plus de 64 milliards d'euros.
La France a conservé une position nettement exportatrice sur tous les mois de l’année 2024. La progression du solde exportateur concerne surtout la zone Allemagne-Belgique et la Grande-Bretagne, malgré des reculs vers l'Espagne et la Suisse. L'analyse détaillée des échanges révèle que les échanges avec l'Espagne varient surtout en fonction de la production éolienne espagnole : lorsque celle-ci est faible, la France a nettement tendance à être exportatrice ; par contre, lorsque la production éolienne espagnole dépasse 10 GW, l'Espagne exporte vers la France. L'analyse de la corrélation entre les prix spot et la consommation résiduelle en France (consommation diminuée des productions éolienne et solaire) montre que les prix augmentent avec la consommation résiduelle, que la France importe de la région Core (Allemagne-Belgique) lorsque les prix sont négatifs (forte production des EnR dans un contexte de faible consommation), car les prix sont alors davantage négatifs dans la région Core, ainsi que dans des périodes de forte consommation, pour modérer l'augmentation des prix. Une grande partie des importations de la France « traversent » le pays : les importations depuis l'Espagne proviennent en partie du Portugal et sont souvent destinées à l'Italie. Une modélisation de ces flux au périmètre élargi aboutit à une estimation de la répartition finale du solde exportateur de la France : 32 % pour l'Italie, 18 % pour l'Allemagne, 15 % pour la Belgique, 7 % pour la Grande-Bretagne, 6 % pour le Portugal, 4 % pour les Pays-Bas, 3 % pour l'Espagne, 2 % pour la Suisse, 5 % pour la Scandinavie et 7 % pour les pays de l'Est. La France a été exportatrice sur une vaste plage de prix, avec des volumes élevés à la fois pendant les périodes de prix relativement faibles et de prix relativement élevés. Le prix spot français moyen en 2024 s’est élevé à 58 €/MWh ; la France a exporté 46 TWh en situation de prix inférieur au prix moyen, et 44 TWh en situation de prix supérieur au prix moyen. Le prix moyen du mégawatt-heure exporté a été légèrement plus faible que le prix spot moyen français, mais le prix moyen du mégawatt-heure importé a été 30 % plus faible.
En 2023, le solde annuel est redevenu exportateur, atteignant 50,1 TWh, proche de la moyenne d'environ 55 TWh/an d’exports nets sur la période 1990-2022, et le solde mensuel a été exportateur tout au long de l’année. Sur le dernier trimestre de 2023, le solde a été parmi les plus élevés observés à cette période depuis 2005 : 17 TWh d’exportations nettes.
En 2022, la France est devenue importatrice nette d’électricité pour la première fois depuis 40 ans. La faible disponibilité du parc nucléaire est le premier déterminant de ce retournement. Cependant, au cours de certaines périodes (février et les deux dernières semaines de décembre), une production renouvelable abondante a ponctuellement compensé la baisse de la production nucléaire et permis à la France de redevenir exportatrice en solde. Le solde importateur a atteint 16,5 TWh en 2022 contre un solde exportateur de 43,3 TWh en 2021. Les mois de juillet, août et septembre ont représenté à eux seuls 60 % de ce solde négatif, soit 10 TWh. Le solde des échanges a été importateur sur près de 70 % du temps sur l'année, mais la France n'a été dépendante des importations pour sa sécurité d'approvisionnement que sur moins de 10 % du temps. La facture énergétique des importations d’électricité est estimée à environ 7 milliards €, contre un gain de près de 3 milliards € en 2021 ; en comparaison, la facture énergétique des importations de combustibles fossiles est estimée à 108 milliards € par les douanes.
En 2021, la France est restée le pays le plus exportateur d’Europe, par un solde de 43 TWh maintenu à un niveau quasiment identique à celui de 2020, en recul de près de 13 TWh par rapport à 2019. L'année 2021 est caractérisée par une forte volatilité des flux : les volumes d’exports ont été au plus haut depuis 2017 tandis que les volumes d’importation ont atteint 44 TWh, en hausse de 27 % par rapport à 2020 et de 55 % par rapport à 2019, leur plus haut niveau depuis dix ans. L’année 2021 a compté 78 journées avec un solde journalier importateur, soit 35 journées de plus qu’en 2020. Pour la première fois depuis l’hiver 2016/2017, le solde des échanges a été importateur en novembre et en décembre, qui ont affiché respectivement 23 et 25 journées importatrices, dont trois journées où la France a été importatrice sur toutes ses frontières.
En 2020, la France conserve sa place de premier pays exportateur d’Europe avec un solde exportateur de 43,2 TWh, en recul d'environ 13 TWh par rapport à 2019 ; les volumes commerciaux d’export diminuent de 7 % à 77,8 TWh, tandis que les volumes d’import progressent de 22 % à 34,6 TWh. Le solde des échanges est resté exportateur tous les mois sauf en septembre, mois usuellement très exportateur ; cette anomalie s’explique notamment par la forte baisse de la disponibilité du parc nucléaire. Les échanges restent très volatils tout au long de l’année, avec un solde variant 10,1 GW en import le 8 décembre à 23 h 30 à 16,7 GW en export le 18 mars à 16 h 30. Leur sens est exportateur la plupart du temps, surtout avec l'Italie et la Grande-Bretagne, mais il devient plus souvent importateur, surtout avec l'Espagne et plus encore avec l'Allemagne et la Belgique.
En 2019, la France est premier exportateur d’Europe avec un solde exportateur de 55,7 TWh ; le volume d’import est de 28,3 TWh, et celui d’export de 84 TWh ; le solde des échanges est positif tous les mois, mais reste très volatil, le solde variant de 9,3 GW en import le 19 novembre à 9 h à 17,4 GW en export le 22 février à 16 h, un niveau jamais atteint auparavant. Le nombre de jours importateurs est en légère hausse : 25 contre 17 en 2018, répartis surtout en hiver (janvier, novembre et décembre), lorsque les températures deviennent inférieures aux normales saisonnières.
Le solde exportateur physique a reculé de 8 % en 2019 après une hausse de 57 % en 2018. La France a en effet importé plus d’électricité pour pallier la chute des productions nucléaire et hydraulique. Les exportations physiques se sont élevées à 73 TWh contre 76 TWh en 2018, alors que les importations ont atteint 16 TWh contre 14 TWh en 2018 ; le recul du solde exportateur est observé à toutes les interconnexions frontalières sauf celles avec la Suisse ; le bénéfice net tiré du commerce extérieur d’électricité recule à 2 017 M€ (−30 %) sous l'effet conjugué de la baisse des volumes et de celle des prix à l'exportation.
Le solde avec la région CWE, après avoir été importateur en 2016 et 2017,est redevenu exportateur en 2018, du fait d'une meilleure disponibilité du parc nucléaire français, d'une production hydraulique française abondante ainsi que des nombreuses indisponibilités des centrales nucléaires belges en fin d’année. En 2019, le solde reste exportateur, mais recule du fait d'une meilleure disponibilité des centrales nucléaires belges. Les exports sont particulièrement importants en mai (2,13 TWh) et en juin (2,23 TWh) ; en revanche, le solde est importateur les mois d’hiver (2,59 TWh en janvier), la France étant plus thermosensible que ses voisins.

#### Historique
| en TWh | Belgique | Allemagne | Suisse | Italie | Espagne | Royaume-Uni | TOTAL |
| 2000   | 8,3      | 15,2      | 7,4    | 15,8   | 7,9     | 14,7        | 69,4  |
| 2001   | 11,5     | 14,2      | 8,1    | 17,7   | 5,5     | 11,4        | 68,4  |
| 2002   | 10,4     | 4,2       | 21,7   | 22,1   | 8,7     | 9,1         | 76,2  |
| 2003   | 11,5     | 4,4       | 19,4   | 21,4   | 5,6     | 2,4         | 64,7  |
| 2004   | 13,0     | −8,7      | 20,2   | 21,4   | 5,2     | 9,3         | 60,4  |
| 2005   | 11,5     | −9,7      | 20,4   | 19,4   | 6,5     | 10,5        | 58,6  |
| 2006   | 15,5     | −5,6      | 20,5   | 17,3   | 4,3     | 9,8         | 61,8  |
| 2007   | 10,2     | -8,2      | 21,7   | 20,4   | 5,4     | 6,0         | 55,5  |
| 2008   | 9,0      | −12,6     | 18,4   | 17,8   | 2,7     | 11,3        | 46,6  |
| 2009   | −2,8     | −11,9     | 16,4   | 18,1   | 1,5     | 3,3         | 24,6  |
| 2010   | −0,9     | −6,7      | 19,5   | 16,2   | −1,6    | 3,0         | 29,5  |
| 2011   | 5,8      | 2,4       | 25,2   | 16,1   | 1,4     | 4,8         | 55,7  |
| 2012   | 12,0     | −8,7      | 17,5   | 15,1   | 1,8     | 6,5         | 44,2  |
| 2013   | 12,9     | −9,8      | 16,5   | 15,4   | 1,7     | 10,5        | 47,2  |
| 2014   | 16,6     | −5,9      | 16,4   | 19,3   | 3,6     | 15,1        | 65,1  |
| 2015   | 6,7      | 6,7       | 13,9   | 19,7   | 7,3     | 14,1        | 61,7  |
| 2016   | −5,3     | −5,3      | 10,1   | 16,5   | 7,8     | 10,0        | 39,1  |
| 2017   | −10,9    | −10,9     | 10,3   | 18,2   | 12,5    | 7,9         | 38,0  |
| 2018   | 6,1      | 6,1       | 10,6   | 18,6   | 12,0    | 12,9        | 60,2  |
| 2019   | 2,7      | 2,7       | 13,2   | 18,8   | 9,7     | 11,3        | 55,7  |
| 2020   | 0,7      | 0,7       | 13,2   | 15,4   | 5,2     | 8,8         | 43,2  |
| 2021   | -10,1    | -10,1     | 15,6   | 17,6   | 6,1     | 13,9        | 43,1  |
| 2022   | −27,4    | −27,4     | 12,1   | 17,9   | −9,1    | −9,9        | −16,5 |
| 2023   | 2,4      | 2,4       | 16,3   | 20,0   | −1,8    | 13,2        | 50,1  |
| 2024   | 27,2     | 27,2      | 16,7   | 22,3   | 2,8     | 20,1        | 89,0  |

À partir de 2015, il n'est plus possible de distinguer les échanges France-Belgique de ceux avec l'Allemagne, intégrés dans la « région CWE » (Central West Europe : France, Allemagne, Belgique, Pays-Bas, Luxembourg) où le couplage fonctionne depuis le 21 mai 2015 avec la méthode « flow-based » qui prend en compte les capacités physiques réelles du réseau et non plus des limites contractuelles frontière par frontière.
| en TWh      | Allemagne | Belgique | Royaume-Uni | Espagne | Italie | Suisse | Total France |
| Export 2010 | 9,4       | 3,9      | 8,5         | 1,9     | 17,4   | 25,5   | 66,6         |
| Import 2010 | 16,1      | 4,8      | 5,5         | 3,5     | 1,2    | 6,0    | 37,1         |
| Export 2011 | 10,8      | 7,9      | 7,7         | 4,5     | 16,9   | 27,6   | 75,4         |
| Import 2011 | 8,4       | 2,1      | 2,9         | 3,1     | 0,8    | 2,4    | 19,7         |
| Export 2012 | 5,2       | 13,9     | 8,4         | 5,8     | 15,7   | 24,5   | 73,5         |
| Import 2012 | 13,9      | 1,9      | 1,9         | 4,0     | 0,6    | 7,0    | 29,3         |
| Export 2013 | 5,3       | 15,2     | 12,3        | 5,8     | 16,9   | 23,9   | 79,4         |
| Import 2013 | 15,1      | 2,3      | 1,8         | 4,1     | 1,5    | 7,4    | 32,2         |
| Export 2014 | 7,3       | 17,4     | 15,9        | 6,5     | 19,8   | 25,5   | 92,4         |
| Import 2014 | 13,2      | 0,8      | 0,8         | 2,9     | 0,5    | 9,1    | 27,3         |
| Export 2015 | 20,1      | 20,1     | 15,9        | 9,3     | 20,1   | 25,9   | 91,3         |
| Import 2015 | 13,4      | 13,4     | 1,8         | 2,0     | 0,4    | 12,0   | 29,6         |
| Export 2016 | 10,6      | 10,6     | 12,7        | 13,3    | 17,7   | 17,4   | 71,7         |
| Import 2016 | 15,9      | 15,9     | 2,7         | 5,5     | 1,2    | 7,3    | 32,6         |
| Export 2017 | 8,7       | 8,7      | 11,8        | 17,1    | 18,9   | 17,7   | 74,2         |
| Import 2017 | 19,6      | 19,6     | 3,9         | 4,6     | 0,7    | 7,4    | 36,2         |
| Export 2018 | 18,5      | 18,5     | 14,7        | 16,4    | 19,1   | 17,6   | 86,3         |
| Import 2018 | 12,4      | 12,4     | 1,8         | 4,4     | 0,5    | 7,0    | 26,1         |
| Export 2019 | 17,4      | 17,4     | 14,2        | 13,9    | 19,2   | 19,3   | 84,0         |
| Import 2019 | 14,7      | 14,7     | 2,9         | 4,2     | 0,4    | 6,1    | 28,3         |
| Export 2020 | 15,8      | 15,8     | 13,2        | 13,1    | 16,3   | 19,5   | 77,8         |
| Import 2020 | 15,1      | 15,1     | 4,4         | 7,9     | 0,9    | 6,3    | 34,6         |
| Export 2021 | 12,1      | 12,1     | 19,7        | 14,8    | 18,8   | 21,7   | 87,1         |
| Import 2021 | 22,2      | 22,2     | 5,8         | 8,7     | 1,2    | 6,1    | 44,0         |
| Export 2022 | 1,9       | 1,9      | 2,7         | 3,8     | 18,4   | 13,7   | 40,5         |
| Import 2022 | 29,3      | 29,3     | 12,6        | 12,9    | 0,5    | 1,6    | 57,0         |
| Export 2023 | 15,9      | 15,9     | 15,7        | 6,8     | 20,2   | 16,9   | 75,4         |
| Import 2023 | 13,5      | 13,5     | 2,7         | 8,6     | 0,2    | 0,6    | 25,3         |
| Export 2024 | 31,3      | 31,3     | 20,9        | 9,4     | 22,3   | 17,4   | 101,3        |
| Import 2024 | 4,1       | 4,1      | 0,8         | 6,6     | 0,1    | 0,7    | 12,3         |

Voici par ailleurs les échanges physiques publiés par ENTSO-E :
| en TWh      | Allemagne | Belgique | Royaume-Uni | Espagne | Italie | Suisse | Total France |
| Export 2017 | 6,99      | 3,92     | 11,12       | 15,56   | 13,72  | 8,94   | 61,36        |
| Import 2017 | 2,93      | 5,46     | 2,19        | 3,09    | 1,04   | 6,41   | 21,12        |
| Solde 2017  | 4,06      | −1,55    | 8,93        | 12,47   | 12,68  | 2,53   | 40,24        |

NB : le tableau ci-dessus omet, pour simplifier, les échanges avec le Luxembourg (0,88 TWh d'exportations) et avec Andorre (0,09 TWh d'exportations).

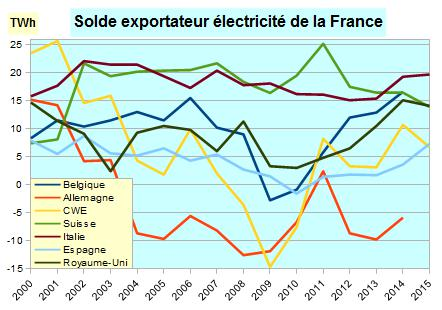
Évolution du solde exportateur électricité de la France par pays
Source données : RTE
La courbe "CWE" avant 2015 a été reconstituée en additionnant Belgique+Allemagne.

En 2011, du fait de la décision du gouvernement allemand d'arrêter 7 réacteurs nucléaires à mi-mars, après la catastrophe de Fukushima, les échanges avec l'Allemagne sont redevenus largement exportateurs : alors qu'ils étaient encore importateurs de 1,3 TWh sur le 1er trimestre, ils ont été exportateurs de 3,7 TWh sur le reste de l'année.
Mais en 2012 l'Allemagne est à nouveau devenue exportatrice : 13,9 TWh exportés vers la France contre 5,2 TWh exportés par la France vers l'Allemagne, malgré la baisse de la production nucléaire allemande ; ceci s'explique par des marges de production devenues disponibles sur d’autres moyens : la production de photovoltaïque en Allemagne a considérablement augmenté (près de 30 TWh en 2012 contre une dizaine en 2010), dégageant ainsi sur le réseau, selon l’ensoleillement, des excédents significatifs d’énergie. D’autre part, l’électricité produite par les centrales au charbon a renforcé sa compétitivité à la suite de la chute du prix du charbon, le développement du gaz de schiste ayant eu pour effet de réduire la demande de charbon aux États-Unis. En conséquence, avec des pics réguliers de production renouvelable et un parc charbon compétitif, l’Allemagne a exporté son énergie vers quasiment tous ses voisins y compris la France.
En 2014, le solde exportateur a bondi de 17,9 TWh ; c'est le plus élevé depuis 2002. Il est supérieur à 5 GW en puissance moyenne tous les mois, y compris l'hiver, grâce à la compétitivité des prix du parc français. Les échanges avec l'Allemagne se sont en partie rééquilibrés, avec de forts exports en juillet et août et moins d'imports pendant l'hiver ; les importations sont particulièrement élevées pendant les heures de production photovoltaïque.
Depuis 1981, la production française d'électricité est supérieure à la demande intérieure et la France est exportatrice nette d'électricité : en 2015, son solde exportateur contractuel atteint 61,7 TWh, ce qui en fait le pays le plus exportateur de l'Europe de l'Ouest. Avec 91,3 TWh d'exports pour seulement 29,6 Wh d'imports, le solde des échanges reste très exportateur, et ce tous les mois de l'année. La France n'a été importatrice nette que pendant 38 heures réparties sur dix journées, mais n'a jamais été importatrice nette sur une journée entière, alors qu'en 2009 les journées comportant des heures importatrices étaient au nombre de 170, dont 60 journées globalement importatrices. Un pic historique a été atteint le 13 juillet de 6 heures à 7 heures, avec un solde exportateur de 15,6 GW dépassant de 2 GW le précédent record atteint en janvier 2011, qui a été dépassé pendant plus de 48 heures depuis la mise en service de la nouvelle interconnexion avec l'Espagne et la mise en œuvre de la méthode « flow-based ».
En 2017, le solde exportateur des échanges subi un nouveau recul : c'est le plus bas depuis 2010, avec 74,2 TWh d'exports pour 36,2 TWh d'imports, donc 38,0 TWh de solde exportateur ; le solde a même été importateur de 0,95 TWh en janvier, permettant au pays de surmonter la période de grand froid, et de 0,83 TWh en novembre, la cause de cette chute étant la série d'arrêts de réacteurs pour contrôle imposée par l'Autorité de sûreté nucléaire ; par contre, un nouveau record de solde exportateur a été atteint le 30 mars à 17 GW.
En 2018, la France redevient le premier pays exportateur d’Europe avec un solde exportateur de 60,2 TWh ; le volume d’import est 26,1 TWh, et celui d’export de 86,3 TWh ; le solde des échanges est positif tous les mois, et s’élève à 7,85 TWh en mai, au plus haut depuis le mois de juillet 2014 ; la progression des exports est liée à une hausse du prix français plus modérée que celle de ses voisins. La ligne Baixas – Santa Llogaia (France-Espagne), mise en service en octobre 2015, a plus que doublé les capacités d'échanges, qui ont atteint en moyenne 2 546 MW en export et 2 190 MW en import en 2018 ; malgré ces capacités accrues, les échanges France-Espagne sont encore saturés 75 % du temps, contre 87 % en 2015, avant l'arrivée de cette ligne.

## Prix de l'électricité

### Prix de gros
En 2023, les prix de l’électricité sur les marchés de gros ont poursuivi le recul entamé depuis le pic de la crise énergétique à l’été 2022. Le prix spot moyen annuel français a reculé de 40 % par rapport à celui de 2023, passant de 97 €/MWh en 2023 à 58 €/MWh en 2024, et a été divisé par cinq par rapport à celui de 2022. Il a ainsi retrouvé un niveau similaire à ceux observés avant les crises sanitaire et énergétique. Mais sa volatilité a augmenté : notamment, le nombre d’heures où le prix spot était négatif a plus que doublé par rapport à l’année précédente (359 heures en 2024 contre 147 en 2023). Les prix à terme ont également baissé, suivant la tendance des prix à terme du gaz : le prix français pour une livraison d’électricité l’année suivante a été divisé par deux, passant de 161 €/MWh pour les produits négociés en 2023 à 77 €/MWh pour les produits négociés en 2024. Les prix spot moyens ont aussi baissé dans les autres pays européens, mais cette baisse a été moins forte dans les pays où la production d’électricité d’origine fossile a représenté au moins le tiers du mix électrique national en 2024, en particulier l’Italie, l’Allemagne et la Grande-Bretagne. Les prix spot français sont les plus bas : 58 €/MWh contre 63 €/MWh en Espagne, 70 €/MWh en Belgique, 77 €/MWh aux Pays-Bas, 79 €/MWh en Allemagne, 107 €/MWh en Italie.
Le 14 novembre 2023, le gouvernement a présenté le nouveau mécanisme de régulation des prix du nucléaire, censé assurer un prix de l'électricité compétitif et redresser les finances d'EDF tout en évitant les reproches de Bruxelles ou de l'Allemagne. EDF doit négocier avec ses clients des contrats à long terme (cinq ans) et l'État taxer la part de ses revenus supérieure à deux seuils : les revenus d'EDF sur la vente d'électricité nucléaire seront taxés à 50 % au-delà d'un prix de vente de 78 à 80 €/MWh et à 90 % au-delà de 110 €/MWh. Les montants ainsi collectés doivent être redistribués aux consommateurs, ménages comme entreprises, en fonction de leurs profils de consommation. Le PDG d'EDF Luc Rémont s'engage à ce que le prix de vente de l'électricité nucléaire se limite à 70 €/MWh en moyenne sur quinze ans.
En 2023, les prix de l’électricité sur les marchés de gros ont nettement baissé par rapport à 2022, sans toutefois retrouver les niveaux d’avant crise. La moyenne annuelle des prix spot est retombée de 276 €/MWh en 2022 à 97 €/MWh en 2023, grâce à l’amélioration du productible nucléaire et hydraulique, à la baisse sans précédent de la consommation et à la baisse des prix du gaz, descendus sous la barre des 40 €/MWhth en moyenne sur l’année contre environ 100 €/MWhth en 2022. L’année 2023 a été aussi caractérisée, en France comme dans d’autres pays européens, par une augmentation du nombre d’épisodes de prix négatifs sur le marché spot : pendant 147 heures en 2023 ; ces prix négatifs sont apparus principalement entre les mois de mai et septembre dans l’après-midi, en conséquence de la forte production solaire et des faibles niveaux de consommation à ces périodes ; ils ont souvent été l’effet d’offres déposées sur les marchés des pays voisins. Les prix négatifs ont été constatés pendant 301 heures en Allemagne et 316 heures aux Pays-Bas.
En 2022, la crise énergétique liée à la situation internationale et à l’augmentation des prix des combustibles a conduit à une augmentation sans précédent des prix de l’électricité en Europe, en particulier de juin à septembre. Les prix spot, qui avaient déjà connu un pic à 345 €/MWh en décembre 2021, ont atteint un autre pic à 369 €/MWh lors de l'invasion de l'Ukraine, puis ont culminé à 612 €/MWh fin août avant de chuter au-dessous de 100 €/MWh en octobre du fait des températures très supérieures à la normale ; un autre pic passager a été atteint à 399 €/MWh début décembre. En moyenne sur l’année, le prix spot a atteint 275,9 €/MWh contre 109,2 €/MWh en 2021. Les prix à terme enregistrés entre le printemps et l’automne 2022 pour livraison au cours de l’hiver 2022-2023 ont été régulièrement supérieurs en France à ceux observés dans les pays voisins, traduisant l’intégration par les acteurs de marché, d’une « prime de risque » très élevée pour la France, vis-à-vis de la sécurité d’approvisionnement de l’automne-hiver 2022-2023 ; ils ont culminé à près de 1 900 €/MWh en septembre.
En 2021, une crise énergétique a affecté l'Europe au second semestre. Les prix des énergies fossiles ont subi une hausse généralisée, ainsi que les marchés de l’électricité européens. La reprise économique mondiale a augmenté la demande d’énergie sans être accompagnée d’une augmentation similaire de l’offre, la remise en place des chaînes d’approvisionnement et de logistique ayant tardé. D’autre part, la situation a été rendue plus sensible par des stocks (gaziers, hydrauliques) faibles à l’issue de l’hiver 2020-2021, long et froid, et par des facteurs géopolitiques. Enfin, la production plus faible des énergies bas-carbone, en Europe (éolien) et en France (moindre disponibilité du parc nucléaire) a accru le recours aux centrales thermiques fossiles.
La hausse des prix de gros est générale sur les bourses de l'électricité européennes : en France, les prix passent de 32,2 €/MWh en 2020 à 109,17 €/MWh en 2021, en Allemagne de 30,47 €/MWh à 96,85 €/MWh, au Royaume-Uni de 39,59 €/MWh à 137,67 €/MWh, en Italie de 37,38 €/MWh à 112,73 €/MWh. Les écarts de prix entre pays se sont fortement accrus, les pays les plus dépendants du gaz (Royaume-Uni, Italie) étant défavorisés par rapport à ceux qui ont pu recourir à leurs centrales à charbon (Allemagne). La France a connu une envolée des prix spot à partir de septembre, ces prix reflétant en général le coût de production des centrales marginales, c’est-à-dire la dernière centrale appelée, le plus souvent des centrales au gaz ; un record historique a été atteint à 403 €/MWh dans la semaine du 20 décembre. Mais simultanément, les épisodes de prix négatifs tendent à être de plus en plus nombreux dès que la production éolienne est abondante : en France, le prix spot français est devenu négatif pendant 64 heures en 2021 contre 27 en 2019 ; ce phénomène est encore plus prononcé en Allemagne.
Les 198 responsables d'équilibre procèdent à tous types de transactions commerciales sur le marché de l’électricité à des échéances allant de plusieurs années à l’avance jusqu’au quasi-temps réel. La flexibilité offerte par ce dispositif permet aux acteurs de réagir aux différents aléas et de faire face aux incertitudes. En 2021, 155 d'entre eux ont été actifs ; le volume de leurs transactions a baissé par rapport à 2020 : les opérations de gré à gré (Programmes d’échange de blocs ou PEB) baissent de 11,4 % ; les transactions sur le marché boursier journalier et infra-journalier augmentent de 2,4 %, atteignant 243 TWh en 2020 ; la demande d'ARENH atteint un volume de 146,2 TWh et dépasse pour la troisième fois consécutive le plafond fixé à 100 TWh.
En 2020, le prix spot moyen du marché de gros français est tombé à 32,2 €/MWh, en baisse de 18 % par rapport à 2019 (39,45 €/MWh), au plus bas depuis 2004. Cette baisse, générale dans toute l'Europe, s’explique par la réduction importante de la demande électrique due à la pandémie de Covid-19, par des températures supérieures aux normales de saison en début d’année, et par la chute des prix des combustibles, en particulier du gaz naturel. Les prix ont fortement chuté de mars à mai, pendant le confinement, avec une moyenne hebdomadaire touchant un minimum à 10 €/MWh en avril et des épisodes de prix négatifs sur 102 pas horaires ; le prix français descend jusqu’à −75,8 €/MWh le lundi 13 avril, jour où la consommation est faible (lundi de Pâques) et les productions éolienne et solaire importantes en Europe. En Allemagne, les pas horaires avec des prix négatifs ont également augmenté à près de 300. À l'inverse, des niveaux de prix très élevés sont atteints en septembre, du fait d'une faible disponibilité du parc nucléaire due à la maintenance prolongée de plusieurs réacteurs nucléaires du fait de la pandémie et à des contraintes environnementales (débit des rivières trop faible) puis en décembre, à cause de la hausse de la consommation causée par les températures inférieures aux normales de saison. De plus, au cours de ces deux mois, des périodes anticycloniques réduisent fortement la production éolienne en Europe certains jours et entrainent l’apparition de pics de prix : le prix français devient supérieur à 100 €/MWh sur 25 pas horaires et atteint jusqu’à 200,04 €/MWh le lundi 21 septembre à 19 heures.
En 2019, le prix spot moyen du marché de gros français est retombé à 39,45 €/MWh contre 50,2 €/MWh en 2018 ; c'est son niveau le plus bas depuis 2016. Cette baisse s'observe dans toute l’Europe, à la suite du recul important des cours des combustibles (charbon et surtout gaz) et des températures assez douces en début et en fin d’année en France, qui réduisent les pics de prix sont en nombre et en intensité. Le prix le plus élevé a été atteint le 24 janvier, dépassant 100 €/MWh pendant sept heures et culminant à 121,5 €/MWh. À l'inverse, des prix négatifs ont été constatés sur 27 pas horaires, descendant jusqu'à −24,9 €/MWh le samedi 8 juin, pendant le week-end de Pentecôte, où la consommation était faible, alors que la production éolienne était importante avec l’arrivée de la tempête Miguel. Le nombre de pas horaires avec des prix négatifs augmente également en Allemagne : 211 contre 134 en 2018.
Le prix du certificat d’émission de CO2 est en forte augmentation depuis 2018 : de 7,8 €/t au 1er janvier 2018, il est passé à 24,2 €/t au 1er janvier 2019, puis à 28,9 €/t au 22 juillet 2019. En 2022, il atteint les 97,5 €/t en février et août, puis redescend en dessous de 70 €/t en octobre. Le charbon étant le combustible le plus émetteur (0,986 t/MWh pour les groupes charbon contre 0,352 à 0,583 t/MWh pour les différentes technologies de production gaz), cette évolution a drastiquement fait augmenter les coûts variables des centrales à charbon. Simultanément, le prix du gaz a baissé plus fortement (de 19,6 €/MWh début 2018 à 11 €/MWh fin 2019) que ceux du charbon (de 98 $/t au 1er janvier 2018 à 53,5 $/t fin 2019). Finalement, il en résulte une plus forte compétitivité du gaz.
En 2018, le prix spot en France est remonté à 50,2 €/MWh, contre 45,2 €/MWh en 2017. La hausse du prix français est plus modérée que celle des pays voisins, sauf l’Espagne. Les prix restent très volatils : l’Allemagne connait de nombreux épisodes de prix négatifs, lors des creux de consommation (nuit, jour férié, week-end, etc.), en raison de capacités de production difficilement modulables ou fatales (éolien, solaire) ; les prix sont passés en dessous de zéro sur près de 140 pas horaires. Ces prix négatifs se sont propagés en France sur onze pas horaires dans l’année, dont sept dans la journée du 1er janvier, où le prix a baissé jusqu'à −31,8 €/MWh. A contrario, des prix très élevés ont été observés en février et en novembre, où le prix français a dépassé 150 €/MWh au cours de quatre journées, atteignant un pic de 260 €/MWh.

### Prix de détail
Le marché de détail est divisé en deux parties : le marché à tarifs réglementés, qui concerne surtout les particuliers et les petits professionnels, et le marché libre, qui s'adresse pour le moment aux entreprises, mais s'étend progressivement aux professionnels.
La construction des tarifs réglementés se fait par empilement des coûts d'amont en aval :
- d'abord, les coûts de production, que tous les consommateurs paient ;
- ensuite, les coûts de transport en très haute tension (400 kilovolts en Europe) ;
- puis les coûts de transport (y compris coût des pertes) en haute tension, payés seulement par les clients raccordés à une tension inférieure à la THT ;
- et ainsi de suite jusqu'aux clients résidentiels et professionnels raccordés en basse tension (230 V) ;
- pour finir, on ajoute les coûts de commercialisation.

Ceci explique pourquoi les tarifs sont bien plus élevés pour les clients raccordés en basse tension que pour les industriels raccordés en haute tension, et pourquoi les prix en HT sont beaucoup plus sensibles aux variations des coûts de production : ils comprennent une part bien plus importante de coûts de production. Le tarif réglementé en basse tension se compose actuellement comme suit :
En 2012 :
- production : 40 % ;
- transport et distribution : 31 % ;
- impôts et redevances : 29 % (TVA, taxes locales, CSPE, CTA).

En 2018 :
- production : 36 % ;
- transport et distribution : 29 % ;
- impôts et redevances : 35 % (TVA, taxes locales, CSPE, CTA)[212].

Les tarifs réglementés sont calculés en fonction des coûts de l'opérateur historique EDF ; la loi NOME de 2010 prévoyait que ce calcul devrait être fait en fonction des coûts des fournisseurs alternatifs (Direct Énergie, GDF Suez, Planète Oui...), au plus tard fin 2015 ; cette modification a été appliquée dès le 1er novembre 2014, avec pour résultat une hausse réduite à 2,5 % pour les particuliers au lieu de 5 % prévus initialement, et de 1,5 % en 2015 puis de 2 % en 2016, selon la Commission de régulation de l'énergie (CRE), alors que le mode de calcul précédent aurait entraîné une hausse de 6,7 % pour les particuliers cette année. Cette réduction des hausses limite les marges de manœuvre des fournisseurs alternatifs pour concurrencer EDF avec des offres de marché. Par ailleurs, le décret modifiant le mode de calcul des tarifs réglementés de l'électricité, publié le 29 octobre 2014, précise que l'application du nouveau mode de calcul se fera « sous réserve de la prise en compte des coûts » d'EDF. Cette mention introduite par le Conseil d'État fait déjà l'objet d'interprétations divergentes entre le ministère et les fournisseurs.
Le tableau ci-dessous présente l'évolution des prix d'énergie (hors abonnement) dans les tarifs réglementés hors-taxes (TVA, TFCE, CTA, CSPE et taxes locales) pour les particuliers (tarif bleu pour clients résidentiels) de 2004 à 2013 :
| Date                                    | Option Base | Option Base | Option Base | Option Heures Creuses | Option Heures Creuses |
|                                         | 3 kVA       | 6 kVA       | >6 kVA      | HP*                   | HC*                   |
| --------------------------------------- | ----------- | ----------- | ----------- | --------------------- | --------------------- |
| 01/01/2004                              | 9,43        | 7,65        | 7,65        | 7,65                  | 4,50                  |
| 15/08/2006                              | 9,59        | 7,78        | 7,78        | 7,78                  | 4,58                  |
| 16/08/2007                              | 9,70        | 7,87        | 7,87        | 7,87                  | 4,63                  |
| 15/08/2008                              | 9,89        | 8,03        | 8,03        | 8,03                  | 4,72                  |
| 15/08/2009                              | 7,81        | 7,84        | 8,17        | 8,39                  | 5,19                  |
| 15/08/2010                              | 7,93        | 7,98        | 8,17        | 9,01                  | 5,57                  |
| 01/07/2011                              | 8,06        | 8,12        | 8,31        | 9,16                  | 5,67                  |
| 23/07/2012                              | 8,22        | 8,28        | 8,48        | 9,35                  | 5,78                  |
| 01/08/2013                              | 8,83        | 8,83        | 8,83        | 9,98                  | 6,10                  |
| 01/11/2014                              | 9,09        | 9,09        | 9,09        | 10,19                 | 6,23                  |
| 01/08/2015                              | 9,32        | 9,32        | 9,32        | 10,43                 | 6,38                  |
| * HP=heures pleines ; HC=heures creuses |             |             |             |                       |                       |

Les statistiques ci-dessous sont tirées de la base de données d'Eurostat (les petits pays ont été écartés pour améliorer la lisibilité) :

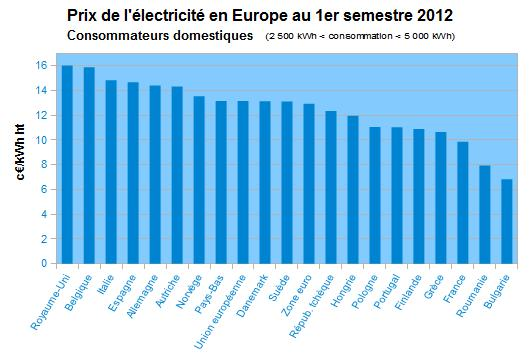
Prix de l'électricité en Europe pour les consommateurs domestiques au 1er semestre 2012.

Le graphique ci-dessus permet de constater que les consommateurs domestiques (résidentiels) français bénéficient de prix parmi les plus bas d'Europe : 9,86 c€/kWh hors taxes, largement inférieurs (de 25 %) à la moyenne de l'Union européenne : 13,16 c€/kWh ; seules la Roumanie et la Bulgarie ont des prix encore plus bas ; l'Allemagne a un prix largement supérieur à la moyenne : 14,41 c€/kWh (46 % de plus qu'en France) ; les prix les plus élevés se trouvent au Royaume-Uni (16,03 c€/kWh), en Belgique et en Italie.
Il convient cependant de préciser que les prix hors taxes sont une base de comparaison insuffisante, car les taxes sont très importantes dans certains pays, et de plus certaines de ces taxes sont directement affectées au financement des énergies renouvelables (CSPE en France, EEG-Umlage en Allemagne. Ainsi, en Allemagne en 2013, le prix moyen de l'électricité pour un ménage-type de trois personnes consommant 3 500 kWh/an atteint 28,5 c€/kWh, dont 14,37 c€/kWh de taxes, en particulier : 4,55 c€/kWh de TVA et 5,277 c€/kWh d'EEG-Umlage (contribution aux surcoûts des EnR).

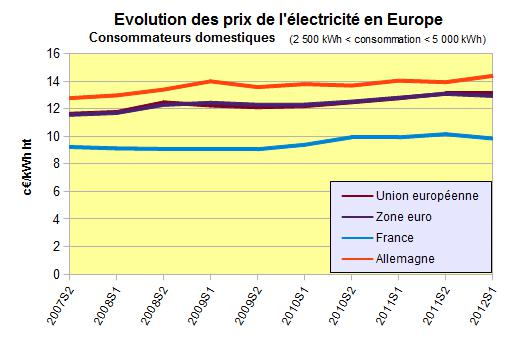
Évolution des prix de l'électricité en Europe pour les consommateurs domestiques 2007-2012.

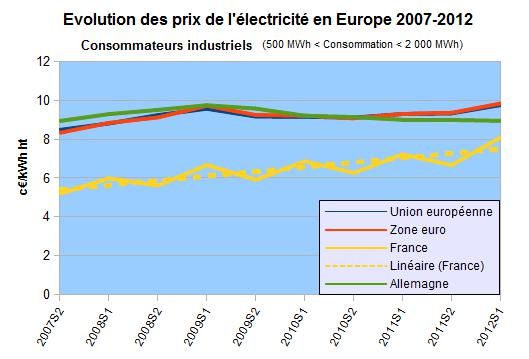
Évolution des prix de l'électricité en Europe pour les consommateurs industriels 2007-2012.

Le graphique ci-dessus montre l'évolution de ces prix, semestre par semestre depuis 2007 : en 4 ans et demi, ils augmentent de 13 % dans l'Union européenne, soit un peu plus vite que l'inflation ; dans la zone euro, la hausse a été un peu moins forte : +11,8 % ; en France, la hausse n'a été que de 6,7 % et en Allemagne de 12,7 %.

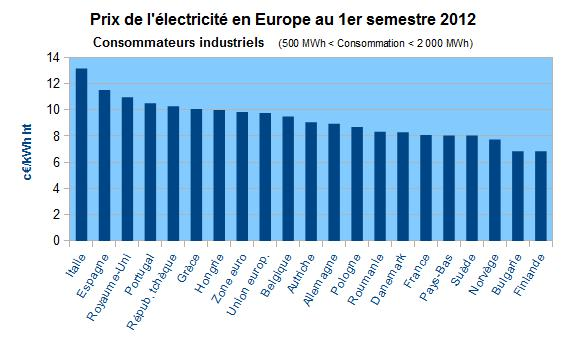
Prix de l'électricité en Europe pour les consommateurs industriels au 1er semestre 2012.

Ce graphique permet de constater que les consommateurs industriels (500 à 2 000 MWh) français bénéficient eux aussi de prix parmi les plus bas d'Europe : 8,09 c€/kWh hors taxes, largement inférieurs (de 17 %) à la moyenne de l'Union européenne : 9,76 c€/kWh ; seuls cinq pays (Pays-Bas, Suède, Norvège, Bulgarie et Finlande) ont des prix encore plus bas, pour la plupart grâce à des ressources locales à bas coût : hydroélectricité en Norvège et Suède, gaz aux Pays-Bas et en Norvège ; l'Allemagne a un prix inférieur à la moyenne : 8,95 c€/kWh (10,6 % de plus qu'en France) ; les prix les plus élevés se trouvent en Italie (13,15 c€/kWh), en Espagne et au Royaume-Uni.
Ce graphique montre l'évolution de ces prix, semestre par semestre depuis 2007 : en 4 ans et demi, ils augmentent de 15,1 % dans l'Union européenne, soit nettement plus vite que l'inflation ; dans la zone euro, la hausse a été encore plus forte : +18,1 % ; en France, la hausse a été très forte : +39 % (après élimination des fluctuations saisonnières) et en Allemagne de 0,1 % seulement. Il apparaît clairement que les fournisseurs français ont réussi à imposer un rattrapage partiel de l'écart de prix entre la France et le marché européen, centré sur l'Allemagne. Il est possible aussi que la hausse du prix moyen en France soit liée au mouvement de désindustrialisation particulièrement marqué sur cette période : les industries qui ont disparu sont peut-être celles qui bénéficiaient des prix les plus avantageux, négociés sous la pression des politiciens pour tenter de maintenir en survie les entreprises les plus fragiles.
La CRE publie le 18/02/2013 un rapport sur le fonctionnement des marchés de détail français de l'électricité et du gaz naturel dans lequel elle annonce : « l’analyse prospective de l’évolution des tarifs réglementés de vente sur la période 2012-2017 fait apparaître que la hausse de la facture moyenne hors taxe d’un client résidentiel ou professionnel, qui atteint près de 30 % dans les projections de la CRE en euros courants (dont 10,4 % d’inflation), sera due pour plus du tiers à l’augmentation de la CSPE, laquelle s’explique pour l’essentiel par le développement des énergies renouvelables ».
Le 11 avril 2014, le Conseil d'État a annulé la hausse de tarif d'août 2012, la jugeant insuffisante : alors que la CRE avait initialement estimé à 5,7 % la hausse nécessaire des tarifs pour les particuliers en 2012 et l'avait même évaluée dans un second temps à 9,6 %, le gouvernement avait ramené cette hausse à 2 % ; l'Anode, un regroupement de concurrents d'EDF comprenant Direct Énergie, avait saisi le Conseil d'État pour préjudice concurrentiel ; le Conseil d'État a constaté que les tarifs annulés étaient « manifestement inférieurs au niveau auquel ils auraient dû être fixés en application des principes s'imposant aux ministres » et « ne permettaient pas de répercuter les hausses prévisionnelles des coûts de production pour l'année 2012 » ; les factures d'électricité devront donc être réajustées rétroactivement.
La CRE publie à mi-juillet 2015 son rapport sur les tarifs réglementés de l’électricité, qui recommande une hausse de 8 % au 1er août 2015 des tarifs bleus. Cette augmentation, liée à des rattrapages tarifaires au titre des années précédentes, affecterait les tarifs pendant un an ; pour en lisser l’impact sur la facture des consommateurs, le régulateur souligne que l’effort pourrait aussi être limité à 3,5 % au 1er août 2015, mais qu’il devrait dans ce cas être appliqué pendant deux ans. La ministre de l'Énergie a décidé de limiter cette hausse à 2,5 % et d'en exonérer les petites entreprises.
La rapporteure publique du Conseil d'État a recommandé le 4 mai 2018 l'annulation de la décision de juillet 2017 des ministres de l'Énergie et de l'Économie fixant le tarif réglementé de vente (TRV) de l'électricité. Le conseil d'État était saisi par Engie et par l'Anode, qui regroupe des fournisseurs alternatifs (Direct Énergie, Eni...). Si le Conseil d'État, suit la préconisation de la rapporteure publique, cela ouvrira la voie à l'extinction du tarif réglementé. Engie et l'Anode soulevaient les questions de la conformité du tarif réglementé au droit européen, et de l'intérêt de son maintien par rapport aux objectifs de sécurité d'approvisionnement et de protection des consommateurs. La rapporteure publique Émilie Bokdam-Tognetti a estimé que le dispositif n'était « pas compatible » avec le droit européen, et que les requérants étaient « fondés à se prévaloir de cette incompatibilité ». L'extinction du TRV pour le gaz naturel est déjà en cours à la suite d'une procédure similaire ; une période de transition est envisagée, pour l'extinction totale en 2023.
Fin 2018, les représentants du Conseil, de la Commission et du Parlement européens confortent le maintien des tarifs réglementés en France (et dans trois autres pays: la Bulgarie, la Roumanie et la Hongrie) jusqu’en 2025.

## Acteurs

### Producteurs en France
Les principaux producteurs d'électricité en France sont les suivants.

#### EDF
Électricité de France (EDF), entreprise historique, est de loin le premier producteur, transporteur, distributeur et fournisseur d'électricité en France, numéro deux au Royaume-Uni et en Italie, 70e au classement Fortune Global 500 de 2014 par chiffre d'affaires, troisième groupe mondial du secteur des services publics (utilities) derrière le groupe public chinois State Grid Corporation of China et Enel ; huitième capitalisation du CAC 40 au 9 juillet 2014. À l'échelle mondiale, EDF a produit 628 TWh d'électricité en 2011 et desservi 37,7 millions de clients ; son chiffre d'affaires a atteint 65,3 milliards d'euros, dont 43 % hors de France, et ses investissements 11,1 milliards d'euros. EDF est en 2012 le huitième propriétaire mondial d'infrastructures. EDF étend son activité au gaz, en s'appuyant sur l'expérience de sa filiale italienne Edison ; c'est le principal concurrent d'Engie dans le gaz en France, et Engie est son principal concurrent dans l'électricité. Le 23 mai 2023, le ministre de l'Économie, Bruno le Maire, annonce la finalisation de la nationalisation d'EDF le 8 juin par une prise de contrôle à 100 % par l'État, qui lui aura coûté au total 9,7 milliards d'euros.

#### Engie
Engie est 44e au classement Fortune Global 500 de 2014 par chiffre d'affaires, et quatrième groupe énergétique mondial derrière l'américain Glencore, le russe Gazprom et l'allemand E.ON ; c'est la sixième capitalisation du CAC 40 au 9 juillet 2014. Sur son site web, GDF Suez se présente comme « 1er groupe mondial dans le secteur des utilities », ce qui peut paraître contradictoire avec le classement de Fortune évoqué ci-dessus ; cela peut s'expliquer par le fait que les groupes concernés ont des activités hors du champ de l'énergie, qui sont prises en compte dans leur chiffre d'affaires (c'est d'ailleurs aussi le cas de GDF Suez qui distribue de l'eau par sa filiale Suez Environnement ; il affirme aussi être :
- dans le secteur électrique : premier producteur indépendant d’électricité dans le monde ; premier producteur mondial d’électricité non nucléaire ; 118,2 GW de capacités de production électrique installées dans le monde, plus 11,8 GW en construction.
- dans le gaz naturel : deuxième acheteur de gaz naturel en Europe, 1er opérateur de réseaux de transport et de distribution de gaz naturel en Europe et 1er vendeur de capacités de stockage de gaz en Europe ; 344 licences d’exploration ou de production dans 16 pays ; 789 Mbep de réserves prouvées et probables ; 1er importateur de Gaz naturel liquéfié en Europe et troisième importateur dans le monde, deuxième opérateur de terminaux méthaniers en Europe.
- Dans le secteur électrique en France, GDF Suez contrôle deux acteurs importants :
  - Compagnie nationale du Rhône (CNR) dont l'actionnaire principal est, depuis 2003, GDF SUEZ, via Electrabel, "son nouveau partenaire industriel, son actionnaire de référence" selon les termes du site de la CNR[228].
  - Société hydroélectrique du Midi (SHEM), absorbée par GDF-SUEZ en 2008[229].

#### EPH
E.ON, numéro un allemand de l'électricité, rachète le 1er octobre 2009 à Endesa la société SNET qui exploite les anciennes centrales à charbon des ex-Charbonnages de France ; E.ON France prévoit de fermer cinq centrales et de les remplacer par des cycles combinés gaz sur les mêmes sites. Le site web d'E.ON France présente les chiffres clés 2011 d'E.ON en France : « Chiffre d’affaires : 1 987 M€ ; ventes d’électricité et de gaz : 13,1 TWh d’électricité et 6,9 TWh de gaz ; capacité installée : plus de 3 GW ; production d’électricité : 5,6 TWh. Fort de 4 centrales thermiques, 2 cycles combinés gaz, 6 parcs éoliens et 2 fermes solaires, E.ON est le 3e producteur d'électricité en France.[...] 3e fournisseur d'électricité et de gaz : plus de 200 clients, grossistes, grands industriels et du secteur tertiaire, sur plus de 400 sites en France ». À compter du 1er janvier 2016, la séparation des activités du groupe E.On est effective et la filiale française d'E.ON s'appelle dorénavant Uniper France. Fin 2018, Uniper négocie la vente de sa filiale française à l'entreprise tchèque EPH. En juillet 2019, Uniper annonce la finalisation de la vente à EPH de l'ensemble de ses activités françaises.

#### Total
Total, entré sur le marché de la production d'électricité en 2018 par le rachat de Direct Énergie, issu de la fusion le 11 juillet 2012 de Poweo et Direct Énergie, deux entreprises de fourniture d'électricité et de gaz apparues en 2002 et 2003, à la suite de l'ouverture de ces marchés à la concurrence. En juin 2009, le fondateur de Poweo, Charles Beigbeder vend sa participation à l'autrichien Verbund, le premier producteur d'électricité d'Autriche ; en juillet 2011 Direct Énergie annonce le rachat de la participation majoritaire de l'autrichien, prélude à la fusion de 2012. Le capital de la société est détenu à 60,8 % (72,6 % des droits de vote) par François 1er Énergie, société holding détenue en majorité par Financière Lov et dirigée par Stéphane Courbit. Son site web la présente comme « 1er fournisseur alternatif de gaz et électricité en France, avec plus d'un million de clients et 6,18 TWh d'électricité consommés par ces clients en 2011 ». Son parc de production comprend surtout de petites centrales hydrauliques et des éoliennes ; elle a remporté, en partenariat avec Siemens, un appel d’offres portant sur la construction d’une tranche à cycle combiné au gaz naturel d’une puissance de 422 MW à Landivisiau en Bretagne, et développe un autre projet cycle combiné au gaz à Hambach en Moselle (deux tranches de 446 MW).
Bénéficiaire depuis 2012, Direct Énergie a annoncé fin mars 2015 le versement de son premier dividende à hauteur de 40 % de son résultat net 2014 de 15,2 millions d'euros, obtenu grâce à la baisse des prix de marché de l’électricité, désormais inférieurs au tarif ARENH auquel EDF est tenu de céder de l’électricité à ses concurrents.
En 2015, Direct Énergie a passé le seuil du milliard d'euros de chiffre d'affaires, en progression de 25,5 %, a augmenté son bénéfice net de 78,7 % et revendique plus de 1,6 million de sites clients, contre 1,3 million fin 2014, et 11,4 TWh livrés. L’acquisition de nouveaux clients s’est accélérée en fin d’année 2015 avec l’extinction des tarifs réglementés d’EDF pour les entreprises et les collectivités. Par ailleurs, Direct Énergie, qui se fournissait jusqu'en 2014 auprès d’EDF au tarif ARENH de 42 euros par mégawattheure (MWh), s’approvisionne en 2016 au prix de marché, qui a baissé tout au long de 2015.
En avril 2018, Total annonce l'achat de 74 % de Direct Énergie pour 1,4 milliard d'euros. Il lance ensuite une offre de rachat du solde des actions, valorisant l'entreprise à 1,9 voire 2,5 milliards d'euros, en incluant la dette de Direct Énergie. Avec 1,5 million de clients en France et en Belgique grâce à l'acquisition de Lampiris, les 2,6 millions de clients de Direct Énergie portent Total au premier rang des concurrents d'EDF en France, derrière Engie (4 millions de clients) ; Total vise plus de 6 millions de clients en France, ce qui impliquerait de passer de 7 à 15 % de part de marché. Fin 2018, Total annonce un accord pour racheter à EPH les deux centrales à gaz (828 MW) qu'il est en train de racheter à Uniper ; avec la centrale de 400 MW de Direct Énergie à Bayet (Allier) ainsi que deux centrales rachetées à Pont-sur-Sambre (Nord) et Toul (Meurthe-et-Moselle) auprès du fonds d'investissement américain KKR, pour un total de 825 MW, Total disposera de plus de 2 GW de centrales à gaz en France, sans compter le site belge de Direct Énergie et le projet de Landivisiau, soit à peu près autant qu'Engie (2,2 GW) et EDF (2,5 GW).
En février 2019, Total Eren, détenu à 23 % par Total depuis septembre 2017, avec option sur 100 % dans les cinq ans, achète Novenergia, dont l'intégration lui permettra d'augmenter de 50 % ses capacités de production d'électricité renouvelable ; Novenergia dispose de 510 MW d'éolien, 115 MW de solaire et 32 MW de petite hydraulique ; 70 % de ces activités sont au Portugal, 10 % en Italie et 5 % en France.

#### Alpiq
Alpiq Énergie France est une filiale du groupe suisse Alpiq, issu de la fusion en 2009 des groupes Atel et Électricité ouest suisse (EOS). L'entreprise possède des éoliennes et des barrages en France, et a construit un cycle combiné gaz de 420 MW à Bayet dans l'Allier, mis en service en 2011, qu'il a revendue fin 2015 au groupe Direct Energie. Alpiq Énergie France s'est par ailleurs porté candidat au renouvellement des concessions hydroélectriques en France. Selon son site, Alpiq France annonce qu'il dessert 500 sites industriels, leur a livré 15 TWh en 2011, possède une puissance installée de 430 MW et a fait un chiffre d'affaires de 1,053 milliards de francs suisses en 2011.

#### Autres
Certaines des quelque 150 entreprises locales de distribution d'électricité et de gaz (ELD) disposent également de moyens de production propres. Ainsi de l'Usine d'électricité de Metz (UEM), société d'économie mixte créée par la ville de Metz. Sa production électrique (20 % des besoins de ses clients) est assurée par trois centrales hydrauliques situées sur la Moselle et par une centrale thermique de cogénération chaleur-électricité, qui alimente le réseau de chaleur de la ville.
Des coopératives citoyennes produisent également de l'électricité.

#### Évolution du marché
Un processus de consolidation est en cours après la prolifération des acteurs suscitée par l'ouverture du secteur électrique à la concurrence : les acteurs principaux multiplient les acquisitions de PME dans les énergies vertes. Engie rachète en 2015 le spécialiste du photovoltaïque Solairedirect, puis reprend les parts des minoritaires de deux petites sociétés dans l'éolien qu'il contrôlait déjà : Maia Eolis et la Compagnie du Vent ; Direct Energie acquiert en juin 2017 les actifs de production en France de Quadran (363 MW en exploitation et 450 MW en développement dans le solaire, l'éolien, l'hydroélectricité et le biogaz) ; EDF EN a pris en juillet 2017 le contrôle de Futuren avec ses 389 MW de parcs éoliens en exploitation et près de 400 MW de projets en développement. Le secteur des énergies vertes est encore très fragmenté, avec quelques belles PME potentiellement très convoitées comme Neoen (détenu par Jacques Veyrat), Voltalia (contrôlé par la famille Mulliez, du groupe Auchan), Eren RE (fondé par les ex-propriétaires d'EDF EN, Pâris Mouratoglou et David Corchia), ou encore Akuo, Albioma, etc., et une multitude de sociétés plus petites comme Urbasolar, Générale du Solaire, Epuron... Les majors pétrolières, après quelques tentatives avortées dans les années 2000, recommencent à s'intéresser à ce secteur d'avenir : Shell vient d'annoncer qu'il allait investir 1 milliard de dollars par an dans les énergies propres, un an après avoir créé une division dédiée ; le groupe a déjà remporté, en décembre 2016, des contrats dans l'éolien en mer aux Pays-Bas (Borssele), et veut aussi investir dans l'hydrogène et les biocarburants. Le norvégien Equinor participe avec l'allemand E.ON au champ d'éoliennes en mer Arkona, un investissement de près de 700 millions d'euros, et va installer, en partenariat avec la société Masdar d'Abu Dhabi, la première ferme d'éoliennes flottantes au large de l'Écosse ; Equinor a créé une entité spécialisée dans l'éolien et le CCS (capture et stockage de CO2). Total reste le groupe pétrolier le plus avancé dans ce domaine : après avoir racheté 60 % du fabricant de panneaux solaires américain Sunpower dès 2011, pour 1,4 milliard de dollars, puis le fabricant de batteries Saft en mai 2016, pour 1 milliard d'euros, son PDG Patrick Pouyanné a annoncé en 2016 que les investissements dans les énergies bas carbone atteindraient 500 millions d'euros par an, et que les activités correspondantes (solaire, biocarburants, batteries, aval gaz, CCS...) représenteraient 20 % de ses activités dans vingt ans.

### Producteurs à l'étranger
- Engie - Electrabel (Belgique)
- Enel (Italie)
- Endesa (Espagne), filiale d'Enel
- Électricité de Laufenbourg (Suisse)
- Iberdrola (Espagne)
- E.ON (Allemagne)
- Naturgy (Espagne)

### Gestionnaires de réseaux
- Réseau de transport : il était jusqu'en 1997 propriété de l'État au travers d'EDF, puis géré par RTE (réseau de transport d'électricité), filiale à 100 % d'EDF.
- Réseaux de distribution : ils sont la propriété des communes qui en concèdent la construction et l'exploitation à un gestionnaire de réseau de distribution (GRD), le plus souvent à Enedis (95 % des cas). Les communes, indépendamment ou regroupés en syndicat d'électricité, peuvent aussi gérer directement la distribution, en régies locales (au nombre de 160 environ) :
  - Régie d'électricité de Bitche (Moselle)
  - Régie d'électricité de Hagondange (Moselle)
  - Régie d'électricité de Seyssel (Haute-Savoie)
  - Régie Gaz Électricité de Sallanches (Haute-Savoie)
  - Régie d'électricité d'Elbeuf (Seine-Maritime)
  - Régie d'électricité de l'Ariège[248]
  - Électricité de Strasbourg
  - Gaz Électricité de Grenoble
  - Régie du syndicat électrique intercommunale du pays chartrain (RSEIPC)
  - Sorégies (Société de revente d'électricité et de gaz, investissement, exploitation et services), basée à Poitiers, créée au 1er janvier 2004 par fusion des Régies d'Électricité, d'Équipement et de Gaz de la Vienne sous la forme d'une Société Anonyme d'Économie Mixte Locale (SAEML).
  - Usine d'électricité de Metz

### Régulateurs
- Régulateur national : Commission de régulation de l'énergie (CRE)
- Régulateurs locaux : Fédération nationale des collectivités concédantes et régies ; les collectivités, en tant que concessionnaires, ont un droit de regard sur les activités du distributeur qui doit leur remettre un rapport annuel.

### Bourse de l'électricité
- Powernext
- EPEX SPOT, créée en 2008 par la fusion des marchés spot de l’électricité des bourses de l’énergie Powernext et European Energy Exchange (EEX) ; elle est détenue à parts égales (50 %) par les deux sociétés mère[249],[250]. EPEX SPOT SE gère les marchés spot de l’électricité pour la négociation à court-terme en France, Allemagne/Autriche et Suisse. Ensemble, ces pays totalisent un tiers de la consommation d’électricité en Europe.

### Organismes de concertation
Le Comité des utilisateurs du réseau de transport, créé en 2000, regroupe tous les acteurs du système électrique, c'est-à-dire RTE, les producteurs d'électricité raccordés au réseau, les sociétés de commercialisation, les consommateurs éligibles (industriels) et les sociétés de distribution d'électricité. L'objectif de ce comité est de concerter les décisions tant techniques qu'économiques pour assurer le bon équilibre du réseau.

### Syndicats patronaux
- Union française de l'électricité (UFE) : association professionnelle du secteur de l’électricité ; membre du Mouvement des entreprises de France (Medef) et d’EURELECTRIC, l’association européenne des électriciens ; regroupe, directement ou indirectement, plus de 500 entreprises qui emploient, en France, plus de 150 000 salariés, pour un chiffre d’affaires de plus de quarante milliards d'euros.
- Association nationale des opérateurs détaillants en énergie (Anode) rassemble les fournisseurs alternatifs désireux de promouvoir, ensemble, une concurrence effective sur les marchés du gaz et de l’électricité en France.
- Exeltium, un consortium des industriels électro-intensifs.

## Réglementation
Le cadre règlementaire est défini par la directive de l'Union européenne 2003/54/CE concernant des règles communes pour le marché intérieur de l'électricité, publiée le 26 juin 2003. Cette directive est transposée en France par la loi no 2004-803 du 9 août 2004 relative au service public de l'électricité et du gaz et aux entreprises électriques et gazières, puis par la loi « NOME » (nouvelle organisation du marché de l’électricité) du 7 décembre 2010.

### Cas des zones non interconnectées au réseau métropolitain continental (ZNI)
Ces collectivités et départements français, non interconnectés avec le réseau électrique de la France continentale, doivent produire sur place la totalité (ou la quasi-totalité) de l’énergie électrique consommée. La loi française les identifie comme des « zones non interconnectées au réseau métropolitain continental » (ZNI). Le coût de production de l’électricité y est plus élevé qu'en France continentale et le coût de revient de l'électricité, dans le meilleur des cas, y est deux fois plus élevé que son prix de vente au tarif garanti par la péréquation tarifaire.
Une dérogation européenne, applicable par tous les pays concernés, prévoit la mise en place d’une organisation adaptée aux régions non interconnectées (Corse, DROM, COM pour la France, les Canaries pour l'Espagne, ou les Açores pour le Portugal).
En France, un système compensatoire, la contribution au service public de l'électricité (CSPE), dont le montant est proposé par la Commission de régulation de l'énergie (CRE), permet d'assurer l'équilibre économique des producteurs.

#### Corse, départements et régions d'outre-mer, et collectivités d'outre-mer
EDF SEI (Systèmes énergétiques insulaires) produit, achète, transporte et distribue de l'électricité dans les systèmes électriques isolés français suivants : la Corse, les départements et régions d'outre-mer (Archipel de la Guadeloupe, Guyane, Île de la Réunion, Martinique) et les collectivités d'outre-mer (Saint-Pierre et Miquelon, Saint-Barthélemy, Saint-Martin).
En Corse et Outre-Mer, EDF continue d’assurer intégralement le service public de distribution de l’électricité au travers d’une direction spécifique, EDF SEI, tout en achetant à certains producteurs privés :
- en Guadeloupe, exploitée par Albioma, « la centrale thermique biomasse du Moule fournit 31 % de l’électricité disponible sur le réseau »[253] et 7 % sont fournis par la « centrale export diesel de Jarry » (centrale thermique privée)[254],[255] ;
- en Martinique, exploitée par Albioma, la centrale bagasse/bois de Galion 2 fournira 15 % des besoins en 2019[256],[257] ;
- à Mayotte, c'est Électricité de Mayotte, une société d'économie mixte (SEM) détenue à 50,01 % par le conseil départemental de Mayotte, 24,99 % par EDF, 24,99 % par SAUR International (filiale de Bouygues) et 0,01 % par l’État, qui assure ces mêmes services[258].

#### Polynésie française et Nouvelle-Calédonie
Dans ces zones, des concessions sont délivrées par les collectivités pour assurer l'achat, la vente, la production, le transport et la distribution de l'électricité.
Ainsi, la société privée Électricité de Tahiti (filiale de GDF Suez) pour Tahiti et dix-neuf autres îles de la Polynésie française, ou Enercal (une SEM dont la Nouvelle-Calédonie détient 54,42 %, Eramet 16,3 %, EDF 15,98 % et GDF-Suez 10,79 %) en Nouvelle-Calédonie assurent ces missions dans ces territoires[réf. nécessaire].

### Programmation pluriannuelle de l'énergie
La programmation pluriannuelle des investissements de production d’électricité (PPI) est prévue par l’article 6 de la loi du 10 février 2000 relative à la modernisation et au développement du service public de l’électricité. La PPI 2009 - 2020 a fait l'objet d'un rapport au Parlement. Le débat au Parlement a débouché sur un arrêté qui fixait les objectifs suivants :
- développement de la production électrique à partir d’énergies renouvelables :
  - solaire : 1 100 MW fin 2012, 5 400 MW fin 2020 ;
  - biomasse : 520 MW de plus pour fin 2012 et 2 300 MW pour fin 2020 ;
  - énergies éoliennes et marines : 11 500 MW fin 2012 et 25 000 fin 2020, dont 19 000 terrestres et 6 000 marines ;
  - hydroélectricité : accroissement de 3 000 MW (production annuelle : 3 TWh) d'ici fin 2020.
- nucléaire : un premier réacteur de troisième génération à l’horizon 2012 et un deuxième à l’horizon 2017, sur des sites nucléaires existants.
- production d’électricité à partir d’énergies fossiles : moderniser le parc en vue d’en réduire les impacts environnementaux :
  - charbon : réduire le parc de 6 900 MW à 3 300 MW d’ici à 2016, par le déclassement des installations les plus polluantes ;
  - aucune nouvelle installation de production d’électricité à partir de charbon ne sera autorisée en métropole si elle ne s’inscrit pas dans une logique complète de démonstration du captage, transport et stockage du dioxyde de carbone ;
  - gaz : le parc centralisé de production d’électricité à partir de gaz naturel sera développé.
- cogénération : développer la cogénération à partir de sources d’énergie renouvelables, notamment la biomasse.

La PPI a été remplacée en 2015 par la PPE (programmation pluriannuelle de l'énergie), qui fusionne les PPI de l'électricité, du gaz et de la chaleur ; la PPE est instituée par la loi relative à la transition énergétique pour la croissance verte. La première PPE a été approuvée en 2016 par décret. Elle est révisée en 2018, puis tous les cinq ans.
Le projet de PPE 2019-2023 a été publié le 25 janvier 2019. Il prévoit une forte réduction des consommations finales d'énergie : −14 % en 2028 par rapport à 2012 pour tendre vers la neutralité carbone en 2050 ; il mise pour y parvenir sur la rénovation énergétique et le développement des véhicules « zéro émission ». Il détaille le calendrier des appels d'offres pour développer les énergies renouvelables, avec un objectif de 40 % en 2030. Il prévoit 14 fermetures de réacteurs d'ici 2035 pour réduire la part du nucléaire à 50 % de la production d'électricité ; mais les fermetures d'ici 2028 sont conditionnées au respect du critère de sécurité d'approvisionnement et à des critères sur l'évolution du marché européen,.
Pour les énergies renouvelables, l'objectif 2030 est fixé à 40 % de la production d'électricité, 38 % de la consommation de chaleur, 15 % de celle de carburants et 10 % de la consommation de gaz. L'accélération la plus forte concerne le solaire, dont la production doit être multipliée par cinq en dix ans ; l'éolien terrestre doit tripler sa taille ; l'éolien en mer devra atteindre 5,2 GW en 2028. Les aides aux renouvelables passeront de 5 milliards d'euros par an à 7 à 8 milliards ; le président a insisté sur les prix : « nous concentrons nos efforts sur le développement des énergies renouvelables les plus compétitives et, parce que nous veillons au pouvoir d'achat des Français, nous serons exigeants avec les professionnels sur la baisse des coûts » ; il annonce en particulier des plafonds de prix sur le biogaz, dont il juge les prix élevés.

### Taxonomie verte européenne
Le 31 décembre 2021, la Commission européenne dévoile son projet de labellisation verte pour les activités contribuant à la réduction des gaz à effet de serre. Ce document fixe les conditions de l'inclusion du nucléaire et du gaz dans la taxonomie européenne, les deux sources d'énergie se retrouvant dans la même catégorie juridique, même si le nucléaire n'est pas qualifié formellement d'énergie de « transition », à la différence du gaz. Les nouveaux projets de centrales nucléaires devront avoir obtenu un permis de construire avant 2045 (avec une clause de rendez-vous pour la suite). Les travaux permettant de prolonger la durée de vie des réacteurs existants, tels que le « grand carénage » d'EDF, devront avoir été autorisés avant 2040. Des garanties seront exigées en matière de traitement des déchets nucléaires et de démantèlement des installations, conformément aux traités existants.
La taxonomie européenne est cruciale pour le nucléaire français. Ce projet a pour objectif de mieux orienter les flux de capitaux vers des activités durables. Compte tenu du poids du coût du capital dans le prix final de l'électricité nucléaire, l'accès facilité aux financements sera un atout majeur. Plus de financements pour le nucléaire signifient de meilleurs taux, donc la possibilité de faire baisser le coût du capital afin de produire une électricité plus compétitive. Pour EDF, la taxonomie permet d'une part de financer la construction de nouveaux réacteurs nucléaires en France au meilleur taux, et d'autre part d'être plus compétitive à l'export. La taxonomie sera également essentielle pour les travaux de maintenance et pour l'intégralité des activités du cycle du combustible.

### Horizon 2050
Au-delà de l'échéance de 2035, fixée par la PPE pour la réalisation de l'objectif de réduction de la part du nucléaire à 50 %, le pays devra décider rapidement s'il souhaite investir dans de nouvelles capacités de production nucléaire, ou bien viser 100 % d'énergies renouvelables en 2050. Le gouvernement a reporté cette décision au prochain quinquennat et demandé à l'Agence internationale de l'énergie (AIE), ainsi qu'au gestionnaire de réseau de transport d'électricité RTE, de se pencher sur ces deux scénarios. Le directeur de l'AIE, Fatih Birol, défend la première option : « Dans le monde et en France, des discussions ont lieu : est-ce que nous devons miser sur les énergies renouvelables ou le nucléaire ? A mon avis, la réponse en France doit être les deux ». Selon lui, trois technologies ont déjà fait leurs preuves dans la lutte contre le changement climatique : les énergies renouvelables, l'efficacité énergétique et l'énergie nucléaire. En outre, le nucléaire est l'une des filières françaises qui s'exportent dans le monde ; un pays qui cherche à importer des technologies nucléaires serait moins enclin à acheter des technologies d'un pays qui abandonne sa propre filière. « Si les gouvernements ne prennent aucune mesure, dans cinq ans, la Chine sera la première puissance nucléaire dans le monde, dépassant la France et les États-Unis ». Fatih Birol, directeur de l'Agence internationale de l'énergie, approuve le gouvernement dans son choix de prévoir des mécanismes hors marché (prix plancher garanti) pour financer la production d'électricité nucléaire. Il critique les pays qui, comme l'Allemagne, ont décidé d'abandonner l'énergie nucléaire au terme d'un « débat malsain » ; pour lui, « le défi du changement climatique est tellement immense que nous ne pouvons nous permettre d'exclure des technologies bas carbone ».
Un rapport, publié le 27 janvier 2021 par l'Agence internationale de l'énergie et le gestionnaire du réseau de transport d'électricité français RTE, conclut que le réseau électrique français pourrait supporter un mix électrique composé quasiment à 100 % d'énergies renouvelables en 2050, au prix d'un effort massif pour développer les technologies nécessaires. Pour y parvenir, quatre défis devront être relevés : compenser la variabilité de la production renouvelable, assurer une fréquence stable sur le réseau en dépit de l'absence de rotors électriques traditionnels, accroître les réserves pour faire face aux difficultés éventuelles et étendre de façon majeure les réseaux de transport d'électricité sur le territoire. Des solutions techniques sont à l'œuvre dans certains pays, en laboratoire et grandeur nature, mais la difficulté consiste à les faire passer à l'échelle, toutes en même temps, dans un pays de la taille de la France. À l'horizon 2050, il faudrait construire entre 40 et 60 GW de capacités d'effacement de consommation, d'interconnexions avec d'autres pays, de stockage d'énergie ou de production pilotable décarbonée, comme des centrales à hydrogène, soit presque l'équivalent du parc nucléaire français actuel. Selon Fatih Birol, « Fermer les centrales nucléaires françaises serait une erreur. L'énergie nucléaire est un atout national pour la France. L'objectif d'atteindre zéro émissions à 2050 est un défi herculéen. Nous n'avons pas le luxe de nous priver de l'une ou l'autre des énergies propres. Pour la France, le nucléaire et les énergies renouvelables sont complémentaires. D'autres pays comme les États-Unis vont développer les énergies renouvelables et aussi relancer leur production d'électricité nucléaire ».
Le rapport Blanchard Tirole sur Les grands défis économiques, commandé en 2020 par le président Macron et publié en juin 2021, préconise entre autres mesures : « les émissions des combustibles fossiles devraient être taxées en amont, et non à la combustion, afin de faciliter l’élargissement du système communautaire d'échange de quotas d'émission » ; « la production d’électricité à partir de gaz naturel est une technologie de transition (et résiduelle), qui reste essentielle à court terme en tant que source d’électricité pilotable. La tarification du carbone devrait induire sa suppression progressive » ; « le maintien des centrales nucléaires existantes, aussi longtemps que la sûreté de celles-ci est assurée, est préférable à la production d’électricité par des centrales alimentées aux combustibles fossiles ».
Le 25 octobre 2021, RTE présente son rapport Futurs énergétiques 2050 qu'attendait le président Macron avant de se prononcer sur l'opportunité de construire de nouveaux réacteurs nucléaires EPR. RTE a étudié six scénarios de production (trois 100 % à base d'énergies renouvelables et trois impliquant du nucléaire) et trois hypothèses de consommation (la trajectoire dite « de référence », une de « sobriété », une de « réindustrialisation profonde »). La trajectoire de référence prévoit une progression de 36 % de la consommation d'électricité entre 2020 et 2050. RTE souligne l'urgence des décisions à prendre, affirme qu'« atteindre la neutralité carbone est impossible sans un développement significatif des énergies renouvelables » car la filière nucléaire ne sera pas en mesure de proposer une capacité de production supérieure à 50 GW en 2050, ce qui impliquerait de prolonger l'intégralité des réacteurs actuels jusqu'à 60 ans et de mettre en service non pas six, mais quatorze EPR et plusieurs dizaines de petits réacteurs modulaires. Le rapport pointe la difficulté de se passer du nucléaire car cela réclamerait le développement « coûteux » d'un système hydrogène bas-carbone pour la pilotabilité du réseau et impliquerait des rythmes de développement des énergies renouvelables plus rapides que ceux des voisins européens les plus dynamiques. De plus, si les énergies renouvelables sont des solutions compétitives, surtout dans le cadre de grands parcs éoliens et solaires, « construire de nouveaux réacteurs est pertinent du point de vue économique ». Le coût de la transition énergétique sera très élevé dans tous les scénarios : « il faudra investir, sur quarante ans, entre 750 et 1 000 milliards d'euros, soit 20 à 25 milliards d'euros par an ». En incluant les charges d'exploitation, le coût total annuel atteindra 59 à 66 milliards € dans les scénarios avec construction de nouveaux réacteurs nucléaires et 71 à 80 milliards € dans les scénarios 100 % renouvelables. RTE signale des incertitudes élevées : la compétitivité des nouveaux réacteurs nucléaires serait nettement fragilisée en l'absence de soutien public ou d'accès à des financements communautaires, et la compétitivité des énergies renouvelables dépendra des économies d'échelle réalisées avec la construction de grands parcs ; de plus, les incertitudes sont élevées sur la capacité de compenser la variabilité du renouvelable (surtout de l'éolien) par des moyens de flexibilité adaptés, qu'il s'agisse de stockage d'hydrogène ou d'électricité ou d'une autre solution. Pour disposer d'une électricité 100 % renouvelable en 2050, la France devrait augmenter chaque année de plus de 6 GW la puissance de son parc photovoltaïque et d'environ 4 GW celle de son parc éolien (2 GW pour le terrestre et 2 GW pour l'offshore). RTE souligne que « ce scénario représente un défi industriel majeur, dans la mesure où les rythmes de développement des énergies renouvelables dépassent largement les performances cumulées de l'Allemagne sur le terrestre et du Royaume-Uni sur l'éolien en mer au cours des dernières années ». L'acceptabilité sociale de tels rythmes est problématique : les scénarios sans nouveau nucléaire impliqueraient l'installation de 20 000 à 35 000 éoliennes et de 100 000 à 250 000 hectares de panneaux solaires.

## Recherche

### Recherche dans l'industrie nucléaire

#### Petits réacteurs modulaires
DCNS (renommée Naval Group en 2017) développe depuis 2008, en partenariat avec AREVA, le CEA et EDF, le projet Flexblue, un concept de petit réacteur modulaire de (50 à 250 MW) immergé, dérivé de la technique des sous-marins nucléaires, dont le premier exemplaire devait être mis en service en 2017,.
Après l'abandon du projet Flexblue, un nouveau projet de petit réacteur modulaire est mis à l'étude en 2017. Baptisé « Nuward », ce réacteur de 170 MW, développé par EDF, TechnicAtome, Naval Group et le CEA, vise une mise sur le marché à l'horizon 2035-2040.

#### Réacteurs nucléaires de quatrième génération
Des recherches sont en cours sur les réacteurs de quatrième génération : six filières sont à l’étude au sein du Forum international Génération IV. Ces réacteurs sont conçus pour utiliser le potentiel énergétique du plutonium (et éventuellement d'autres produits de fission) produit par les réacteurs des générations précédentes, bouclant ainsi le cycle du combustible nucléaire et augmentant considérablement le potentiel global du nucléaire.
En outre, des projets de réacteurs sous-critiques (hybrides réacteur nucléaire piloté par accélérateur ou Rubbiatron) sont en cours, éventuellement consacrés à la transmutation.

##### Réacteur rapide refroidi au sodium

Réacteur rapide à caloporteur sodium.

A posteriori, on peut classer les réacteurs Phénix et Superphénix comme prototypes de réacteurs de génération IV. Astrid, leur successeur et nouveau prototype de 600 MWe du CEA, devait être construit sur le Site nucléaire de Marcoule à partir de 2020, mais est abandonné en 2019 et remis « à la deuxième moitié du siècle ».

#### Fusion nucléaire

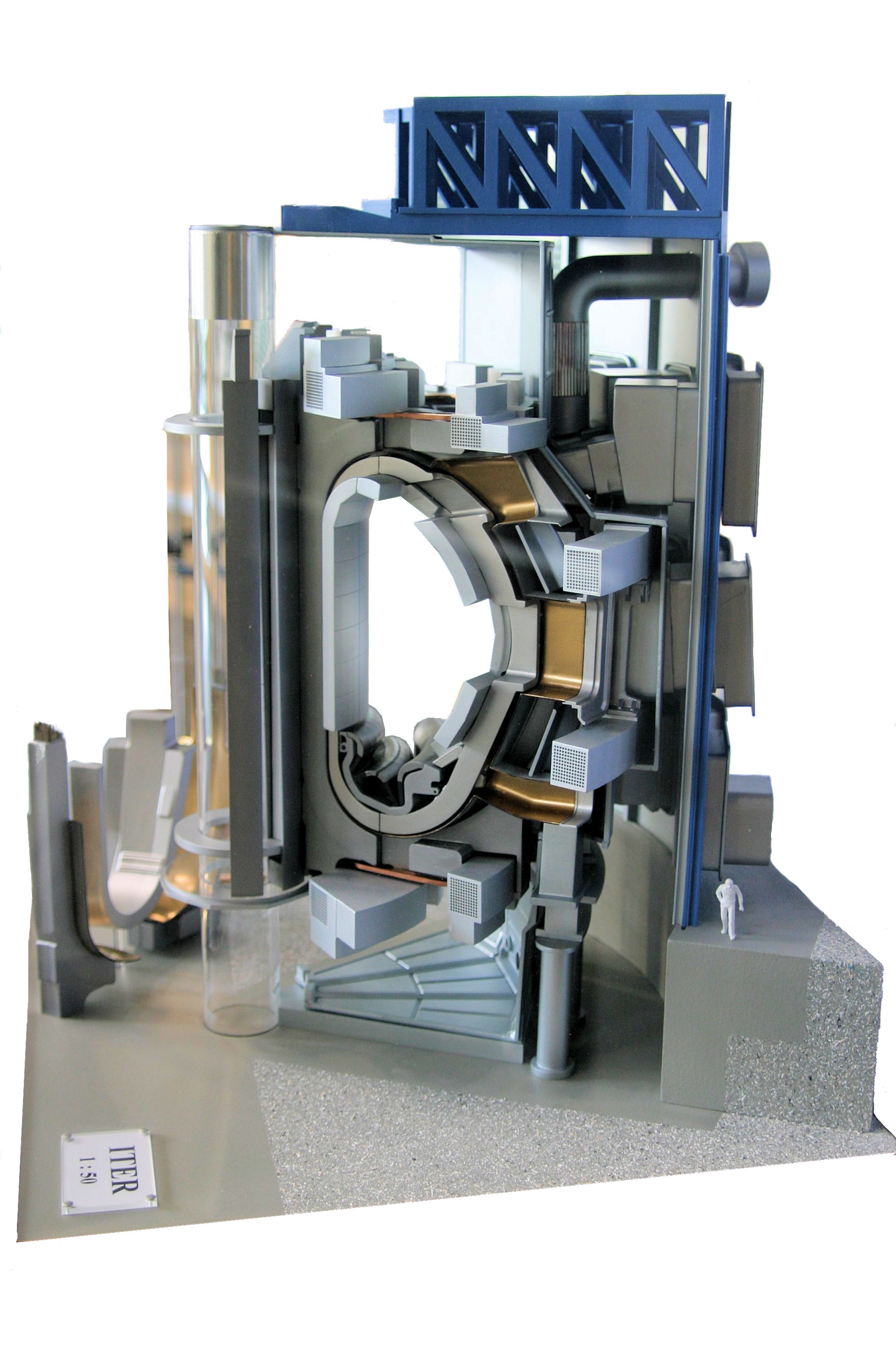
Maquette de ITER.

ITER, en français « réacteur thermonucléaire expérimental international », est un projet international de machine expérimentale de type tokamak visant à montrer la faisabilité d'un réacteur nucléaire utilisant le principe de la fusion. Faisant suite à plusieurs étapes préliminaires, il vise à produire une puissance de 500 MW à partir d'une alimentation externe de 50 MW. Il est financé par 34 nations, dont l'Union européenne, les États-Unis, la Chine, la Russie, le Japon et la Corée du Sud. Il est actuellement en construction à proximité de Cadarache (France). Le projet a subi des retards (premier plasma désormais annoncé pour novembre 2020) et une explosion de son coût (le projet, d’abord estimé à 5 milliards d’euros, approche désormais les 15 milliards).
Un projet alternatif vise à tester la possibilité d'utiliser un laser pour retirer de l'énergie utile de la fusion nucléaire, baptisé HIPER (High Power Laser Energy Research).

### Recherche sur les énergies renouvelables électriques

#### Géothermie
En 2008, le programme européen de géothermie profonde en place à Soultz-sous-Forêts prend fin, laissant une plate forme qui parallèlement à sa fonction de production peut devenir un lieu de recherche (acquisition et valorisation des données acquise durant le fonctionnement de ce prototype ; étude des mécanismes de création et maintien d'échangeurs thermiques profonds, qualification des équipements). La France vise la création pour 2015 de pilotes faisant suite à ce prototype scientifique pour significativement valoriser cette énergie vers 2030.

#### Solaire

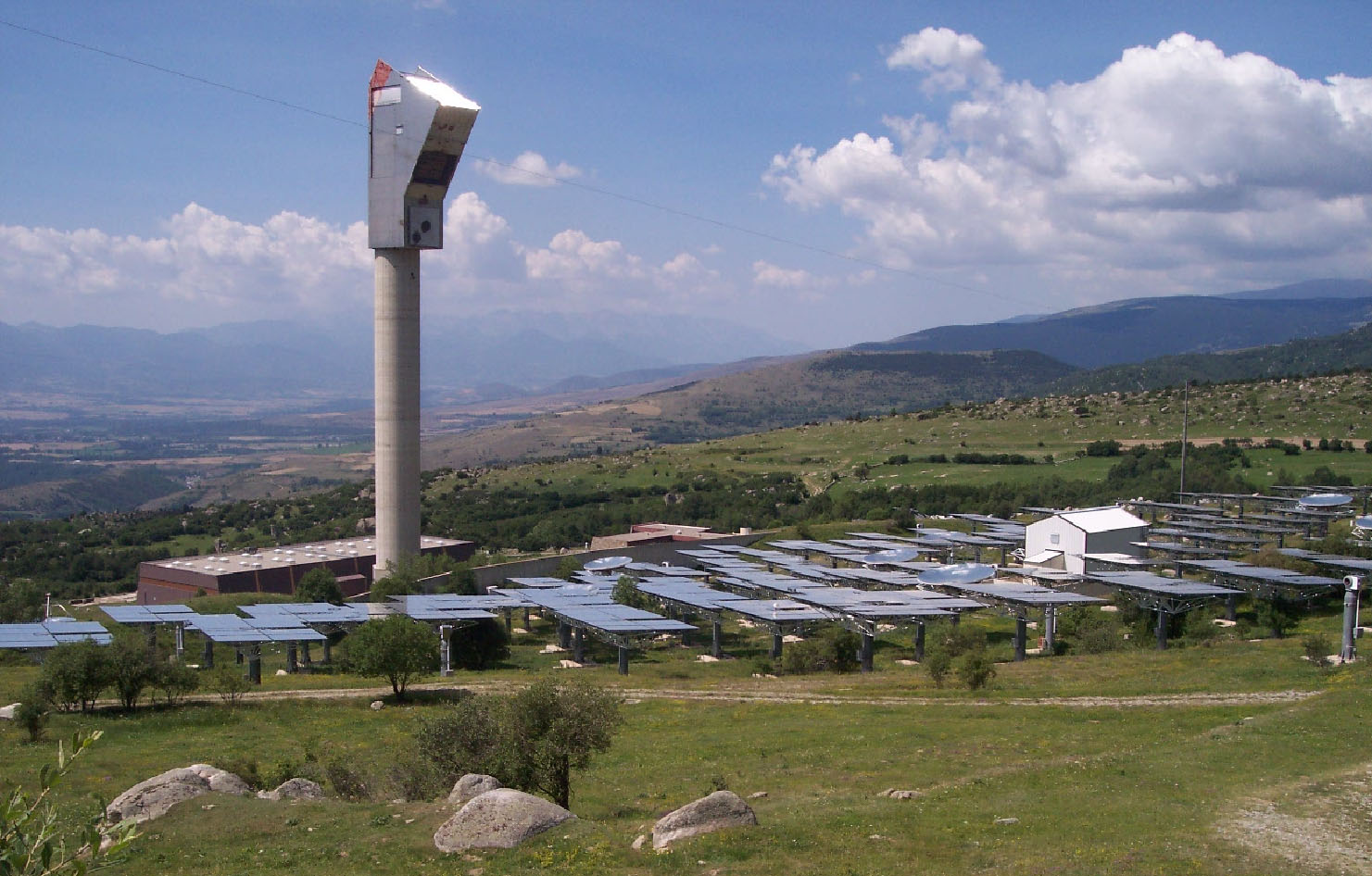
La centrale solaire Thémis.

Un Commissariat à l'énergie solaire a été créé en 1978 et a depuis fusionné avec l'ADEME.
Le solaire photovoltaïque souffre d'un coût des panneaux solaires photovoltaïques encore relativement élevé, mais il a nettement baissé au cours des 15 dernières années. Les recherches sur différents axes (techniques moins chères grâce aux couches minces, cellules aux rendements plus élevés...) permettent d'espérer des améliorations sensibles.
Le Solaire thermodynamique est en plein développement (les États-Unis et l'Espagne étant pionniers) et semble très prometteuse à court terme dans les zones très ensoleillées. En Espagne, un modèle standardisé de centrale à miroirs cylindro-paraboliques de 50 MW a été développé à grande échelle : en novembre 2012, on dénombre déjà 39 centrales connectées (1 781 MW, 4 670 GWh/an) qui évitent l'émission de 3 Mt/an de CO2, et 13 centrales en construction pour 573 MW et 1 620 GWh/an. Cette technologie est utilisée pour la construction de la centrale de Solana, la plus grande centrale solaire au monde, située dans l'Arizona et dont la mise en service a eu lieu en octobre 2013 ; sa puissance est de 280 MW et son coût est estimé à deux milliards de dollars, soit 7 140 $/kW, ce qui est encore nettement supérieur au coût des centrales nucléaires, même la plus coûteuse : l'EPR (5 300 €/kW), qui a par ailleurs un coefficient facteur de charge (ratio production/puissance) au moins trois fois plus élevé.
La centrale solaire Thémis a été active de 1983 à 1986, fermée par le gouvernement Chirac faute de rentabilité, elle a été réhabilitée à partir de 2005 pour produire de l’électricité et participer à la recherche dans le domaine des nouvelles technologies de l'énergie solaire.
Le four solaire d'Odeillo, un laboratoire d'1 MW, est encore en activité.

#### Éolien
Pour l'éolien, la recherche vise à réduire les coûts et anticiper les déploiements, ainsi que de nouveaux concepts (petites éoliennes, éoliennes horizontales, éoliennes flottantes, utilisation optimale du vent par une nouvelle aérodynamique…)[réf. souhaitée].

#### Hydroélectricité
La grande hydroélectricité est déjà développée en France ; ses impacts environnementaux (fragmentation écologique des cours d’eau, perturbation de la faune piscicole) pourraient être réduits (suivi et anticipation des débits et ressources, suivi et gestion des sédiments). L'énergie pourrait être couplée avec d’autres (éolien ou solaire, incluant des systèmes hybrides de production ou utilisation de l’hydrogène).

#### Énergies marines
Plusieurs techniques utilisant les énergies marines sont en cours de développement.
L'hydrolienne
C'est turbine sous-marine (ou subaquatique, ou posée sur l'eau et à demi-immergée) utilisant l'énergie cinétique des courants marins ou de cours d'eau, comme une éolienne utilise l'énergie cinétique de l'air. Les hydroliennes sont beaucoup plus petites que les éoliennes pour une même puissance, car la masse volumique de l'eau est environ 800 fois celle de l'air. Les courants marins sont prévisibles (notamment en consultant les éphémérides), on peut donc estimer avec assez de précision la production d'électricité. Les potentiels des courants marins sont très importants, EDF estime que la France concentre à elle seule 20 % du potentiel hydrolien européen, c'est-à-dire 3 000 MW.
Des travaux de recherche menés par EDF en partenariat avec l’Institut polytechnique de Grenoble depuis 2006 ont permis de développer un concept innovant d’hydrolienne carénée à axe de rotation vertical baptisé Harvest, dont les rendements sont très prometteurs (en test à Pont-de-Claix, sur un canal EDF).
EDF teste sa première hydrolienne, conçue par la société irlandaise OpenHydro et assemblée à Brest en Bretagne par les équipes de DCNS, au large de Paimpol Bréhat ; le projet du parc hydrolien EDF de Paimpol-Bréhat sera composé de quatre hydroliennes de 16 m de diamètre chacune, dont un rotor de 12 mètres, d'une puissance unitaire de 500 kW.
Sabella, une PME quimpéroise, a immergé la première hydrolienne sous-marine française (10 kW) en 2008 à Bénodet, et construit actuellement une machine à échelle 1 de 1 MW (10 m de diamètre) qui sera installée dans le Passage du Fromveur à côté d'Ouessant fin 2013.
D'autres projets de plus petite taille sont en cours : la PME Hydro-Gen Water Power commercialise par exemple des hydroliennes flottantes de 10 kW. En mars 2012, le gouvernement a annoncé un plan d'action en faveur de l'implantation d'usines hydroliennes sur les côtes françaises et le lancement d'un appel d'offres pour des zones d'exploitation dans le Raz Blanchard et le Passage du Fromveur. GDF Suez et sa filiale Eole Generation souhaitent, dès maintenant, obtenir les autorisations pour l'installation d'un parc pilote de trois à six turbines pour une puissance de 3 à 12 MW. Le choix de la machine s'est porté sur deux technologies : l'hydrolienne Sabella, et l'hydrolienne HyTide de Voith Hydro (coentreprise entre les groupes allemands Voith et Siemens). À terme, si la viabilité technique et économique du site est confirmée, GDF Suez envisage un parc d'une centaine de machines.
L’énergie des vagues - houlomoteur
Les houlo-générateurs sont des convertisseurs qui transforment l’énergie de la houle en énergie électrique injectable sur le réseau. Sur la façade atlantique française, la puissance moyenne transmise par les vagues peut atteindre 45 kW par mètre de ligne de côte. Des prototypes Searev, pour récupérer l'énergie des vagues, sont testés depuis 2003. EDF Énergies Nouvelles a déterminé le site d’implantation de son projet pilote de machine houlomotrice au large de l’île de la Réunion. Le projet soutenu par l’État et la Région dans le cadre du plan de relance devrait permettre d’obtenir dès 2013-2014 un premier retour d’expérience sur le type de technologie retenu (bouée pilonnante), l’efficacité globale du dispositif et son innocuité environnementale.
L'Énergie thermique des mers (ETM)
C'est l'énergie maréthermique produite en exploitant la différence de température entre les eaux superficielles et les eaux profondes des océans : les premiers tests ont été développés à partir de 1974 à Hawaï par le laboratoire de l’énergie thermique des mers d’Hawaï (NELHA).
En France, La Réunion, DCNS et l'université de La Réunion ont signé le 22 mars 2012 une convention tripartite pour engager un partenariat de recherche sur l'énergie thermique des mers, via le prototype à terre livré en février dernier par DCNS à la collectivité locale.
L'énergie osmotique
L'énergie osmotique exploite le principe de l'osmose, qui se produit en continu au niveau d'une membrane appropriée séparant des masses d'eau de salinité différente.
En mars 2022, la Compagnie nationale du Rhône (CNR) et la start-up Sweetch Energy lancent un projet d'installation du premier pilote industriel de centrale osmotique dans le delta du Rhône, centré sur une membrane innovante à mailles nanométriques qui aurait, selon ses concepteurs, des performances vingt fois supérieures et un coût du matériau 100 % biosourcé cinq à dix fois moindre. Le potentiel du delta avoisine les 4 TWh.

### Stockage de l’énergie et réseaux intelligents
Le stockage de l'énergie est un enjeu majeur de la politique énergétique dans les prochaines décennies. Il conditionne le développement de certaines sources d'énergies, notamment renouvelables, car elles sont très fluctuantes (vent, soleil).
Le seul moyen de stockage utilisé à grande échelle pour lisser les pointes de consommation est le stockage d'eau par les barrages, en particulier les systèmes de pompage-turbinage (STEP), qui ont couramment des puissances unitaires de 1 000 MW et des capacités de stockage de quelques gigawatts-heures à plusieurs dizaines de gigawatts-heures ; les temps de cycle de décharge-recharge vont de quelques heures à quelques dizaines d'heures. Les dispositifs de stockage d'énergie à air comprimé (CAES), qui n'existent qu'à l'état de démonstrateur, pourraient atteindre des puissances de quelques centaines de mégawatts et des capacités allant jusqu'au gigawatt-heure. Les batteries sont plutôt adaptées aux stockages de petite taille, au niveau local. La régulation des irrégularités saisonnières (solaire) ne pourra guère être traitée que par des systèmes « power to gas » (production d'hydrogène par électrolyse de l'eau, suivie ou non de sa transformation en méthane).
L'optimisation de la gestion des réseaux de transport et distribution d’énergie par réseau électrique intelligent permettrait aussi de diminuer les pointes de consommation en décalant une partie des consommations. RTE développe des dispositifs d'effacement contractuel à la pointe.